# Tục thờ hổ
Tục thờ Hổ hay tín ngưỡng thờ Hổ là sự tôn sùng, thần thánh hóa loài hổ cùng với việc thực hành hoạt động thờ phượng hình tượng con hổ bằng các phương thức khác nhau được phổ biến ở một số quốc gia châu Á, đặc biệt là những quốc gia có hổ sinh sống. Theo quan niệm nhiều nơi ở châu Á, hổ là giống loài dũng mãnh nhất trong muôn thú, là Chúa sơn lâm, là Hùm thiêng ngự trị tối cao trong rừng già, ở các nước phương Đông, hổ còn là một linh vật trong 12 con giáp, tượng trưng cho sức mạnh, nó còn là một trong Tứ Thánh thú cai quản Tây phương. Trong quan niệm và tín lý, hổ với những biểu hiện phẩm chất của nó là một tập hợp thành các tín lý đa nghĩa, tùy theo từng khuôn mẫu văn hóa tín ngưỡng khác nhau, nó biểu thị tốt hoặc xấu, thiện hay ác, chính hay tà. Hổ được tôn thờ cùng chung nhóm với các con vật có sức mạnh như sư tử, đại bàng, chim ưng, sói, gấu, voi. Ở Ấn Độ, hổ (cùng với báo hoa mai) được tôn xưng và hiện diện dưới hình tượng vị thần Waghoba (वाघोबा).
Trong nền văn hóa Đông Á, hổ là chúa tể các loài thú thay cho sư tử. Nó biểu trưng cho vua chúa, sự can đảm và phẫn nộ (cuồng nộ), hổ được người ta tôn lên vị trí Chúa tể của rừng núi và coi hổ là con vật linh thiêng. Đối với nhiều nước châu Á là Châu lục mà loài hổ phân bố thì hổ còn là biểu tượng của sức mạnh, uy quyền và tâm linh. Tại đây, hổ được coi là có vị trí thống trị trong giới động vật nên nhân dân ở một số nước phương Đông đã thần thánh hóa loài này với tập tục thờ hổ hay thờ thần hổ đã đi vào tín ngưỡng dân gian của nhiều dân tộc, cộng đồng, nhất là ở những chốn rừng núi sâu thẳm thì hổ luôn được thờ phụng. Một số dân tộc khác còn tôn thờ hổ như thần giám hộ (như ở Hàn Quốc, hổ đóng vai trò là Thần bảo hộ), thượng đẳng phúc thần, thần hộ mệnh, môn thần.
Tục thờ hổ là một dạng của tín ngưỡng thờ động vật (tục thờ thú) thuộc hệ tín ngưỡng sùng bái tự nhiên, tục thờ hổ bắt nguồn từ cuộc sống nguyên thủy, khi con người còn sống trong điều kiện săn bắt, hái lượm hoặc giai đoạn đầu của cuộc sống nông nghiệp thì lúc này hổ chính là sức mạnh thiên nhiên vừa gần gũi và là tai họa đối với con người, chính vì vậy mà con người thờ hổ để cầu an. Ở đây, hổ được con người thờ phụng với vị thế là thần khai tổ, thần giám hộ, thần hộ mệnh, thần hộ môn, thần vệ đạo, với tâm thế này, nó được coi là phúc thần (thần may mắn). Nhưng mặt khác, từ nỗi khiếp sợ, nó cũng được tôn thờ như một ác thú bởi sự phá hoại. Hổ hiện thân và đồng nhất với các thế lực tự nhiên, nhất là chốn rừng thiên nước độc, lam sơn chướng khí, là trở ngại thử thách con người.
Những hình thức thờ phụng loài hổ có sự đa dạng ở các quốc gia, cộng đồng người ở khắp nơi thuộc châu Á và gắn liền với truyền thống văn hóa của từng vùng miền, những dân tộc theo tín ngưỡng bái vật giáo (Totem giáo) thì tôn thờ hổ như tổ tiên của tộc người mình, ở những nơi thịnh hành Shaman giáo thì hổ mang tính chất thánh thiêng và hòa trộn trong các nghi lễ thần bí. Trong khi nhiều nơi khác hổ được thờ phụng trong những không gian vật thể tín ngưỡng như đình, đền, miếu, chùa, ban thờ thông qua những nghi thức cúng tế, tranh thờ, tượng thờ và mỹ thuật tâm linh. Những biểu hiện khác như việc xem các phần cơ thể của hổ (nanh và vuốt) như những bùa hộ mệnh một cách mê tín. Nhưng nhìn chung, dù ở vùng đất nào, cộng đồng nào thì loài hổ cũng ngự trị với một vị thế tâm linh khả kính và hằn sâu trong tâm thức văn hóa từng vùng.

## Dẫn luận

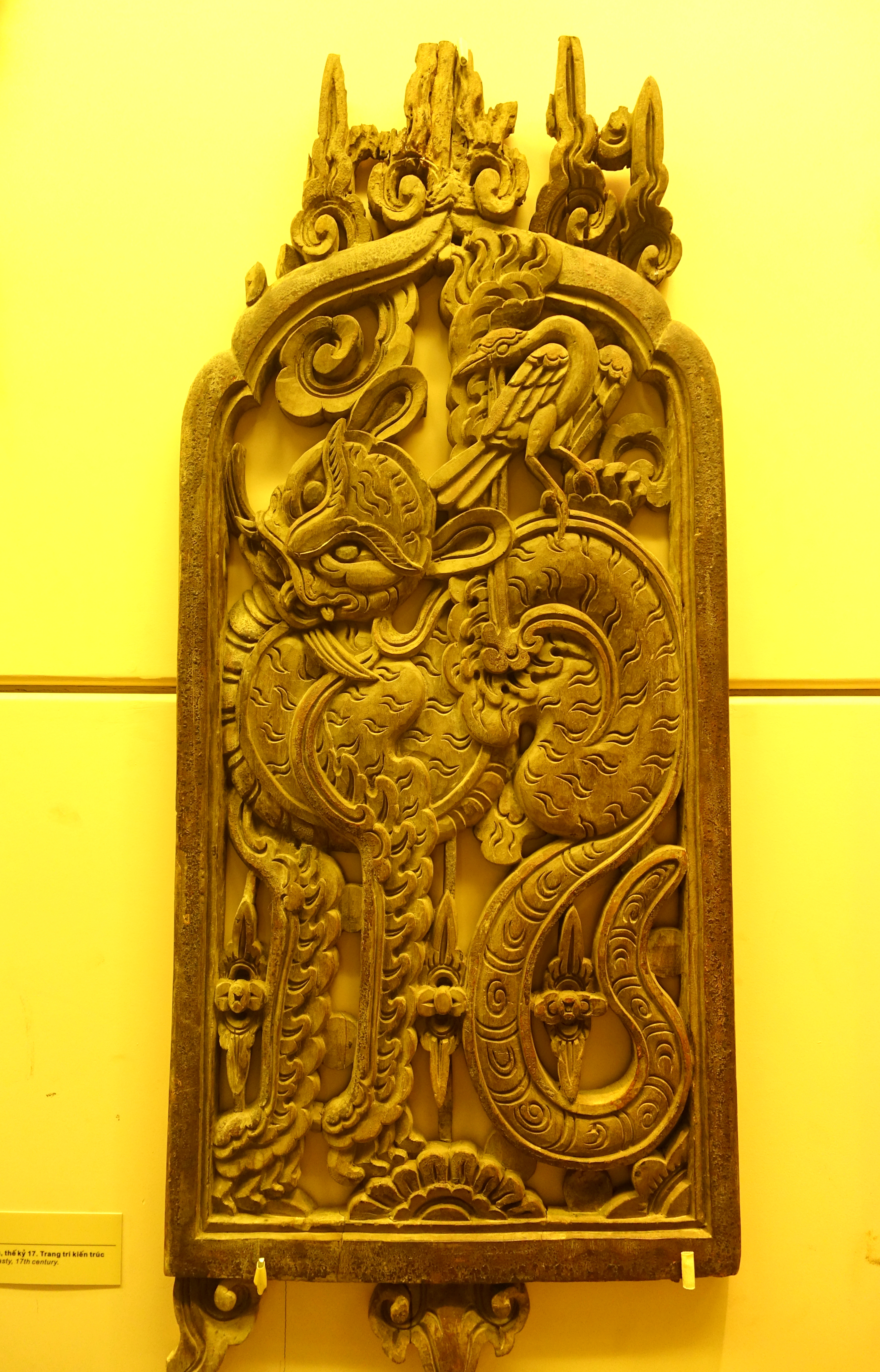
Hổ môn bài, di chỉ thẻ mộc triều Lê vào thế kỷ thứ 17, được trưng bày tại Bảo tàng lịch sử Quốc gia Việt Nam

Trong tự nhiên, hổ là loài mèo lớn là động vật ăn thịt đầu bảng hung hãn, dũng mãnh, can trường, hiên ngang, từ những đặc chất ấy mà hổ trở thành biểu tượng của sự hùng cường, có sức mạnh vô song, nhắc đến hổ người ta liên tưởng ra loài thú dữ ăn thịt sống, con người, muông thú khi nghe thấy tiếng gầm của hổ là hoảng loạn, nháo nhác tìm nơi trú ẩn. Hình tượng hổ bên cạnh sự quyền uy còn đáng nể, cùng với nhận thức về mỹ thuật và nghệ thuật (vẻ đẹp uyển chuyển, tiềm ẩn nội lực) khiến nó có những phẩm chất để trở thành một linh vật của tôn giáo, tín ngưỡng và được thờ phụng nghiêm cẩn.
Nếu như người châu Âu cho rằng sư tử là vua của muôn loài cầm thú vì trong tâm thức người Âu Mỹ, sư tử ảnh hưởng sâu đậm về văn hóa và biểu tượng, thì trong quan niệm người châu Á, hổ mới là chúa tể của rừng xanh, con người đối mặt với hổ, nghĩa là đối mặt với tử thần, diệt được một con hổ coi như lập được chiến công to lớn, trừ được hiểm họa cho cộng đồng. Từng một thời, con người đành bất lực trước oai quyền của hổ, đưa nó trở thành linh vật được đưa vào các gian thờ, người đời xưa cho tới đời nay, khi thờ hổ, họ đều cảm nhận được sự an toàn bởi được che chở theo quan niệm tâm linh.
Trái ngược với quan niệm của phương Tây, quan niệm dân gian Việt Nam cùg với quan niệm của một số cộng đồng cư dân vùng Đông Á, Bắc Á, Nam Á và Đông Nam Á thì từ trước đến nay luôn xem hổ tượng trưng cho sức mạnh, người dân đã thần thánh hóa hổ, cho nó một sức mạnh thiêng liêng diệt trừ được ma quỷ. Có hình hổ trấn giữ ở ngưỡng cửa là tà ma không dám xâm nhập, hình tượng hổ trở thành phổ biến trong nghệ thuật dân gian Việt Nam, được vẽ thành tranh để thờ cúng ở các đền, điện, coi như "thần tướng gác đền", được khách đi lễ thắp hương, khấn vái. Dù là con vật hoang, rất ít khi được thuần phục nhưng hổ đã có sự gắn bó chặt chẽ với cuộc sống của người dân, trong đời sống thường nhật và tôn giáo. Nó không chỉ là biểu tượng của sức mạnh mà còn mang quyền uy chi phối hung dữ của kẻ anh hùng
Hổ là loài thú lớn đầy sức mạnh và có vị trí thống trị trong giới động vật, nên nhân dân ở một số nước phương Đông đã thần thánh hóa loài này. Ở Trung Quốc, hổ là biểu tượng của sự dũng mãnh và hoa văn trên trán hổ có hình chữ Vương (王), ngụ ý hổ sinh ra đã có sứ mạng là vị vua của muôn thú. Hổ còn là con vật thượng thủ đối với muôn thú trên cạn, ngược lại, ở thủy giới, rồng chiếm vị trí tối cao này, hổ là con vật có thực được sánh với rồng là một sinh vật truyền thuyết. Trong Đạo giáo và phong thủy thông qua hình tượng Âm-Dương, hổ đối lập với rồng và góp phần kiềm chế rồng, sự tranh đấu giữa rồng và hổ biểu thị cho lời cầu mong âm-dương giao hòa, điềm cát tường: mưa thuận gió hòa, mọi việc phát triển.

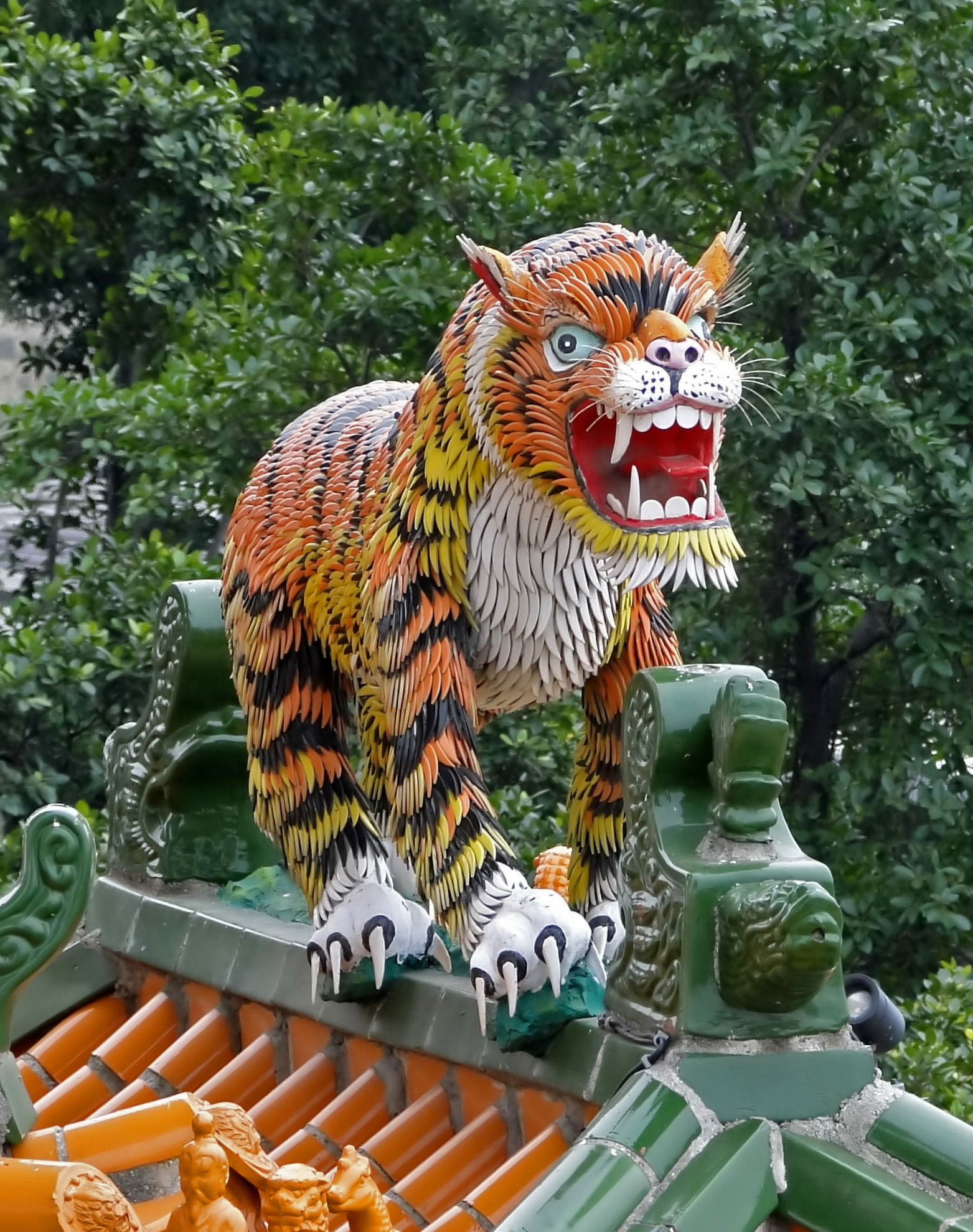
Tượng thờ hổ ở Cao Hùng, Đài Loan

Hổ là con thú dũng mãnh nên luôn gợi lên ý tưởng về sức mạnh và tính hung dữ. Điều này không chỉ hàm chứa duy nhất các biểu thị tiêu cực mà ngược lại, nó được sử dụng như một biểu trưng của thế lực tốt, chống lại thế lực xấu, thế lực tà mị, bằng cách lôi kéo nó về mình, hoặc đồng nhất mình với hổ. Trong quan niệm của người phương Đông, hổ là một con vật linh thiêng, thuộc sứ giả của nhà trời xuống hạ giới ban phúc cho người lành, giáng họa cho kẻ ác, hướng con người đi đến chân, thiện, mỹ. Sự tích thờ thần hổ rất đa dạng mỗi vùng, mỗi dân tộc có sự tích thần hổ khác nhau, nhưng chung quy đều thể hiện con hổ có chức năng trừ tà ma, biểu thị cho quyền uy và sức mạnh và được sùng bái.
Nói chung, là con vật dũng mãnh nhất trong các loài thú, hổ trở thành một tập thành các tín lý đa nghĩa. Tùy theo từng khuôn mẫu văn hóa–tín ngưỡng khác nhau, nó biểu thị tốt hay xấu, tích cực hay tiêu cực. Ở Ấn Độ, hổ được coi là loại phù thủy ác độc, trong sử thi Mahabharata, hổ được coi là hung bạo và tàn nhẫn hơn sư tử, trong khi đó ở Indonesia, Mã Lai, trong chừng mực nào đó, hổ được coi là nhân từ, ở Việt Nam có tồn tại hai luồng quan điểm trái ngược về hổ, thái độ của người dân đối với cọp vừa kính nể, coi như vị thần nhưng cũng coi thường, nếu cần thì rủ nhau đi săn bắt, giết không nương tay, nhưng quan niệm tôn trọng, sùng bái hổ thường thắng thế.
Đối với Phật giáo, hổ (Phạn văn: Vyaghra) dụ cho vô thường đáng lo sợ. Theo Luận Đại trí độ: "Trí vô lậu thường quán xét biết rõ tất cả pháp đều vô thường nên không sanh các kiết sử như ái" (dịch nghĩa: giống như dê gần hổ, tuy được ăn cỏ xanh tươi, uống nước trong mà không thể mập được. Các bậc thánh, tuy được thọ an lạc vô lậu, nhờ quán không, vô thường nên không sanh nhiễm trước). Trong Phật giáo, hổ tượng trưng cho sức mạnh đức tin, của nỗ lực tinh thần, vượt qua rừng rậm tội lỗi, được biểu thị bằng rừng tre. Trong Phật giáo Ấn Độ, hổ cùng với khỉ và hươu cũng là một trong ba linh vật tượng trưng cho tham-sân-si, nó biểu tượng cho sức mạnh của niềm tin, sự chiến thắng mọi trở ngại trên con đường tu chứng, sự tượng trưng cho sự diệt trừ được tham, sân, si và ác nghiệp, tu thành quả Phật của con người.
Với tính cách đại diện cho thế lực hung dữ trong tự nhiên và thời kỳ thô sơ, con người trở nên bất lực trước sự hoành hành của loài hổ, do đó, một giải pháp mang tính tâm linh, tín ngưỡng của con người là đồng nhất với hổ (đồng hoá về tâm thức) hoặc lôi kéo hổ về phía mình (cầu thân với hổ) như là một sự thỏa hiệp trong tâm tưởng để mong hổ không làm hại đến mình và còn phù hộ cho mình. Việc đồng nhất, lôi kéo hổ về phía con người thể hiện qua một số khía cạnh:

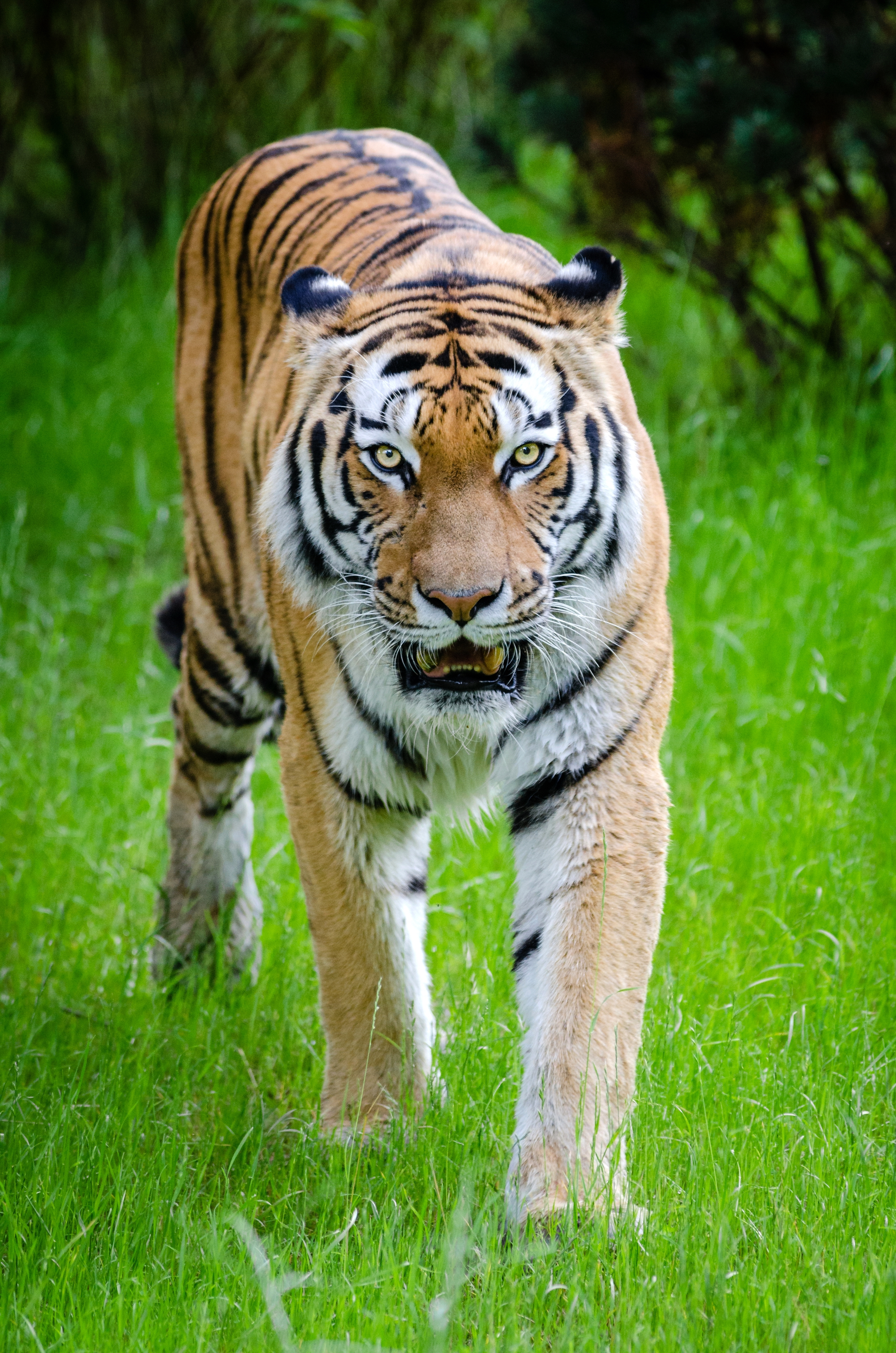
Hổ được con người đồng nhất, lôi kéo về phía mình bằng các hình thức tâm linh

- Tôn sùng và xem hổ như là tổ tiên, bậc khai tổ của dân tộc mình, con người là hậu duệ trực tiếp của loài hổ và luôn nhắc nhở phải tôn trọng, không làm hại, hay bất kính đến loài hổ. Điều này dẫn đến tục thờ hổ như một vị tổ thần và được thờ độc tôn (thờ chánh). Như vậy, hổ còn là ông tổ của một số thị tộc[17], điều này được thấy rõ qua hình thức bái vật tổ của các dân tộc ở vùng Siberia, ở Trung Quốc, cũng như một số dòng họ ở Trung Quốc, Việt Nam.
- Xem hổ là người đồng hành với con người như hổ là vật cưỡi của các bậc thánh thần, hổ là đồng minh, chiến hữu trong cuộc chiến chống lại các thế lực khác. Trường hợp này hổ đóng vai trò phụng sự thánh thần, được thờ cùng với những thân thánh, tiền nhân và nó cũng được linh thiêng, thần thánh hóa để thờ phụng. Với phương vị này, hổ còn được xem như hộ môn thần và được thờ trong các đình, đền, chùa và đi vào điêu khắc, hội họa, kiến trúc dân gian.
- Xem hổ như là một thành viên trong cộng đồng dân cư, một người bạn hữu, tiêu biểu như những câu chuyện về Hổ huynh (người anh em hổ) ở Hàn Quốc, xem hổ là thành viên trong gia đình, con người nhận nuôi hổ, hổ nuôi con người, hổ kết bạn với con người (một số sự tích hay câu chuyện ở Việt Nam, ở miền Nam, vị trí "anh Cả" dành cho hổ, người con đầu gọi là anh Hai). Trong mối quan hệ này hổ trở nên thân thiết với con người. Với người Thái, khi được nghe tiếng hổ gầm vang trên đồi cao là niềm hân hoan, sảng khoái nhất của bản mường[18] Tại Thái Lan người ta còn xây Chùa Hổ, nơi đây không phải thờ thần hổ mà là nơi chăm sóc, nuôi nâng những con hổ, đọc kinh cho chúng [19].
- Đề cao mối quan hệ của hổ với con người thông qua các sự tích như "nghĩa hổ" (con hổ có nghĩa), hổ trả ơn khi người giúp đỡ hoặc tha mạng cho hổ, hổ nuôi con người, hổ cứu giúp con người khỏi ác thú hoặc những con hổ khác, hổ là thầy dạy võ cho con người (thực tế hổ là biểu tượng cho võ công và con người học được từ hổ những động tác chiến đấu và nâng tầm thành những môn võ có nguồn gốc từ hổ), một điển hình là nhiều truyện kể dân gian, cọp đóng vai thần cứu tinh, trợ giúp thần kỳ như trong Tống Trân-Cúc Hoa, Thoại Khanh-Châu Tuấn được truyền tụng trong giới người Kinh lẫn người Thượng phía Bắc. Ở Việt Nam còn có những câu chuyện về con hổ có tình nghĩa, giúp đỡ con người và khi chết được lập miếu thờ.

Cùng với thời gian, sự phát triển của đời sống và tôn giáo, con hổ đã trở thành một linh thú mang rất nhiều nét tính cách của xã hội Nam Á, có nhiều lý do khiến cư dân Nam Á trân trọng hổ. Hình ảnh con hổ trong đời sống người Nam Á ăn rất sâu, chiếm lĩnh một khoảng lớn. Hổ hiện thân với tư cách là con vật của tôn giáo và thống lĩnh. Không chỉ ở phương Đông, rất nhiều nơi trên thế giới có đại hội sơn lâm. Với tư cách là chúa tể, nó đóng vai trò của quyền uy thống trị, có vai trò điều phối, chia khu vực sơn lâm cho các dã thú khác, đó là vai trò anh hùng. Cho đến nay, vùng văn hóa Đông Á rất chuộng hổ, ngày Tết thích treo tranh hổ, không chỉ để biểu tượng cá tính. Hình tượng hổ còn mang chủ nghĩa nhân đạo, quyền uy, ngay ngắn và đáng nể và trở thành một linh vật của tôn giáo. Đặc tính con giáp của hổ trong vai trò của 12 con giáp, hổ đứng ở phương Đông, cung Dần, góc vuông thứ nhất theo toán học tử vi, gắn với Nam Á nên ở vùng này có rất nhiều dân tộc tôn sùng hổ.

## Vị thế tâm linh
Để được tôn sùng và thờ phượng ở nhiều nơi với vị trí trang trọng và cao nhất trong giới động vật, hổ chiếm những vị trí và hình ảnh trong tâm linh, tín niệm của nhiều người. Nhiều dân tộc tôn sùng hổ vì xem hổ là thần khai tổ của mình, nhiều cộng đồng dân cư thờ hổ như một vị thần cai quản, một số tôn giáo xem hổ như vị hộ pháp, vệ đạo, bên cạnh đó, nhiều cư dân vì kinh sợ trước sự phá hoại của hổ mà tôn thờ như một niềm trấn an tâm linh mong được bình an.

### Thần khai tổ
Trong thời kỳ sơ khai, con người bất lực trước nhiều hiện tượng tự nhiên và đành lý giải trong trí tưởng tượng. Cách giải thích nguyên sơ cho rằng, con người được sinh ra từ một loài động vật nào đó, tôn sùng và coi là vật tổ đã được toàn thể cộng đồng chấp nhận. Trong tín ngưỡng dân gian của nhiều quốc gia, vùng lãnh thổ, xu hướng đồng nhất mình với hổ phổ biến với các mức độ khác nhau, cụ thể là có nhiều dân tộc, bộ tộc, thị tộc coi hổ là tổ tiên (ông tổ, tổ phụ) của tộc người mình, bản thân người dân trong tộc chính là hậu duệ của loài hổ, trường hợp này hổ hiện thân là thần khai tổ, là tổ phụ, thần hộ mệnh cho con người. Điều này được thể hiện khá rõ đối với các dân tộc sinh sống ở vùng Siberia nơi thuyết vật linh (Totem) và Saman giáo rất thịnh hành, ở nơi đây hổ đã để lại những dấu ấn đối với các dân tộc tại vùng Siberia vùng đất nơi cư ngụ của giống hổ Mãn Châu.

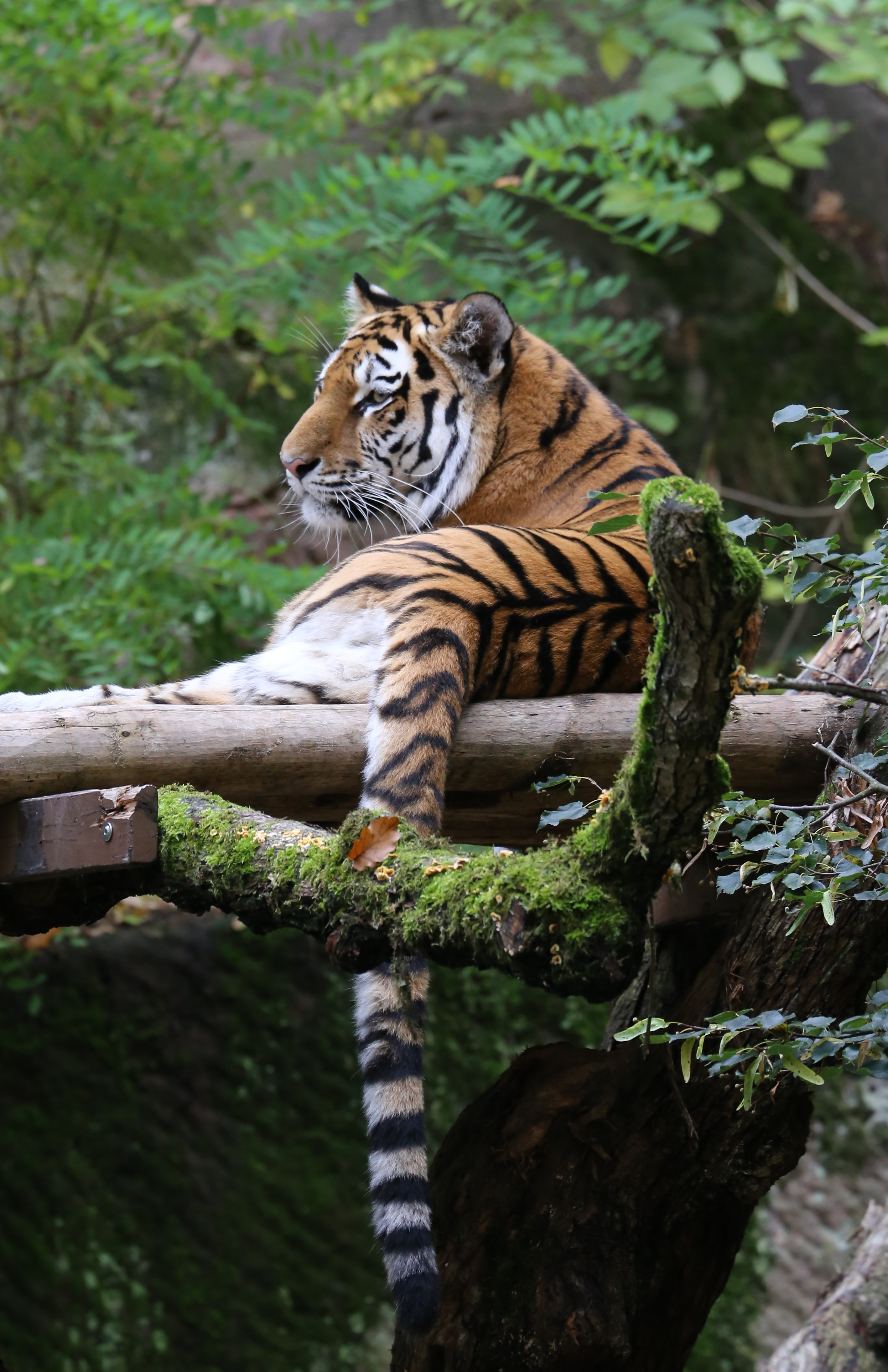
Hổ Mãn Châu được nhiều dân tộc vùng Siberia tôn sùng là ông tổ của bộ tộc và thị tộc mình (Amba), do đó họ tôn thờ, kính trọng Hổ như tổ tiên

- Ở lưu vực sông Amur có nhiều bộ lạc cho mình xuất thân từ hổ hay từ gấu, bởi thủy tổ của họ đã nằm mơ từng có quan hệ tình dục với những con vật này[20].
- Người Oroqen (Ngạc Luân Xuân tộc) có một sự tôn kính đặc biệt đối với động vật, đặc biệt là gấu và hổ, mà họ coi như là anh em ruột của họ. Con hổ này được biết đến với họ như Wutaqi có nghĩa là "ông già" hay "lão phu", trong khi gấu được gọi là Amaha có nghĩa là "bác". Việc thờ cúng tổ tiên vẫn được thi hành đều đặn cho đến ngày nay, dân tộc này tin vào thuyết vạn vật hữu linh (thuyết vật linh).
- Truyền thống của dân tộc A Khắc Đằng Bộ (Askay) cũng như dân tộc Hách Triết (tức Người Nanai) đều cho rằng: Khai tổ của họ là do một người con gái đã kết hôn với hổ rồi sinh ra, cho nên họ phải thờ cúng hổ, tôn sùng hổ như là một vị thần tối cao, mà không được săn bắt hổ lấy thịt, lấy da như các dân tộc khác[21]. Người Udege và người Nanai gọi hổ Mãn Châu bằng tên gọi Amba với ý nghĩa sùng kính cùng với gấu (Doonta)[22]
- Người Tungus, một dân tộc ở vùng Siberia gọi giống hổ Mãn Châu bằng tên gọi Amba với ý nghĩa tôn xưng là Ông hay Ông già. Người Tungus còn coi hổ Siberia là vị thần gần gũi và luôn cho rằng hổ là "Tổ phụ", ông cha của mình hay còn gọi là "lão phu".
- Người Mãn Châu gọi tên hổ với ý nghĩa là vua (Hulin: tức Hổ linh hay Linh Hổ), và coi bộ tộc mình mạnh mẽ như hổ[22].
- Đối với người Ghiliak (hay người Nivkh) thì hổ với cuộc sống và tập tính của nó, là một con người đích thực, chỉ tạm thời khoác hình dáng hổ mà thôi[23].

Nhiều dân tộc ở vùng Hồ Nam, Hồ Bắc, Tứ Xuyên cũng có những truyền thuyết về vị thần khai tổ hổ và tinh quân Bạch Hổ thần linh đã kết duyên với người và sinh ra bảy dòng họ lớn như họ Vương, họ Bành, họ Dương, họ Điền, họ Đàm, họ Trướng, họ Nhiễm. Nhiều dân tộc ở vùng Vân Nam cũng có tục sùng bái và thờ cúng hổ vì họ có nhiều truyền thuyết về người kết hôn với hổ sinh ra hậu thế là các dân tộc và dòng họ, họ tôn sùng hổ là tổ tiên và tự xem mình là con cháu, là hậu duệ của hổ. Người Thổ Gia (Tất Tư Ca) ở Dãy núi Vũ Lăng, trên ranh giới giữa 4 tỉnh thành là Hồ Bắc, Hồ Nam, Quý Châu và Trùng Khánh cũng tôn thờ hổ, hầu hết người Thổ Gia tôn thờ vật tổ Bạch Hổ (tuy nhiên người Thổ Gia ở phía tây Hồ Nam thì lại tôn thờ vật tổ là rùa).

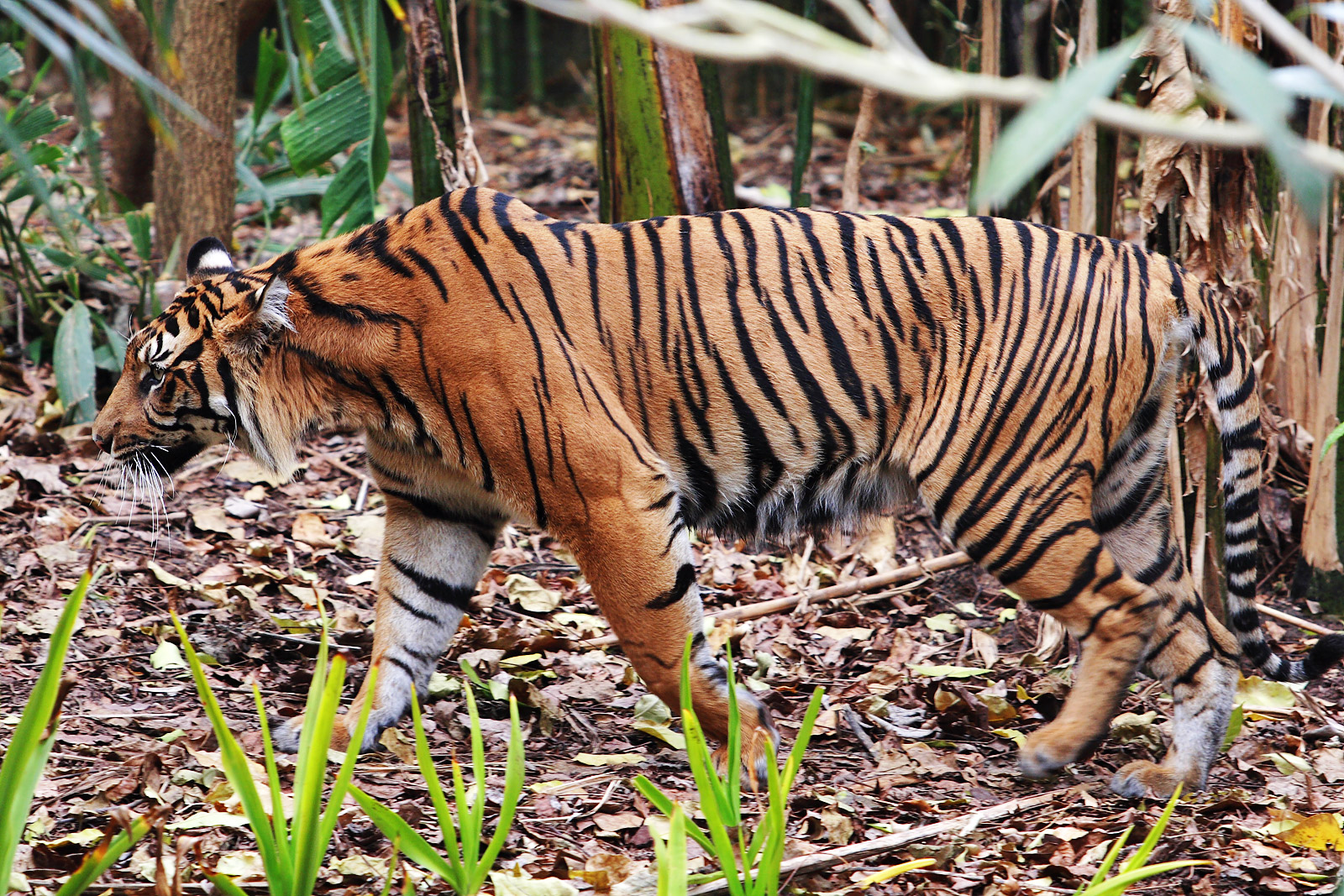
Hổ được người Mã Lai xưng bằng bác (Pak) hay chú, ngụ ý có quan hệ họ hàng

Ở Mã Lai, có tồn tại phân loài hổ Mã Lai, ở đây hổ cũng được người Mã Lai gọi là Pak Belang có nghĩa là Chú có sọc hay Bác có sọc ngụ ý có quan hệ họ hàng với con người, những vị thầy lang có phép biến hóa thành hổ gợi nhắc đến chi tiết nhiều sắc dân ở vùng Đông Nam Á, con hổ được hình dung tổ phụ huyền thoại, được xem như thầy truyền pháp vì chính hổ dẫn dắt các tín đồ mới vào rừng để truyền phép cho họ, thực tế là để giết họ và làm họ sống lại.
Người Campuchia coi hổ là kết hợp đầu vua thân hoàng hậu và bốn chân là các quan tứ trụ trong triều đình, như vậy hổ chính là thú trong lốt người. Trong Thiên Phù Tam Ấn của Thần thoại Triều Tiên có hình chim có cái cánh cụt, mà ngày nay được xem là biểu tượng cho một thị tộc thờ hổ, thường tranh đấu vì sức mạnh, và con gấu tượng trưng cho một bộ tộc văn minh và hiền hơn, từ đó, Đông Uế một quốc gia cổ trên bán đảo Triều Tiên, người dân thường thờ phụng con hổ như một vị thần.
Một vài dân tộc thiểu số ở Việt Nam hiện nay như họ Hoàng, Lường, Lộc của người Thái coi hổ là vật tổ. Bên cạnh đó, thờ hổ cũng là vật tổ của một số dân tộc như: người Khơ mú (Tây Bắc, miền tây Nghệ An họ cho rằng tộc người của mình thuộc họ Rvai, tức là họ Hổ), người Tà Ôi (vùng núi phía tây miền Trung thờ Giàng Avó, tức là Giàng Hổ), người Co ở huyện Trà Bồng, Quảng Ngãi cũng thờ hổ như tổ tiên. Người La Hủ ở Việt Nam cũng tự đặt tên cho sắc dân mình gắn với con hổ, theo đó "La" là con hổ, "Hủ" là con sóc, "La Hủ" nghĩa là mạnh như con hổ, khéo léo và nhanh như con sóc, phần nào giải thích nguồn gốc của tộc họ.
Ở Việt Nam còn có truyền thuyết, vị tướng họ Hùng có công đánh đuổi giặc Ân do bà mẹ hổ sinh ra (ngày nay đền Trình ở thắng cảnh Hương Sơn thuộc Mĩ Đức, Hà Nội còn thờ vị thần hổ này và được hương khói khắp bốn mùa). Tương truyền Lang Công hay Nguyễn Danh Lang (阮名俍) do bà Trần Thị ra sông Kim Ngưu tắm rồi ngủ và nằm mộng thấy từ trên trời một con hổ vàng giáng xuống nằm cạnh bên trái mình. Bà trở về nhà và có mang, đến ngày 9 tháng 3 năm Nhâm Thân bà sinh hạ được một con trai, vì chiêm bao thấy hổ nên sau bách nhật đặt tên Danh Lang. Tương truyền, tướng Phạm Bạch Hổ (Phạm Thòng Át) được sinh ra từ một giấc mơ về hổ, ở Trang Ngọc Đường, phủ Khoái Châu có một người hiền nữ nằm mơ thấy Sơn Tinh và hổ trắng mang thai rồi sinh một người con trai đặt tên là Phạm Bạch Hổ.

### Thần cai quản

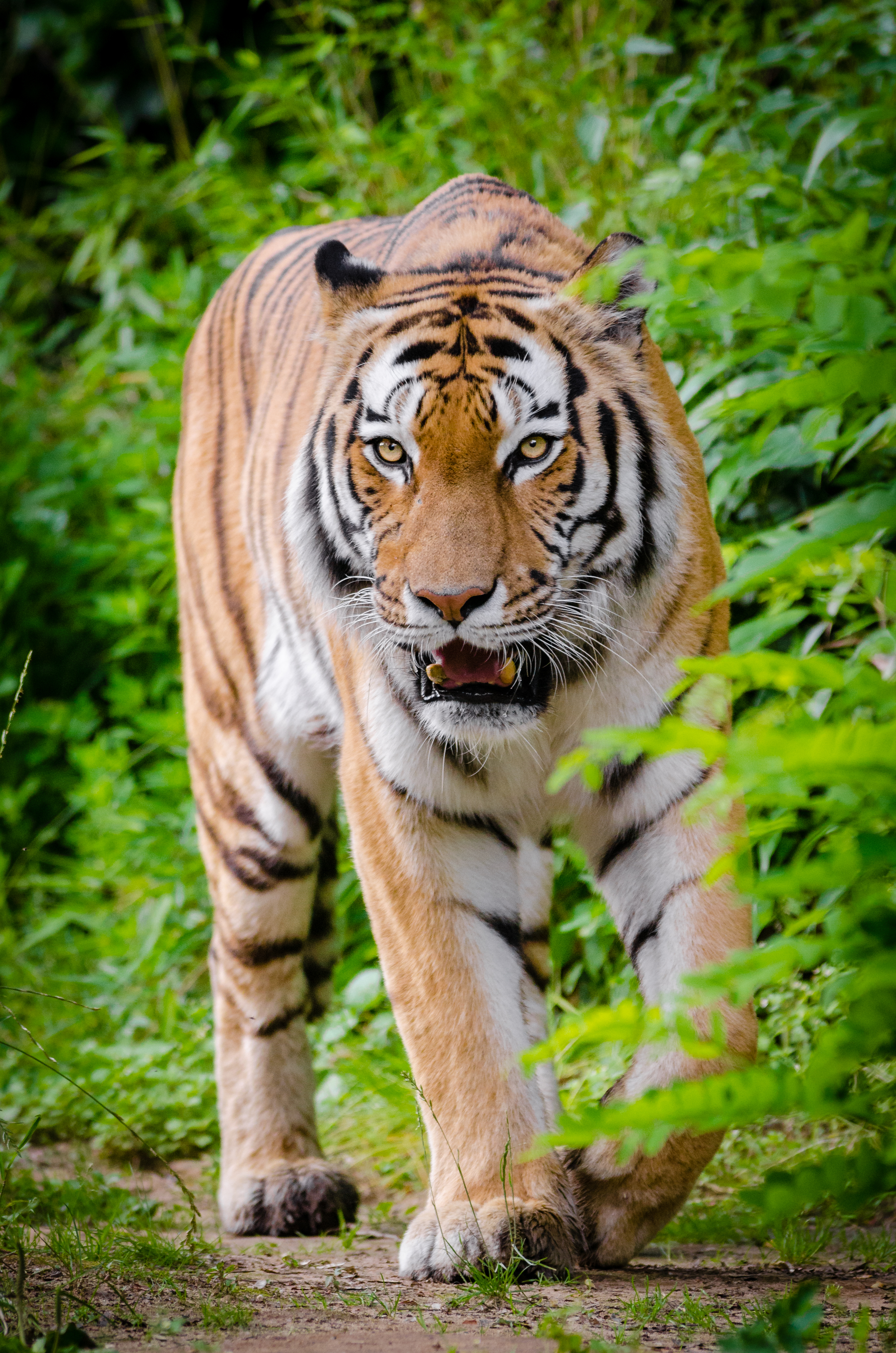
Hổ là vị Chúa sơn lâm, ngự trị và cai quản cả núi rừng. Thực tế, hổ đóng vai trò là loài bảo trợ đối với hệ sinh thái, duy trì sự cân bằng sinh thái tự nhiên

Được xem là con vật mạnh nhất trong núi rừng, hổ được tôn xưng là Chúa sơn lâm và cai quản cả khu vực nơi chúng sinh sống ("rừng nào cọp nấy", "một núi không có hai hổ"), người ta còn thần thánh hóa loài hổ như một sinh vật huyền thoại có thể sánh với rồng, và từ một vị vua của chốn sơn tràng, nó còn là khoác lên mình thần thoại vũ trụ. Ở phương vị này, hổ là một vị thần cai quản hay thần giám hộ, sơn thần có năng lực trấn yểm và hiển linh. Từ việc tôn sùng hổ, một số dân tộc đã coi hổ là vị thần may mắn, là phúc thần, đem lại bình an cho cuộc sống, từ đó, con người đã thần thánh hóa vai trò của hổ để tạo biểu tượng sức mạnh cho cộng đồng.
Điều này xuất phát một phần từ vai trò thực tế của loài hổ trong hệ sinh thái. Ở hệ sinh thái nơi có hổ, chúng là động vật ăn thịt đầu bảng và đứng đầu chuỗi thức ăn trong quần thể động vật, nó đóng vai trò là loài chủ chốt (Key spcies), đặc biệt giữ vị trí như là loài bảo trợ (Umberela spcies) bằng sự hiện diện của hổ giúp cho hệ sinh thái được cân bằng thông qua việc kiểm soát số lượng các loài ăn cỏ theo cơ chế thiên địch, không để chúng trở thành loài gây hại khi số lượng chúng quá lớn (nhất là lợn rừng), hổ còn kiềm chế sự phát triển quá mức của các động vật ăn thịt hung dữ khác như chó sói, báo, gấu, cá sấu thông qua việc cạnh tranh sinh tồn.
Điều này gián tiếp con người có thể được hưởng lợi. Trong cuốn sách viết về các nghi lễ có từ khoảng 2.000 năm trước ở Trung Hoa có viết Hổ là loài vật có ích cho con người vì chúng ăn thịt những con lợn lòi đến phá hoại mùa màng, như vậy, hổ được coi là con vật có ích và thay vì phải đối diện với nỗi sợ từ rất nhiều thú dữ, con người chỉ e sợ hổ và đối phó với hổ, còn hổ sẽ chế ngự các dã thú khác. Đối với người dân Cần Thơ thì cọp, đặc biệt là cọp bạch, không phải là con vật gây hại mà trái lại cọp giúp người bảo vệ mùa màng, giữ gìn cuộc sống bình an cho con người.
Người xưa tin rằng trong 7 ngày tết, Thần Bạch Hổ hiển linh để bảo vệ dân làng, giữ gìn bờ cõi, không cho heo, nai phá hoại mùa màng. Nhớ ơn ân huệ ấy, dân làng thường cất miễu sơn quân thờ thần Bạch Hổ. Nhiều phong tục sùng bái và thờ cúng hổ của các dân tộc châu Á thường được tổ chức vào lúc nông nhàn trong năm hoặc sau khi thu hoạch mùa màng thể hiện được đời sống tinh thần phong phú và phản ánh mong muốn, ước vọng về một cuộc sống yên bình, có sự che chở, bảo hộ của một loài vật dữ tợn có sức mạnh phi phàm. Đây là tín lý có từ xa xưa và cũng là một tập tục tồn tại ở nhiều vùng miền cho đến tận ngày nay.
Việc tôn thờ hổ như vị thần cai quản còn thể hiện qua hình thức cúng tế Vía thần Bạch Hổ vào ngày Kinh Trập. Theo đó, Kinh Trập là 1 trong 24 tiết khí của lịch nhà nông, nguyên từ của nó gồm "kinh" có nghĩa là làm kinh động, kinh sợ vả "trập" chỉ các loại côn trùng, sâu bọ vì đến tiết Kinh Trập mới bắt đầu có tiếng sấm đầu tiên và làm kinh động đến các loại côn trùng, sâu bọ chúng ra khỏi giấc ngủ đông và bắt đầu bò lên mặt đất kiếm ăn và thì thường sẽ hại cho con người và mùa màng nên vào thời xưa, những cư dân Á Đông đều cầu sự giúp đỡ từ vị chúa tể của muôn loài động vật là ông Bạch Hổ.
Từ quan niệm đó, cho nên vì thế ngày Kinh Trập cũng là ngày mọi người cúng tế thần Bạch Hổ để cầu mong giảm thiểu các tác hại của côn trùng phá hoại mùa màng. Vào ngày này, mọi người thường đem theo trứng vịt, thịt heo sống đến các chùa miếu để dâng hương cho thần Bạch Hổ (thường được thờ chung với Thanh Long và Thạch Đảm Đương tại các chùa miếu người Hoa) cầu bình an, may mắn, dâng hương cho thần Bạch Hổ. Song song với phong tục cúng tế thần Bạch Hổ, và hổ trong trường hợp này như là một vị thần trấn yểm, bảo vệ cho con người. Đồng thời, vào ngày Kinh Trập, còn có một tục lệ "đánh tiểu nhân", vì theo quan niệm người xưa, thần Bạch Hổ cũng chính là khắc tinh của "tiểu nhân", cho nên phong tục này được thực hiện trong ngày Kinh Trập-vía thần Bạch Hổ.

#### Một phương
Hổ được mệnh danh là chúa sơn lâm, là vua của muôn loài, có sức mạnh và uy lực lớn lao. Hổ là loài vật trong Tứ Thánh Thú (hay còn được gọi là tứ tượng, tứ linh) thuộc hệ thống vật biểu theo Ngũ hành, theo đó, mỗi thánh thú cai quản một phương (hợp lại thành tứ phương thần) và tượng trưng cho một mùa, Đạo giáo thường dùng 4 thần này làm thần hộ vệ để tăng thêm oai nghi, trong đó hổ trấn giữ phương Tây và tượng trưng cho mùa thu và thuộc hành Kim, từ ý niệm này hổ được dân gian tôn là linh vật. Trong tín ngưỡng dân gian Việt Nam con Hổ được gắn với tục thờ Mẫu, tại đây, Hổ chiếm toàn bộ vũ trụ, chế ngự Năm phương, được gọi là ngũ hổ, ngũ dinh. 

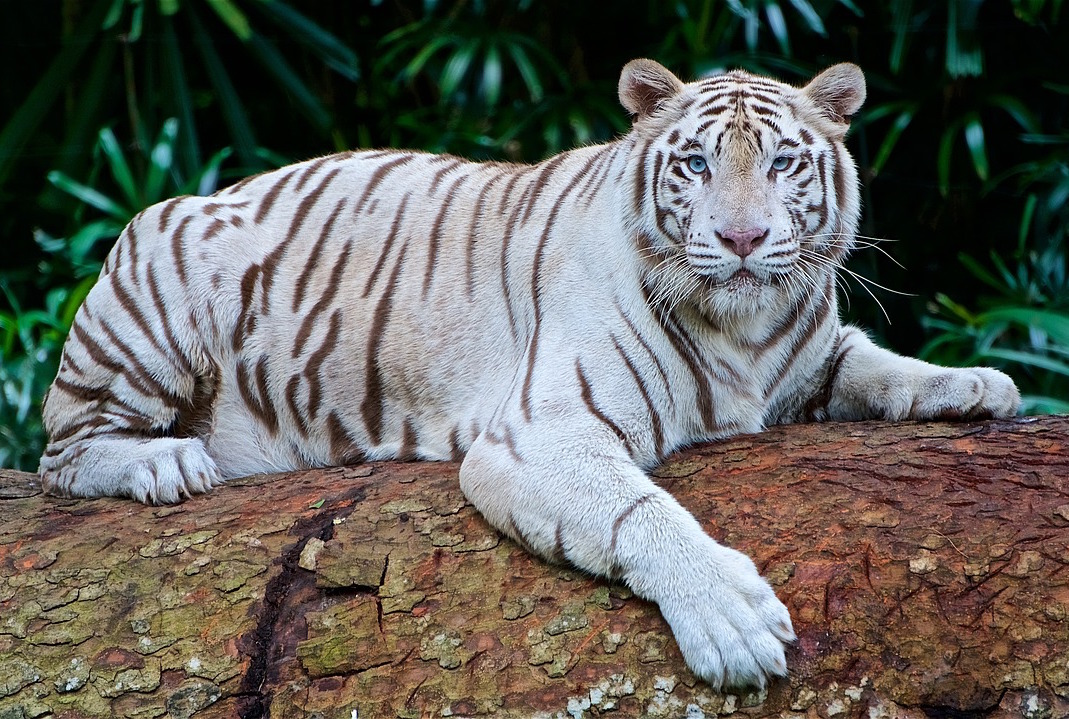
Hổ trắng là một sinh vật có thực nhưng chúng được hình tượng hóa thành biểu tượng Bạch hổ trong Tứ Thánh thú có năng lực trấn giữ một phương (Tây phương), cai quản một mùa (mùa thu).

Bạch Hổ (tiếng Trung: 白虎; bính âm: Bái Hǔ) là một trong Tứ tượng của Thiên văn học Trung Quốc, và cũng là một khái niệm rộng trong phong thủy, thuyết âm dương, triết học. Bạch Hổ là linh vật thiêng liêng có tượng là hình con hổ (虎), có màu trắng (bạch/ 白) là màu của hành Kim ở phương Tây, do đó tương ứng với mùa thu. Hổ trắng là linh vật giám hộ hướng tây, là con vật linh thiêng, đầy uy quyền và thường được thờ phụng. Hổ bảo vệ cho gia chủ, đảm bảo cho tiền tài, sức khỏe và sự sinh sôi nảy nở của các thế hệ sau. Trong khi thờ, nếu đặt đồ điện bên phải bàn thờ thì sẽ phạm vào sát khí của Bạch Hổ, dễ dẫn đến những chuyện không may sẽ xảy ra
Bạch hổ là một trong tứ linh của Trung Hoa, được biết đến với tên Bạch hổ Tây phương (西方白虎) đại diện cho hướng Tây và mùa Thu. Hổ trắng tuy là loài động vật có thật nhưng lại được xem là vật biểu mang tính ước lệ. Hổ (bạch hổ) đại diện cho quyền lực và thần linh ở phương Tây, là vị thần chủ quản phương Tây. Trong thần thoại Trung Hoa cổ, có chòm "thất tinh" (Khuê, Lâu, Vị, Mão, Chủy, Sâm, Tất) cấu thành hình con hổ trên bầu trời phía Tây, hổ ở phương Tây ứng với hành kim nên có màu trắng tức Bạch Hổ. Về sau Tứ phương thần được nhân cách hóa thì Bạch hổ được gọi là "Giám danh thần quân" hay Bạch hổ thần quân. Chức trách của Bạch hổ là canh gác các sơn môn đạo quán như Hộ pháp của chùa.
Trên cờ Lungta/rlung-rta (cờ cầu nguyện ở Tây Tạng) thường có sự hiện diện của bốn linh vật ở mỗi góc, được gọi là Tứ linh (Shambhala Terma) bao gồm là Sư Tử Tuyết trắng (seng) ở phương Đông, Hổ (tak) là con Hổ vàng trụ ở phương Tây, Rồng Xanh (druk) ở phương Nam, Mệnh lệnh điểu (kyung) ở phương Bắc Hổ vàng tượng trưng cho niềm kiêu hãnh vô điều kiện, sự tỉnh thức và lòng khiêm hạ, Hổ vàng an trụ trong tư thế thư giãn tự nhiên của sự hài lòng và viên mãn mọi tâm nguyện, thế đứng của hổ vàng đẹp nhất trong các loài vật và hổ cũng là loài có bộ lông đẹp nhất trong tất cả các loài vật. Răng Nanh và móng vuốt của nó nêu biểu sức mạnh và nghệ thuật. Hổ tượng trưng cho vị thần hộ trì chống trộm cắp và hỏa hoạn. Sự hiện diện của Hổ vàng ở phương Tây nêu biểu cho thành công nhiều phương diện, Hổ vàng bảo hộ chúng sinh trong khu vực lân cận khỏi những ảnh hưởng của năng lượng tiêu cực từ phương Tây.
Theo tín ngưỡng dân gian thì hổ tượng trưng cho vị thần bảo vệ, trấn giữ các phương chống lại tà ma, đảm bảo cho cuộc sống phát triển. Theo quan niệm dân gian Á Đông, đặc biệt là Việt Nam và Trung Quốc, hổ là hình ảnh uy nghi, đầy ấn tượng, hổ tượng trưng cho sức mạnh và dân gian cũng đã thần thánh hóa hổ, cho hổ sứ mạng thiêng liêng có khả năng diệt trừ được ma quỷ. Có hình hổ trấn giữ ở cửa thì tà ma không dám thâm nhập. Đạo mẫu đã lấy con hổ làm biểu tượng cho quyền uy. Ngũ hổ là chủ thể quyền uy 5 phương, có một sức mạnh lớn và nhờ sức mạnh có tính chi phối đó, vạn vật có trật tự. Người ta thờ Ngũ hổ để tượng trưng cho 5 phương. Tất cả đều mang ý nghĩa cầu mưa và cầu cho mọi sự sinh sôi, phát triển.

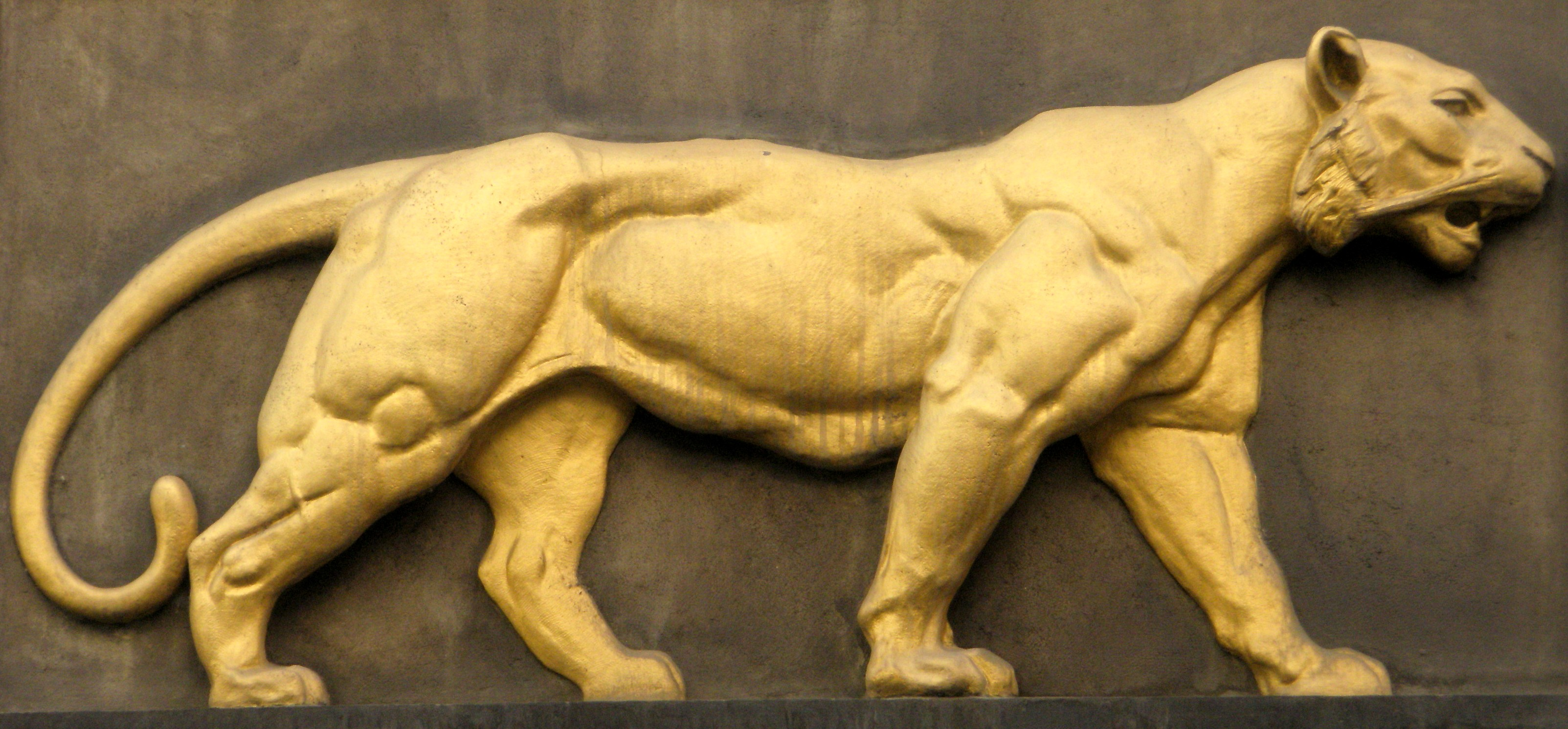
Tượng hổ còn sử dụng trong phong thủy, đại diện cho quyền lực và cầu thăng tiến

Ở góc độ phong thủy, tượng hổ mạ vàng được coi là đại diện cho quyền lực do Hổ là con vật linh thiêng và đầy uy quyền thường được thờ phụng, đại diện cho chư vị tướng quân chuyên phù trợ chính pháp và từ đó nó là biểu tượng cho quyền lực, cho công danh và sự tăng tiến trong kinh doanh, Là pháp khí của công danh, tài lộc và quyền lực,chống lại tiểu nhân. Hổ dùng tiếp khí cho các cát tinh Lục Bạch, Bát Bạch và cũng có thể bổ trợ cho bản mệnh người tuổi Dần và cũng có thể dùng để trấn yểm khi nhà bị phạm vào cấm kỵ hoặc bị Sát tinh chiếu hướng do vậy tượng hổ mạ vàng được đặt ở nơi phòng khách, trên bàn làm việc. Trong nhân tướng học, hổ là con vật linh thiêng và đầy uy quyền thường được thờ phụng, chính vì thế nó là biểu tượng cho quyền lực, cho công danh học hành và sự tăng tiến trong kinh doanh.
Khi giành được giang san, nhà Nguyễn lựa chọn việc đặt kinh đô. Và nhà Nguyễn đã chọn Kinh thành Huế với địa thế Tả Thanh long, Hữu Bạch hổ. Thanh long, Bạch hổ là hai trong bốn thánh thú hợp thành tứ tượng hay tứ thánh thú. Bạch Hổ còn được xem là linh vật thiêng liêng thuộc về hành Kim ở phía Tây, tương ứng với mùa thu. Từ khi Nguyễn Hoàng vào trấn thủ đất Thuận Hóa, đã có tám lần các chúa Nguyễn thiên di thủ phủ rồi cuối cùng trở về lại Phú Xuân. Tương truyền, khi cầu Bạch Hổ (lúc đó chưa được đặt tên) đang được xây cất, có một con hổ trắng đến ngồi ở giữa cầu khiến mọi người đều hoảng hốt bỏ chạy. Cũng chính vì thế mà cây cầu này được gọi là cầu Bạch Hổ trong tư tưởng phong thủy của các nhà địa lý thì nó được xem như Bạch Hổ chầu bên hữu của Kinh thành.

#### Một vùng

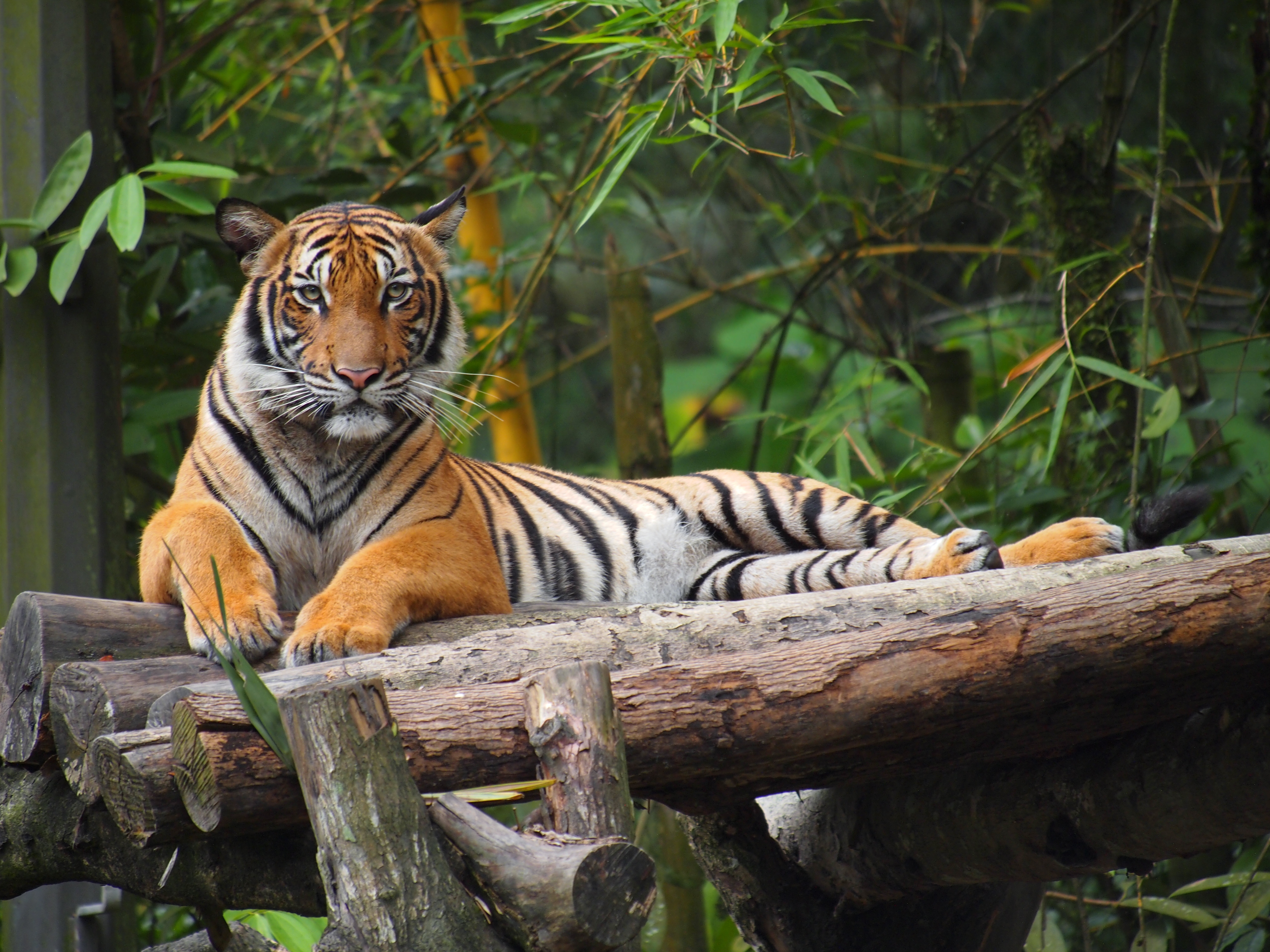
Hổ còn là nỗi khiếp sợ của cư dân miền sơn cước khi vào rừng khai thác sản vật tự nhiên

Hổ từ lâu đã được người dân Việt Nam xem là chúa tể của núi rừng, với sức mạnh vô biên kết hợp hài hòa với vẻ đẹp hình thể uyển chuyển và sự mềm mại, khéo léo. Chính vì vậy người dân vẫn gọi loại vật này bằng những đại từ nhân xưng thể hiện sự kính trọng: "Ngài", "Ông" hay "Cậu". Việc thờ thần Hổ cũng dựa trên truyền thuyết dân gian rằng ở mỗi cụm rừng đều có một vị chúa tể chốn sơn lâm, được coi là thần Hổ. Vị thần Hổ này thống lĩnh các loài thú trong rừng, góp phần phù trợ và bảo vệ mùa màng cho dân làng có được cuộc sống được ấm no hạnh phúc, nhà nhà yên ổn người người an vui (hổ cứ sơn lâm phù xã tắc) và cũng còn có chức năng hộ vệ cho vị Thành hoàng Bổn cảnh.
Hổ được coi là vị chúa sơn lâm và được thờ phụng ở các miền sơn cước, núi rừng, nhất là ở những chốn rừng núi sâu thẳm thì hổ luôn được thờ phụng. Người Hàn Quốc có bức họa thần núi (Sansindo) vẽ cảnh thần núi ngồi tựa hổ hay cưỡi trên lưng hổ và một số bức tranh, con hổ chính là Thần núi trong quan niệm của người tạo tác. Ở Việt Nam, trong dân gian, nhất là ở những miền đồi núi, sơn cước, hổ chính và vì vua của muôn thú, là vị chúa trong khu rừng nơi chúng sinh sống, người ta thường lập bàn thờ, miếu thờ hổ ở khắp nơi, có thể ghi nhận như ở vùng rừng núi Bắc Bộ, miền Trung và đặc biệt là những vùng sông nước miền Tây nơi còn ghi dấu nhiều truyền thuyết, những câu chuyện dân gian về loài hổ trong quá trình khai hoang mở cõi khi Nam tiến.
Từ buổi đầu khai hoang ở miền Nam, sự tương quan giữ con người và tự nhiên hay là giữa người và cọp còn phức tạp, những lưu dân một mặt sợ cọp và mặt khác là phải diệt cọp để chiếm đất vì "rừng nào cọp nấy" làm chủ, do đó trong tâm thức sự mâu thuẫn giữa đòi hỏi tất yếu của lịch sử và khả năng thực tế. Cụ thể là, do sợ cọp mà họ lập miếu thờ "Sơn quân chi thần", thờ "Chúa xứ sơn lâm", thờ "thần Hổ" và bầu cọp là Hương Cả của thôn làng. Do vậy, motif Ông Cả Cọp là một mẫu để dân gian được hình thành từ tâm thức tôn trọng luật lệ đã có từ trước.
Hình tượng Ông Cọp vàng thấy ở các bình phong đình làng đặc biệt phổ biến ở Nam bộ, tục gọi là "Bia Ông Hổ". Ông Cọp vàng này vừa có chức năng trấn giữ nhưng sau này còn coi là Thần Đất (Thổ) và có nơi là Thần Núi (Sơn Quân) bởi ở đây được dùng làm nơi cúng Thần Nông trong lễ Khai hạ (động đất) hay Khai sơn (Mở cửa rừng) hàng năm vào ngày Mồng 3 hoặc Mồng 7 Tết, việc tùng tiệm như vậy không diễn ra ở các đình làng có đàn Thần Nông và miếu Sơn Quân.
Ở vùng rừng núi Thất Sơn, An Giang, có chuyện một con cọp trắng bị hóc xương khỏi bệnh, được ông Tăng chủ cứu và trả ơn, sau khi nó chết ông Tăng chủ cất một cái miếu nhỏ tại đình làng gần chùa Thới Sơn để thờ, và cho biết cọp bạch là Sơn quân, người cai quản núi rừng. Chính vì vậy mà ngày xưa trong vùng này, các đình làng thường có ngôi miếu thờ Sơn quân có hình tượng con cọp bạch, người dân cũng lập một ngôi miếu thờ gần chùa Trại Ruộng (xã Thới Sơn, Tịnh Biên).
Ở An Giang có thờ Sơn quân cũng bắt nguồn từ câu chuyện "ông" Hổ Bạch và Hổ Mun giao chiến, sau trận ác chiến ông Bạch thắng, nghiễm nhiên trở thành chúa sơn lâm trong vùng. Sau đó mỗi lần đáo lệ tưởng niệm, dân làng cũng tự động "kiếng" cho "ông Bạch" một con heo, đem để ở giồng Xoài Một để "lo lót" chúa sơn lâm và hình thức mặc nhiên công cử "ông Bạch" là Sơn quân. Lệ hàng năm, kiếng một con heo sống được xem như "đổi tờ cử", mang ý nghĩa xác nhận rằng, Sơn quân vẫn được dân làng tôn trọng, hãy hộ độ dân làng, đừng gây hại.
Những bản làng người Mường ở miền tây Thanh Hóa, kéo dài từ vùng Thạch Thành lên đến Quan Hóa, Mường Lát, ngoài việc thờ cúng tổ tiên, thần rừng, thần núi, thì họ còn cúng Ông Hổ tượng trưng cho thần rừng. Tại Quảng Ngãi có câu chuyện bạch hổ và đôi rắn khổng lồ, một người già nằm mơ thấy một con hổ trắng đến bảo rằng "Ta là bạch hổ coi ngó xứ này nay ta giao giấy tờ trông coi đình lại rồi từ nayvào núi tu hành, không coi đình và xứ này nữa". Từ đó dân làng cúng đầu heo không bị mất như ngày trước. Người Tà Ôi cũng có tục thờ Thần hổ (Giàng avó). Trong hệ thống thú rừng của người Tà Ôi, con hổ được coi là con vật có sức mạnh nhất. Hổ được người Tà Ôi coi như vị thần bảo hộ cho làng, việc bắt được hổ theo quan niệm của người Tà Ôi được ví như món quà tặng của thần rừng.

### Thần hộ môn

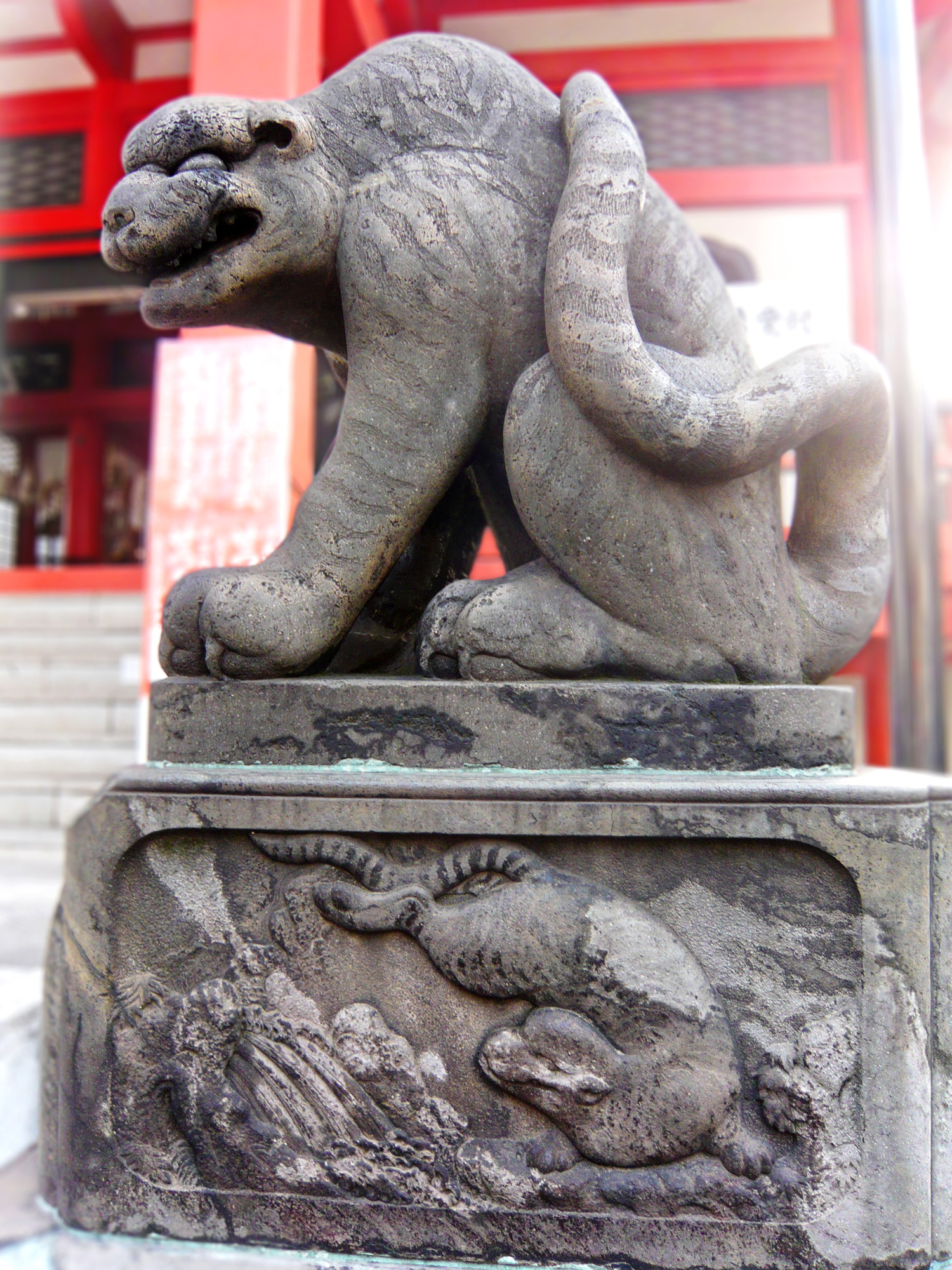
Tượng hổ tại Đền Kagurazaka Zenkoku, Nhật Bản

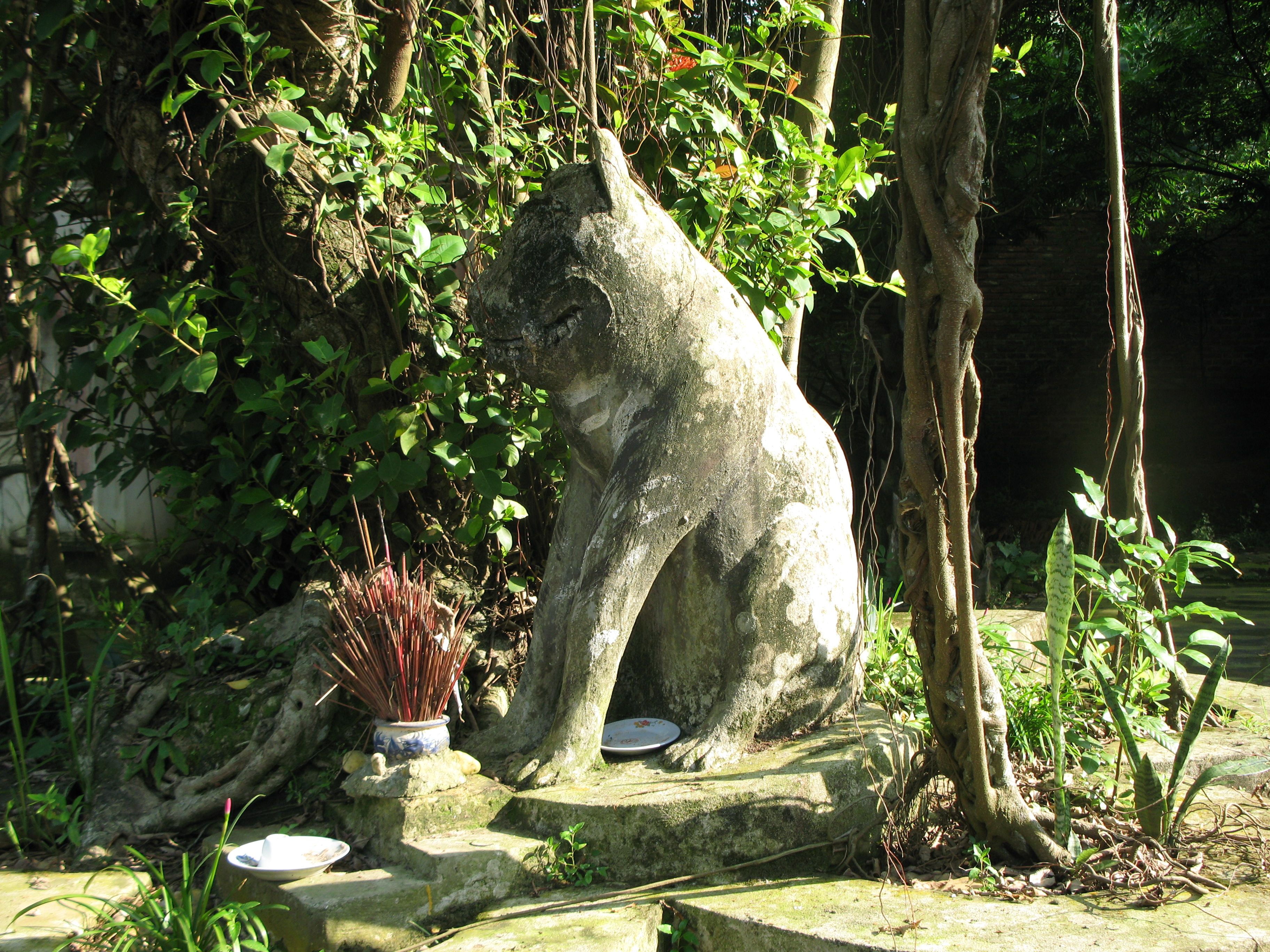
Tượng Hổ đá ở sân Đền IA, Hiệp Hòa, Bắc Giang

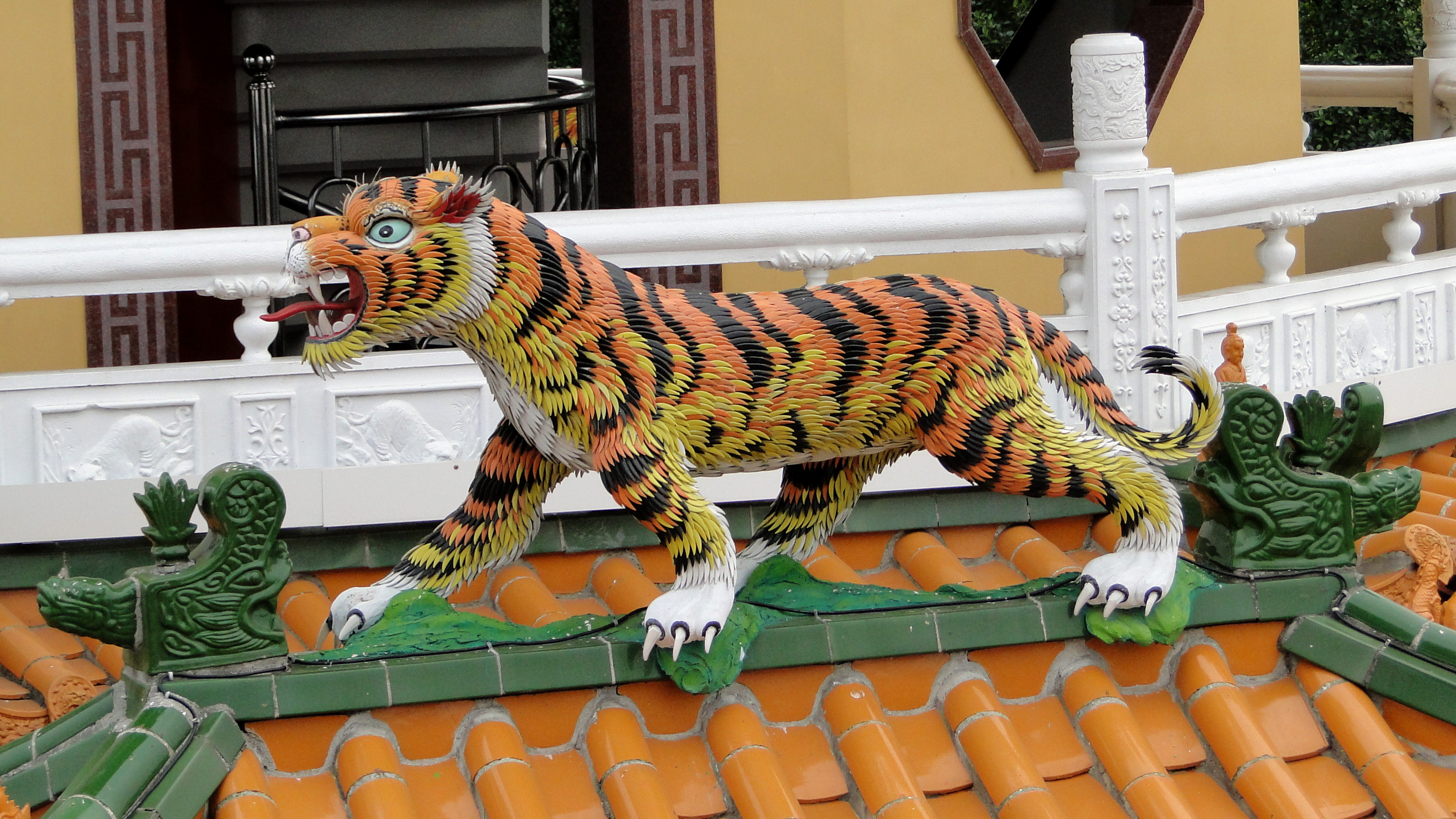
Tượng hổ tại Chùa Long Hổ ở Đài Loan

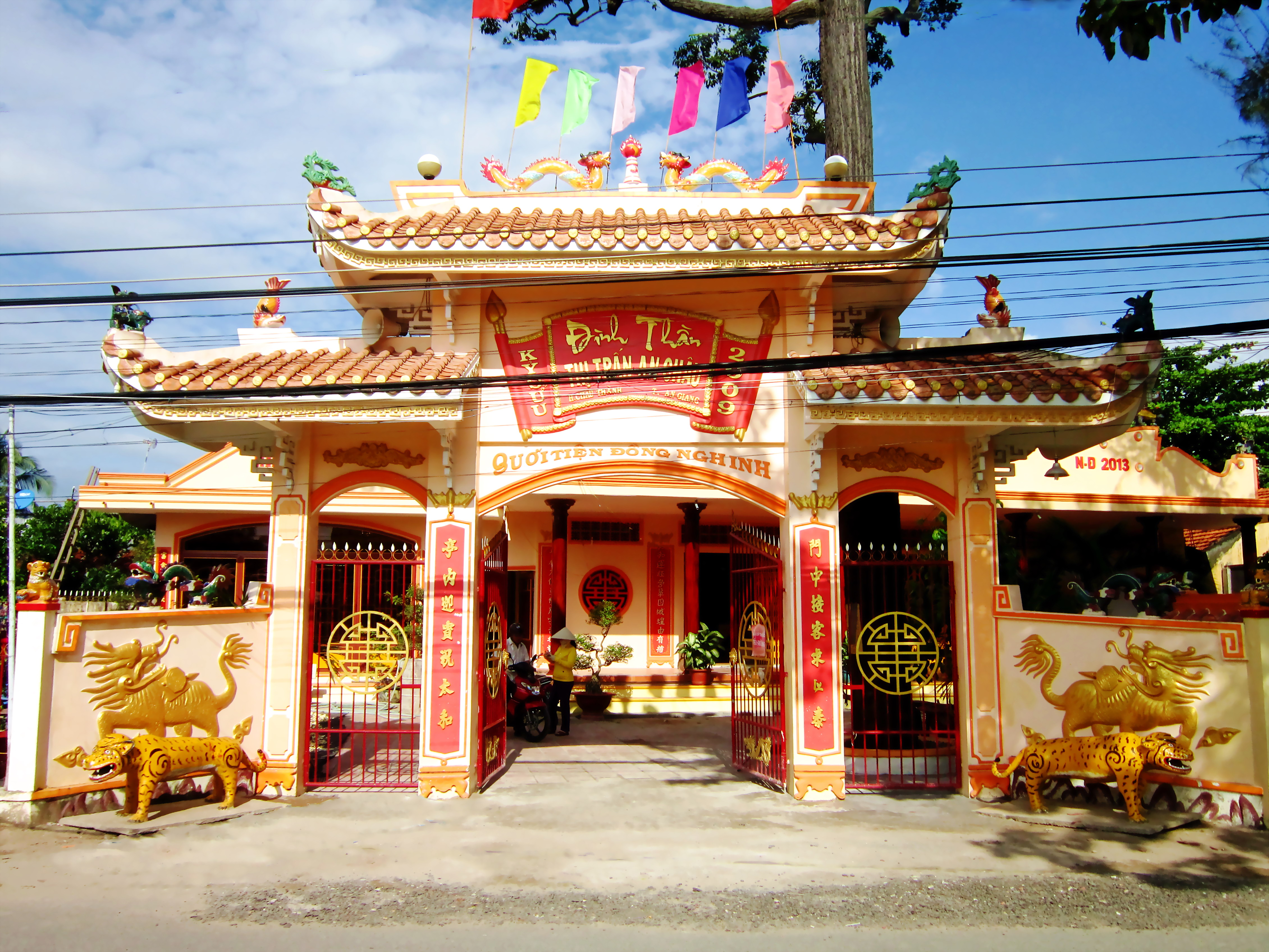
Đình thần An Châu ở huyện Châu Thành, An Giang, trước đình có tượng hổ

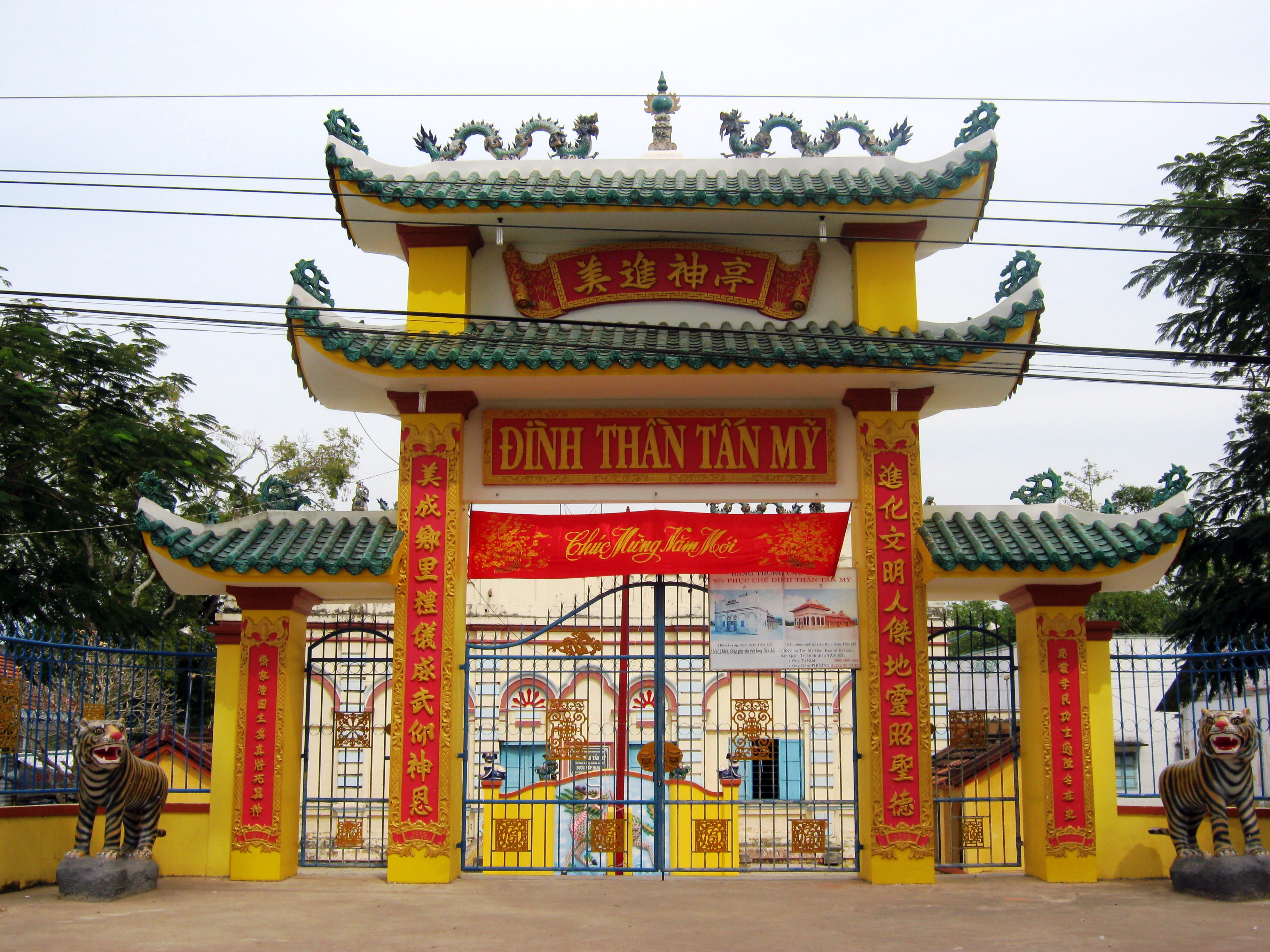
Đình thần Tấn Mỹ ở Cù lao Giêng, huyện Chợ Mới, An Giang có bố trí cặp mãnh hổ gác đình

Trong tín ngưỡng dân gian, Hổ là loài vật linh thiêng, là kẻ thù của các tà thần, nên thường được hiện diện như những vị thần linh canh cửa các ngôi đền. Hình tượng hổ tượng trưng cho sức mạnh của trần gian, đại diện cho các thần linh ở dưới mặt đất. Chúng được tôn thờ, sùng bái và gọi một cách trân trọng là ông, ngài, cậu, chúa. Thần hổ uy linh và đầy huyền bí đã đi vào đời sống tâm linh của người Việt, trở thành nhân vật được thờ cúng ở rất nhiều điện, đền, phủ. Người ta cũng sử dụng hình ảnh con hổ để trấn giữa tại các lăng mộ của các bậc vua chúa, danh nhân. Ở phương vị này, loài hổ không được vị trí độc tôn thờ phụng (thờ chánh) mà là những con vật thờ phụ, thờ theo những bậc công danh, tiền hiền, thánh nhân, khiến nó có nét giống với các động vật được phụng thờ khác như chó (tục thờ chó đá) và ngựa (tục thờ Ngựa).
Thời nhà Trần ở Việt Nam bắt đầu xuất hiện tượng hổ trong chùa. Theo tín ngưỡng, hổ tượng trưng cho vị thần bảo vệ, trấn giữ các phương chống lại mọi tà ma, đảm bảo cho cuộc sống phát triển, như tượng hổ ở bệ đá tam bảo (chùa Đại Bi, Hà Tây), chạm khắc trên kẻ (chùa Sơn Đồng, Hà Tây), hai bên tam quan (chùa Long Tiên, Quảng Ninh). Tượng con hổ đá sớm nhất từ thời Trần với con hổ được thể hiện trên chiếc nhang án tại chùa Xuân Lũng, Phú Thọ, đặc biệt thời này có Tượng hổ đá tại lăng Trần Thủ Độ ở Vũ Thư, Thái Bình là một trong những công trình mỹ thuật tiêu biểu thời Trần về hổ, ngoài ra có lăng vua Hiến Tông, hổ chạm ở bệ đá tại chùa Quế Dương (Hà Tây cũ). Trong các lăng mộ đời nhà Trần, điêu khắc đá chủ yếu là tượng người, tượng thú chầu và làm thần canh giữ cho thế giới vĩnh hằng của vua chúa.
Thời hậu Lê con hổ xuất hiện ở lăng mộ Lê Lợi (Lam Kinh), đó là con hổ ngồi dưới dạng rụt cổ, vai u, làm nhiệm vụ canh gác và giữ của cho người chết. Tượng Hổ liên quan đến câu chuyện trước khi sinh Lê Lợi ở khu vực Thọ Xuân có con Hổ đen thường quanh quẩn trong các xóm làng, không bắt lợn và cũng không dọa nạt ai cả. Sau khi Lê Lợi chào đời thì Hổ đen biến mất. Hổ đen ấy tượng trưng cho "bản mệnh" phi thường và quyền lực của một đế vương có công cứu nhân độ thế thoát cảnh bạo tàn của quân Minh ở thế kỷ XV. Lăng mộ của Ngô Quyền cũng có tấm bình phong có hình con hổ, tuy nhiên có giấy lên tranh cãi về tấm bình phong này vì theo thiết kế, con hổ này không có tư cách con hổ và nó giống như một con báo lai chó sói và nham nhở trông như một con quỷ.
Người dân đã thần thánh hóa hổ, cho nó một sức mạnh thiêng liêng diệt trừ được ma quỷ, trong quan niệm dân gian hổ là vị chúa cai quản rừng núi, hình tượng hổ biểu tượng cho sức mạnh thiêng liêng, diệt trừ tà ma, trấn giữ các phương, là thần linh canh cửa ở các ngôi đền. Có hình hổ trấn giữ ở ngưỡng cửa là tà ma không dám xâm nhập. Trên bức bình phong tại cổng các đền chùa, người ta thường đắp con hổ đang bước xuống những bậc đá gập ghềnh. Với tư thế đó, hổ là hiện thân của âm cung, biểu hiện cho sức mạnh thế giới Diêm Vương và kiểm soát linh hồn khách hành hương. Trong đạo Mẫu, Quan Ngũ hổ được thờ ở hạ ban, Ngũ Hổ là tất cả các thần linh thuộc năm phương của thế nhân Quan ngũ hổ (hay Quan hổ) gồm 05 vị được vẽ 05 ông hổ màu sắc khác nhau "Kim, mộc, thủy, hỏa, thổ":
- Đông Phương giáp ất mộc đức Thanh Hổ thần quan: Thanh hổ (màu xanh) trấn phương Đông (mộc khu)
- Nam Phương bính đinh hỏa đức Xích Hổ thần vương: Xích hổ (màu đỏ) trấn phương Nam (hỏa khu)
- Trung ương mậu kỷ thổ đức Hoàng Hổ thần quan: Hoàng hổ (màu vàng) trấn khu Trung tâm (địa khu)
- Tây Phương canh thân kim đức Bạch Hổ thần quan: Bạch hổ (màu trắng) trấn phương Tây kim khu)
- Bắc Phương nhâm quý thủy đức Hắc Hổ thần quan: Hắc hổ (màu đen) trấn phương Bắc (thủy khu)

Thần Hổ vừa là huyền thoại vừa là hiện thân của vẻ đẹp dũng mãnh, hiểm ác vì thế hổ linh được chạm trổ trên các lăng mộ, nhang án, nó được in trên hoa văn gạch ở các móng chùa, đền, miếu cổ xưa với một mô típ đẹp uyển chuyển, nhẹ nhàng và có tính thiêng liêng. Ngoài việc mô tả chạm trổ đá, gỗ và in hoa văn Thần Hổ trên gạch, không ít ở các cổng đền, miếu, bệ thờ, án gian trong gia đình đều chạm khắc, hoặc đắp Hổ phù nhô ra, miệng há to dữ tợn xung quanh răng nanh đâm ra như một cái hang. Ở nhiều nơi, ở những nơi này, ngôi đền nào cũng có đắp tượng hổ ở cửa vào, coi như Thần tướng gác đền và thần tướng này cũng được khách đi lễ thắp hương, khấn vái, chẳng hạn như người dân lập miếu thờ hổ ở vùng Mỹ Phước, Long Xuyên, An Giang.
Trung Quốc và cả Việt Nam là xứ sở không có sư tử do đó, trong lịch sử xa xưa thì hổ hay còn gọi là cọp được tôn làm con vật thượng thủ của loài thú, thay vì sư tử như các xứ có sư tử. Ở Việt Nam, hổ được xếp vào nhóm hộ môn thú (những con thú canh gác nhà cửa, lăng mộ, đình, chùa, miếu mạo) hay còn gọi là môn thần (thần canh cửa), là một trong những con vật được tạc trong các khu lăng mộ người Việt. Người Việt không sử dụng các tượng đá sư tử để trấn yểm và để tạo nên sự thiêng liêng, hùng tráng cho không gian này. Nếu cần có một con vật hung dữ, người Việt nghĩ ngay đến hổ/cọp và hầu như trong suốt lịch sử phát triển của lăng miếu của họ, hổ là con vật oai phong nhất, không gì thay thế được.
Ở Trung Quốc và Việt Nam, vai trò thần hộ môn của hổ được thể hiện qua hình tượng Hắc Hổ huyền đàn trong Đạo giáo được thờ trong các đền thờ Đạo giáo, và tiêu biểu là người ta có bức tranh Huyền đàn trấn môn để thờ giữa cửa ngỏ. Người Nam Bộ còn có tục lệ vào ngày mồng ba Tết Nguyên đán phải dán trước cửa nhà một mảnh giấy đỏ có vẽ hình cọp để trấn giữ tà ma, yêu quái, điều xui rủi xảy đến trong gia đình mình, vào ngày mồng ba Tết Nguyên đán, sau khi cúng xong, người ta thường dán trước cửa nhà một mảnh giấy hồng điều có vẽ hình cọp với dòng chữ Hán "Sơn Lâm đại tướng quân" với lòng mong muốn là hổ sẽ trấn giữ không cho những thứ nhiễm độc vào nhà.
Trong dân gian Việt Nam không có tục thờ Môn Thần, nhưng dùng linh vật và linh phù để trợ giúp, chó là con vật thân thuộc hằng ngày chuyên canh giữ nhà cửa, cho nên con chó đá là một linh vật ngày xưa được người Việt đặt nơi chùa miếu. Ở Trung Hoa không dùng chó đá mà dùng sư tử đá Trung Quốc, nơi điện, miếu thường đặt một cặp sư tử hai bên cửa ra vào, còn ở Việt Nam ngoài chó đá, người dân cũng sử dụng một linh vật khác là con hổ chứ không phải sư tử, những vị thần thường cưỡi trên lưng hổ, nơi những ngôi đình làng ngày xưa trên tấm bình phong đặt phía trước hay đắp nổi hình con hổ để đuổi tà ma, tranh dân gian Đông Hồ cũng có loại vẽ hình một con hổ (độc hổ) hoặc năm con hổ (ngũ hổ), để người dân dán trước cửa nhà trừ tà, tương tự như bức tranh Huyền Đàn Trấn Môn.
Theo dấu chân Nam tiến của những người đi trước, những linh vật mới cũng xuất hiện như một thế lực trong tín ngưỡng của người dân tại vùng đất mới. Cọp trong tín ngưỡng dân gian Việt Nam là thế lực nguy hiểm của thiên nhiên, đe dọa con người trong quá trình mở đất. Tuy nhiên, cọp cũng là con vật có nghĩa, có tình như trường hợp con hổ báo ơn người đã nuôi dưỡng mình, hình tượng con cọp xuất hiện nhiều tại các ngôi đình, các điểm thờ cúng. Trong tín ngưỡng thờ cúng linh vật, người Việt luôn chú trọng giữ gìn những yếu tố thuần Việt để đời sau tiếp nối, đó là nét đẹp nhân văn, thể hiện tinh thần dân tộc để những linh vật thuần Việt trở thành niềm tự hào của văn hóa, là cơ sở, là niềm tin để tìm về với những linh vật đại diện cho văn hóa Việt Nam.

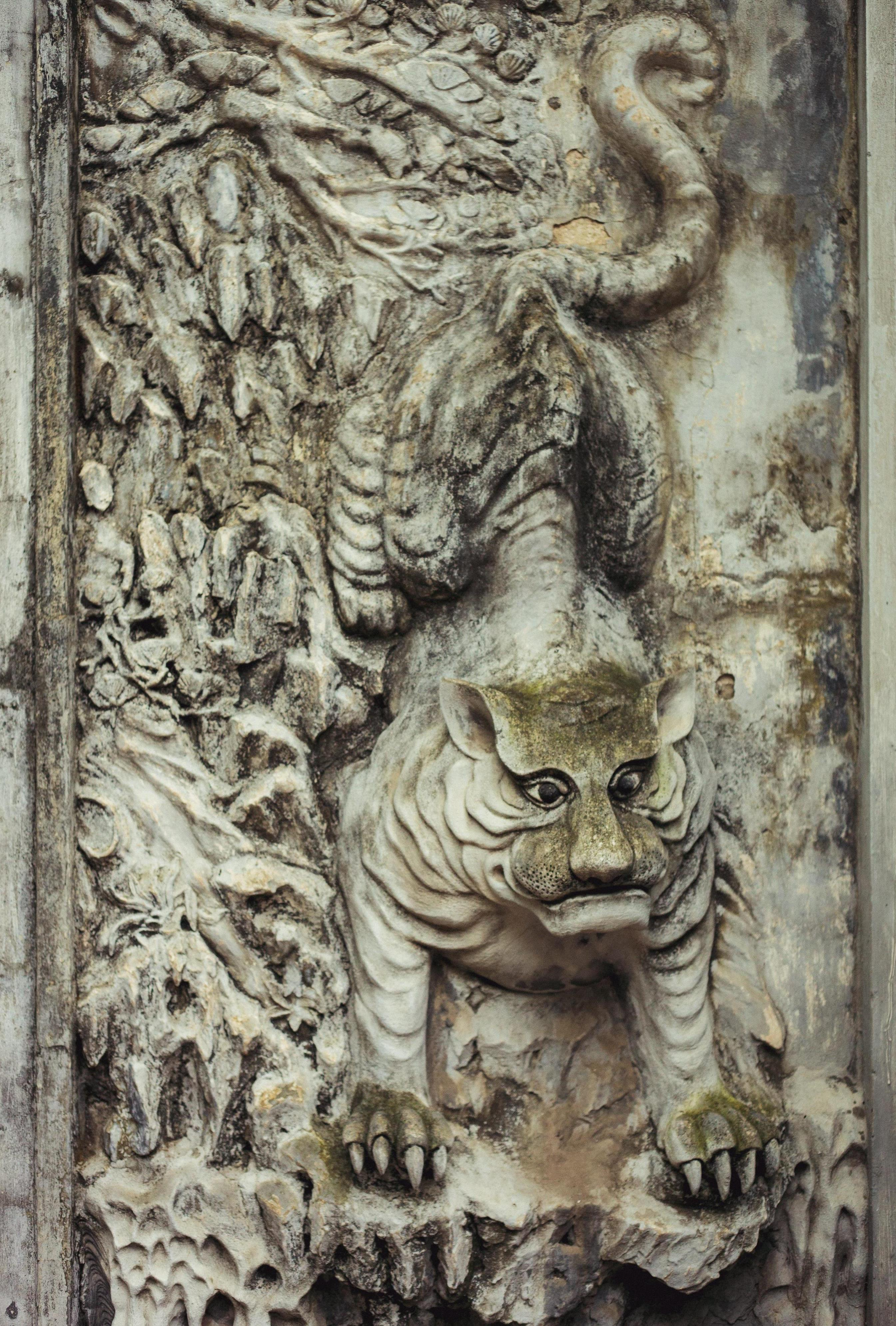
Bức bình phong hổ ở Văn Miếu Hà Nội năm 2014

Thông thường trong kiến trúc thờ cúng ở Việt Nam và những chốn linh thiêng, thường sẽ có tấm bình phong, hình thức của bình phong cũng ngày càng cầu kỳ, phong phú và thường được trang trí cả hai mặt bằng kỹ thuật đắp khảm sành sứ hoặc tô vẽ những chủ đề như cá hóa rồng, hình hổ, long tàng vân, phượng hoàng xòe cánh và Long Mã tải đồ nhưng thường thì trước tấm bình phong thường có con hổ. Bình phong có, ý nghĩa như là vật che chắn phong thủy, giá trị nghệ thuật của bức bình phong là con hổ và nó là thần linh cai quản mặt đất có khả năng trừ tà sát quỷ cho nên nó ngồi chồm hỗm, mặt quay ra để chống quỷ con hổ để trấn yểm mặt trước, ngăn các loại quỷ dữ, ám khí xâm nhập. Tại các đình làng, các am miếu dân gian, hình tượng long mã hay hổ cũng được sử dụng rất nhiều trên bình phong.
Đơn giản hơn ở khu vực phía Bắc, thần Hổ là một trong các thần linh dân dã được tích hợp vào đình Nam bộ. Bình phong được người dân quen gọi là "Bia ông Hổ" vì nhất thiết trên mặt tấm bình phong ấy phải vẽ hoặc tạo hình "ông" hổ vàng, bởi màu này gắn với trung ương, có thể thay thế cho cả ngũ phương. Trước bình phong ông Hổ, một chiếc bàn thờ nhỏ. Vì cọp là con vật có trang sử thứ nhất của vùng đất Nam bộ thuở khai hoang họ còn gặp khá nhiều thú dữ, cọp là mối đe dọa thường xuyên và thực tế lịch sử ấy đã tạo ra trong tâm thức con người cả hai thái cực vừa sợ hổ, vừa sẵn sàng chinh phục hổ, tâm lý đó tạo ra việc thờ cúng ông Hổ trong đình làng thế nên trên bình phong hướng từ cổng vào có vẽ hay đắp nổi hình hổ để canh giữ bảo vệ đình miếu, hoặc cảnh rồng cọp vờn nhau tượng trưng cho âm dương hòa hợp, mưa thuận gió hòa.
Bia Ông Hổ còn gọi là tấm bình phong là một trong những đơn nguyên kiến trúc tiêu biểu của đình Nam bộ. Mục đích chính của bình phong là ngăn chặn xui xẻo bằng cách dùng tấm bình phong này ngăn chặn mọi cái nhìn trực diện từ ngoài vào, mục đích của bình phong là để chống luồng khí độc (đồng nhất với ma quỷ) thổi vào nơi của thần, thánh. Mặt chính ở phía trước phải đắp hổ vàng (có nơi đắp phù điêu 5 hổ, tượng cho 5 phương, gần đây có nơi thay bằng tượng 5 hổ), bởi màu này gắn với trung ương, có thể thay thế cho cả ngũ phương. Hổ được xem là thần cai quản mặt đất, có khả năng trừ tà sát quỷ nên được đặt ở ngoài để giữ bình yên cho mảnh đất thiêng của thần. Dọc hai bên bình phong thường có câu đối: Hổ cứ sơn lâm phù xã tắc/Long du nguyệt điện tráng sơn hà (Cọp chiếm núi rừng giữ đất nước/Rồng dạo cung trăng giúp non sông).
Thường thì mặt sau của bức bình phong ở Nam bộ luôn có bệ thờ Thần Nông với ý nghĩa vừa trừ tà, vừa để thờ Thần Nông và Thần Hổ. Các ông Hổ trong bình phong ở Nam bộ có dáng hình dũng mãnh và uyển chuyển với những đường lượn cong ở lưng và đuôi, gương mặt đầy biểu cảm với răng nhe, mũi lớn như phập phồng, tai vểnh, hai mắt đen tròn xoe như đang chiếu ra một ánh nhìn mê hoặc, nhưng cũng chỉ là những bức vẽ khá sơ sài, chưa toát lên vẻ dũng mãnh của chúa sơn lâm như trên thực tế. Trong những hội dân gian có tục tế "mao yết" (mao huyết) đựng huyết heo (thường phải là con heo đen) trong một cái bát, rồi lấy lông gáy heo để lên trên, đem tế thần, sau khi thần chứng giám, bát tiết có lông gáy sẽ được đưa ra cúng Thần Hổ, thần cai quản mặt đất, rồi chôn xuống ngay trước mặt thần như một khoán ước của cả thần và người trao cho Thần Hổ trách nhiệm trừ tà sát quỷ để mùa màng tốt tươi, xã hội yên bình.

### Thần hộ pháp

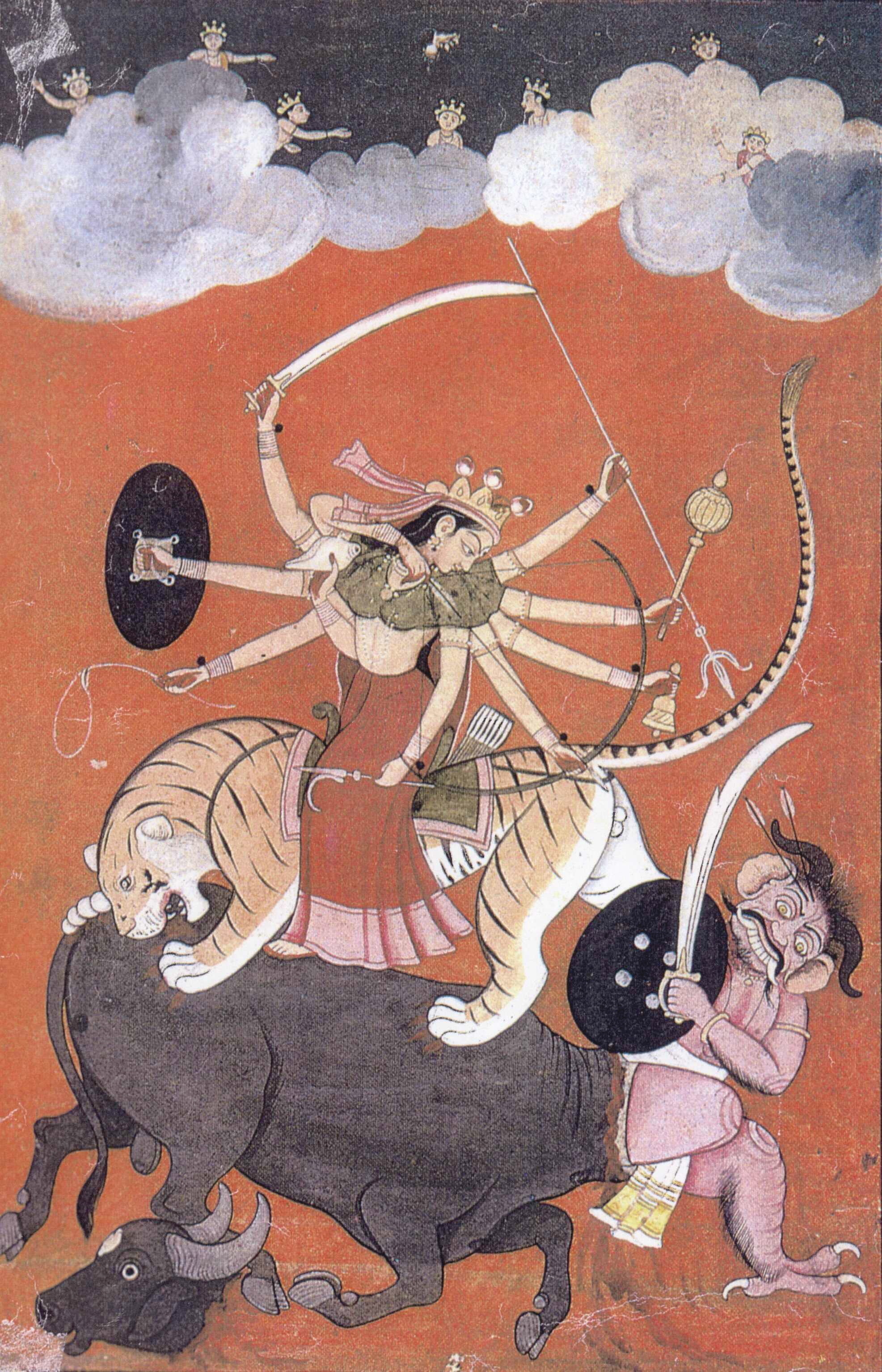
Tranh nữ thần Durga đang cưỡi hổ

Trong Ấn Độ giáo, Hổ là vật cỡi của nữ thần Durga trong cuộc chiến chống lại ác quỷ Mahishasura, bà cỡi trên con hổ dữ dằn trong thế dáng đe dọa, Hổ cũng là vật cưỡi của thần Shakti, của năng lượng thiên nhiên mà Siva đã không phục tùng và ngược lại, đã chế ngự Choc, Dana, Crad, Gues, Kall, Lecc, Ogrj. Trong Ấn Giáo ở miền Nam Ấn Độ thì hổ là bằng hữu của vị thần Ayyappan Trong tranh tượng đạo Hinđu, da hổ khoác trên thần Siva là chiến quả của vị thần này. Một tích truyện thần thoại về Shiva khi đến thăm các Rishi, họ bèn thả ra một con hổ dữ để xé xác Shiva nhưng ông dễ dàng dùng móng tay lột lấy tấm da con cọp và choàng lên cổ mình làm tấm khăn choàng.
Trong Phật giáo, hổ còn là vật cưỡi của Văn Thù Bồ Tát. Vị Quan Âm Diệu Thiện cũng từng được một con cọp trắng xông ra giải cứu và cõng mang đến chùa Hương. Hổ cũng là vật cưỡi của các thần Đạo giáo như Trương Thiên Sư, Triệu Nguyên Soái (tranh bộ Tứ Đại nguyên sư: Tranh thờ các dân tộc phía Bắc Việt Nam), Huyền Đàn trấn môn (tranh Đông Hồ), Thổ Địa (trong bộ Tứ trực Công tào: Tranh thờ các dân tộc phía Bắc Việt Nam, và tranh tượng Ông Địa Nam bộ).
Cọp đen còn là vật cưỡi của Thần Tài, người ta thường vẽ ông cưỡi cọp đen. Người Hàn Quốc có bức họa thần núi (Sansindo) vẽ cảnh thần núi ngồi tựa hổ hay cưỡi trên lưng hổ, trong những bức tranh của hội họa Hàn Quốc, hổ lại xuất hiện bên cạnh một cụ già đó chính là thần núi và hổ là loài hầu cận. Ở đây, hổ là phương tiện chuyên chở của các thần, đặc biệt ở bộ Tứ trực Công tào cho thấy hổ là phương tiện chuyên chở trên mặt đất của Thổ Địa và cũng là thần hộ vệ, hộ pháp.
Người dân địa phương ở Trà Bồng có tục lập am thờ con hổ, họ thờ Bạch Hổ sơn quân hay còn gọi là ông hổ đi tu, đây là tùy tướng thân cận nhất của Thiên Y A Na, theo truyền khẩu, vào dịp lễ cúng Thiên Y A Na, cứ đến khoảng 2 đến 3 giờ sáng, cũng là lúc Bạch Hổ sơn quân xuất hiện, hay mỗi lần khấn xin hiện hình là đêm đó Bạch Hổ sẽ xuất hiện. Hổ cũng là thần hộ pháp trong Đạo Cao Đài vì biểu tượng con cọp tượng trưng năm Bính Dần (1926) là năm Khai Đạo Cao Đài, với kiến trúc trên cao có tượng Phật Di Lặc ngồi trên lưng cọp và tòa sen, cụ thể trong các Thánh thất như: Tòa Thánh Tây Ninh, Thánh thất Sài Gòn, Thánh thất Đa Phước hay Thánh thất Đà Lạt nằm ở Phường 11 của Đà Lạt. Đôi Bạch Hổ–Hắc Hổ vốn được coi là vệ sĩ, đệ tử của Thầy Thím và được thờ tại Miếu ông Hổ trong Dinh Thầy Thím.

### Ác thần hung thú

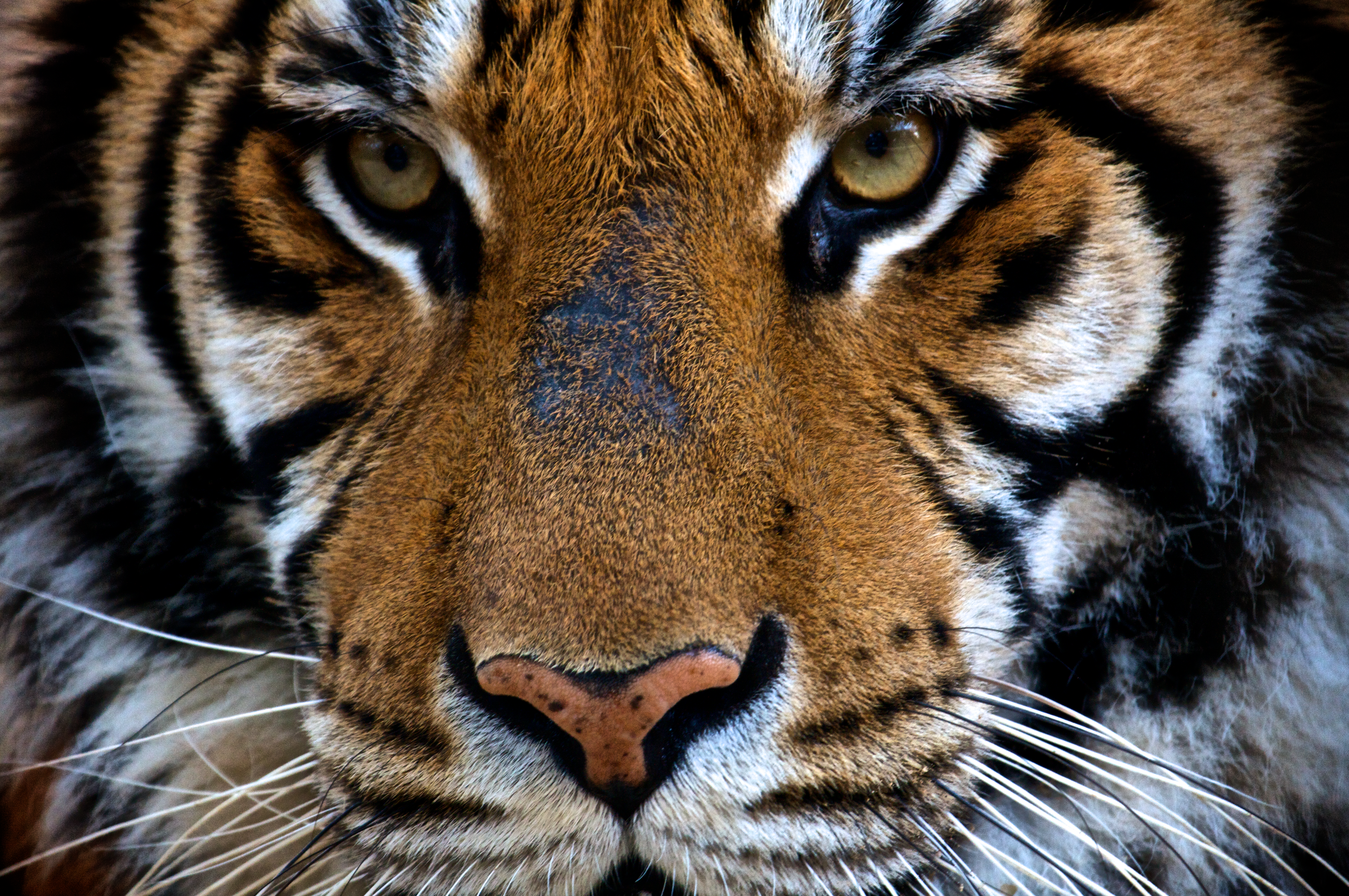
Sự thờ phượng hổ còn xuất phát từ nỗi sợ của con người

Tín ngưỡng thờ hổ còn xuất phá từ nỗi sợ hãi loài hổ, sự ghê sợ những gì do hổ gây ra cho con người vì hổ bản chất là một dã thú hung dữ và là loài thú ăn thịt, săn mồi. Nhiều sự kiện đã đi vào văn hóa dân gian của các nước như một nỗi ám ảnh khiếp đảm đến mức nhiều vùng miền có tục thờ hổ vì sợ bị hổ dữ làm hại. Về mặt tự nhiên, hổ là động vật chuyên ăn thịt, do đó con người không tránh khỏi sẽ trở thành con mồi của chúng khi nguồn thức ăn khan hiếm hoặc khi con hổ bị thương không thể săn mồi. Thực tế hổ là một trong những loài động vật tấn công con người nhiều nhất.
Trong các loài thú dữ, hổ là loài thú được con người sợ hãi, thờ cúng, kỵ húy nhiều nhất. Xuất phát từ việc sợ hãi nên nhiều người không dám gọi thẳng tên mà gọi chệch đi vì sợ ngài hổ giận và tìm cách trả thù. Nỗi sợ hãi đặc biệt là do khiếp sợ oai linh thần hổ, người dân miền sơn cước luôn thờ cúng chúa sơn lâm Từ tính chất này người ta cho loài hổ là một mãnh thú có sức mạnh kinh khủng và theo quan niệm dân gian thời ấy thì nó có cả những khả năng diệt trừ ma quỷ, yêu quái vì vậy, loài hổ được người dân tôn thờ. Thực tế thì loài báo hoa mai mới là những kẻ thường liều lĩnh đột nhập vào khu dân cư đến tấn công vật nuôi.

#### Quan niệm
Con người thường rất sợ hổ như loài thú hung dữ này khi họ phải lên rừng núi để khai thác gỗ, đốn củi, đốt than, khai thác trầm kỳ, mây, tre, cây thuốc, lấy mật ong hay nhà ở gần núi, nhất là vào thời xưa. Những dân vùng sơn cước thường sợ, tôn sùng hổ, khi đi rừng không dám nhắc đến hổ, hoặc nói trại tên đi. Tại những nơi thâm sơn cùng cốc, từ xa xưa, dân sơn tràng, dân đi hái củi, muốn bình yên khi đi vào rừng phải nhớ xách theo vài ba cân thịt bào bạc nhạc hoặc một cái đầu lợn để cúng "ông", để rồi khi đã no nê "ông" sẽ chui vào một hang tối, hoặc nằm dài ở một bờ suối để ngủ mà quên cả việc rình mồi. Không những con người lập miếu thờ cọp, gọi cọp là Sơn Thần, Sơn Quân Chúa Sơn Lâm mà còn kỵ húy, kiêng kỵ tên chính thức nên gọi tránh đi và bao giờ cũng có chữ Ông, chữ Ngài đứng trước để tỏ ý tôn trọng hay thành kính. 

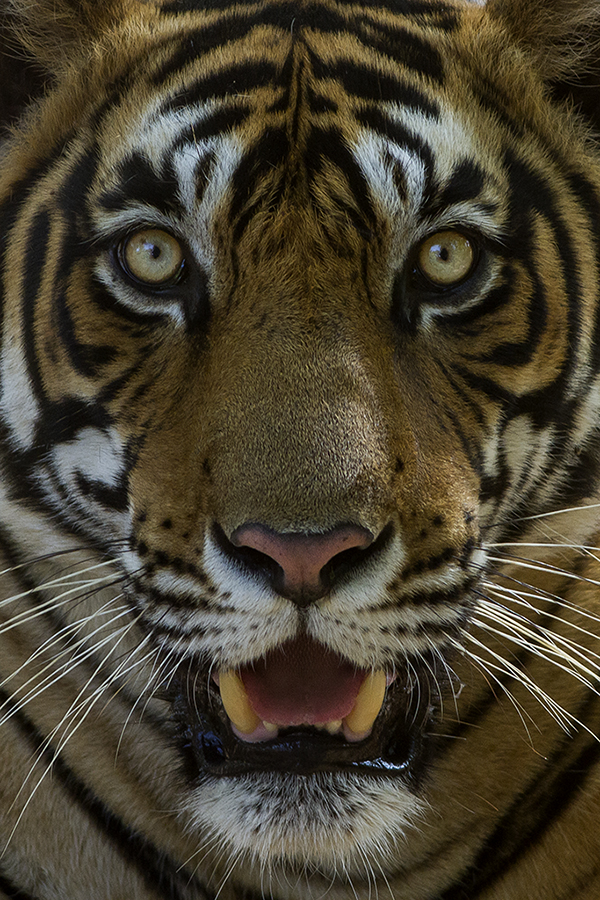
Hổ về bản chất là kẻ săn mồi, chúng vẫn là ác thú hại người, chúng nổi tiếng với việc ăn thịt người khi có cơ hội

Việc thờ hổ do sợ hãi xuất phát từ nỗi sợ hãi động vật hay hội chứng sợ động vật (Zoophobia) của loài người khi ám ảnh quá mức biến thành nỗi sợ mãn tính về một động vật nào đó, trong đó, hổ đã trở thành những biểu tượng của sự ghê rợn vì quan niệm loài hổ hiện diện cho sự hung dữ và là kẻ ăn thịt người. Sự ám ảnh về loài hổ còn hằn sâu trong tâm khảm con người theo một cách vô thức, khi người ta đi vào một khu rừng rú hoang vắng thì có cảm giác sợ hãi, hình ảnh loài hổ vồ người đã hằn sâu vào tâm trí nhiều người nên khi trông thấy hổ giữa rừng già, nếu không phải là người có kinh nghiệm đi rừng thì sẽ bị hốt hoảng và phản ứng thông thường là bỏ chạy.
Trong môi trường sống nhiều bất trắc, con người phải đối đầu với nhiều loài động vật hung hãn, ghê sợ, đe dọa đến tính mạng, sự sinh tồn, phải liên tục chống chọi với thiên nhiên khắc nghiệt, trong đó thú dữ (mà đại diện là loài hổ dữ) từ rừng về phá hoại mùa màng, giết hại gia súc, gieo rắc nỗi sợ hãi cho người dân từng bản làng, từng gia đình. Tâm lý sợ hãi những loài động vật hung dữ, mạnh khỏe, hay tấn công con người đến mức người ta nhìn nhận chúng với một loài vật đầy quyền uy đã tác động trực tiếp đến việc tôn sùng, lễ bái động vật của con người, do đó, việc phụng thờ thần hổ chính là một cách giải tỏa tâm lý, tâm linh.
Nỗi sợ hãi và tục thờ hổ của người bản địa châu Á được người châu Âu ghi chép, Người Pháp cho biết người An Nam gọi loài hổ là "ông hổ" hoặc "ông cọp" vì họ có một nỗi sợ hãi mang tính mê tín dị đoan. Họ thờ cúng và quỳ lạy trước loài hổ với niềm tin rằng sự kính trọng của mình sẽ khiến loài vật này giảm bớt những cuộc tấn công vào con người. Và khi hổ rời bỏ các cánh rừng để tấn công vào làng mạc của con người thì người dân An Nam dường như chỉ phản ứng thụ động và yếu ớt trước sự tấn công của loài vật mà họ tôn thờ. Các loại vũ khí thô sơ tỏ ra vô hiệu vì hổ quá khỏe và tinh khôn. Bẫy sập được đánh giá là rất hiệu quả nhưng rất hiếm khi được dùng tới, vì người dân quan niệm rằng linh hồn của những "ông cọp" bị chết sau khi dính bẫy sẽ về ám họ.
Paul Giran, một quan chức của chính quyền Đông Dương thuộc địa khi nghiên cứu về tâm lý-văn hóa của người dân Việt Nam đã viết trong tác phẩm của mình có tên Tâm lý người An Nam đã đề cập đến tâm lý sùng bái hổ một cách mãnh liệt của người bản xứ: "Còn hơn thế nữa, các loài vật được phú bẩm cho đời sống và sự vận động mà người ta coi như những hữu thể có lý trí. Những tín ngưỡng dân gian còn thịnh hành ở An Nam đối với các loài vật: rùa, cọp, voi, vân vân, đủ để chúng ta có thể xác quyết, nếu chúng ta còn chưa xác tín về mức độ tinh thần chưa cao của người An Nam. Họ theo một cách nào đó còn có sự đồng hóa về tâm thức với các loài vật và gán cho chúng một linh hồn. Kính trọng những loài vật phải nói là ghê gớm, họ đã gọi chúng là "Ông; họ nói "ông Cọp"; họ dựng cho cọp các đền thờ và đốt nhang cúng bái"
Những bản làng người Mường ở miền tây Thanh Hóa, kéo dài từ vùng Thạch Thành lên đến Quan Hóa, Mường Lát, ngoài việc thờ cúng tổ tiên, thần rừng, thần núi, thì họ còn cúng Ông Hổ, họ sợ thần hổ, không dám vào rừng lấy que củi, và không chặt phá rừng. Rừng là chốn hổ thần ở, nên không ai dám kinh động. Chỉ có thợ săn, bất chấp tính mạng mới dám mò vào rừng. Nhưng những người vào rừng ăn cắp của rừng nếu không nghèo đói thì cũng gặp tai họa là do thần hổ trừng phạt. Dù có quan điểm coi hổ là kẻ thù truyền kiếp vì đã có nhiều người trong dòng họ bị hổ ăn thịt, nhiều người dù có mối thâm thù với hổ, nhưng vẫn phải thờ hổ trong miếu, những mong loài hổ sẽ tha mạng cho con cháu hay bị hổ ăn thịt. Những câu chuyện kinh dị về hổ thần đã ám ảnh cuộc sống của người dân đến mức họ chẳng dám đặt chân vào rừng, hoặc có đi vào thì cũng rón rén.
Ngay cả trước khi săn hổ người ta hay tổ chức cúng tế vì sợ hổ hóa thành ma sẽ trả thù cho gia đình, dòng họ của người nào đã giết hổ, đây là một cách cúng thế để giúp con hổ bị chết siêu thoát và không còn trả thù vì hổ được biết đến là hay trả thù và thính tai. Kể cả đến nay, đối với những người hành nghề giết mổ hổ, lóc xương, nấu cao hổ cốt thì họ vẫn duy trì tập tục cúng bái trước mỗi lần hành sự (không như việc mổ trâu, bò, gà, lợn). Những người thợ trước khi nấu cao hổ thì người ta thường có nghi lễ cúng bái, có người còn mời thầy cúng về cúng vì nếu không sẽ bị lừa lọc, vỡ nợ, tán gia bại sản hoặc rơi vào vòng lao lý, đi tù vì ông hổ sẽ không cho sống đàng hoàng.
Về việc bài trí tranh hổ trong nhà, theo phong thủy, thì những vật phẩm hình hổ chỉ nên đặt ở những không gian công cộng để phát huy công lực trấn yểm cho cả cộng đồng mà không nên bài trí trong gia đình. Hổ là con vật có uy lực, không thể bị thuần hóa và coi như vật nuôi vì nuôi hổ trong nhà sẽ có nguy cơ rất lớn ("dưỡng hổ di họa"), đồng thời nó còn bị coi là hung thú nên khi hổ xuống núi vào nhà thì sẽ hại người. Do đó không nên bài trí hổ trong phòng ngủ, nhất là phòng ngủ vợ chồng, nếu trong nhà treo bức tranh con hổ mà đầu hổ hướng vào trong được coi là đại hung, treo tranh thêu hình con hổ cũng sẽ khiến những người sống trong nhà có tâm trạng bất an và nhà thường có chuyện buồn, những người làm kinh doanh nên kiêng kỵ không nên treo tranh hổ vì khiến việc kinh doanh không thuận lợi.

#### Mộc Tinh
Con hổ luôn đe doạ đến đời sống con người nên một số địa phương đã có tục thờ thần hổ. Tục này xuất xứ từ làng Thổ Tang, huyện Vĩnh Tường, tỉnh Vĩnh Phúc. Hổ là ác thú được người kinh sợ đến độ lập đền thờ, hy sinh nhân mạng để tế lễ mỗi cuối năm, như tục thờ Thần Hổ, làng Ngọc Cục, huyện Đường An, tỉnh Hải Dương. Theo Phạm Đình Hổ thì qua tục giết người tế Thần Hổ nhắc đến thần Xương Cuồng có ghi vào sử sách như Mộc Tinh trong Lĩnh Nam Chích Quái. Tục tế Thần Hổ này có từ xa xưa trước Tây Lịch, khi quân nhà Tần của Nhâm Ngao và Triệu Đà mới lấn chiếm và đô hộ đất Văn Lang và mãi đến Từ năm Canh Thân 1800 trở về sau thói ấy mới bỏ.
Tục lệ tế thần Xương Cuồng hằng năm vào ngày Ba Mươi Tết được cho là có từ thời Văn Lang. Theo sách Lĩnh Nam Chích Quái, người Văn Lang gọi Mộc Tinh là Xương Cuồng ám chỉ loài thú dữ là cọp và Mộc Tinh là thú dữ, ám chỉ hổ, Thần Xương Cuồng có nghĩa là hành động một cách bạo ngược, tàn ác, không thể trấn áp được, đó chính là Thần Hổ. Dân phải lập đền thờ, hàng năm đến ngày 30 tháng chạp, theo lệ phải mang người sống tới nộp, mới được yên ổn. Mộc Tinh là hình ảnh cọp, cọp được đồng hóa với rừng núi, là tai họa của rừng núi, cọp là hình ảnh bí hiểm của rừng núi, hòa mình với cỏ cây, xuất hiện bất thường về đêm, có nhiều linh khiếu, khiến con người đồng hóa rừng thiêng với hùm thiêng, là ẩn dụ một thiên nhiên chưa được chế ngự.
Các nhà nghiên cứu dân gian cho rằng Thần Xương Cuồng là thần Hổ mà người Văn Lang sợ hãi và trọng vọng, làm lễ tế hàng năm vào ngày ba mươi Tết, từ phong tục cổ sơ này, đã có từ thời các vua Hùng, mà con hổ được gọi là Ông Ba mươi và có sự tương hợp giữa truyện Mộc Tinh trong Lĩnh Nam chích quái của người Việt với chương Chặt cây Chu trong sử thi thần thoại Mường với chi tiết đánh Quỷ Xương Cuồng chính là mô típ săn Moong Lồ (săn Hổ lớn) của người Mường. Trong Huyền học Kỳ môn độn giáp có vị hung thần là Bạch Hổ Xương Cuồng (白虎猖狂) là mối liên hệ giữa lốt hổ và thần hổ Xương Cuồng. Những chuyện kể về hổ dữ thường gắn với những cây cổ thụ to lớn, nơi hổ rình ăn thịt người, vì lý do đó mà người xưa cho rằng hổ là thành tinh của cây gỗ lớn lâu năm.
Lĩnh Nam Chích Quái còn thuật chuyện Nhâm Ngao bị thần Xương Cuồng tức giận vật chết, Đại Việt sử ký toàn thư cho rằng Nhâm Ngao phạm thổ thần bị bệnh chết, còn Lĩnh Nam Chích Quái cho rằng bị thần Xương Cuồng tức giận vật chết. Lời lẽ tuy có khác, nhưng nội dung chính yếu thì giống nhau, điều này cho thấy thần Xương Cuồng là thổ thần có nhiều quyền năng, có thể vật chết người, kể cả là những vị tướng soái cầm quyền phương Bắc. Thần Xương Cuồng là Thần Hổ mà người Văn Lang sợ hãi và trọng vọng, làm lễ tế hằng năm vào ngày Ba Mươi Tết, từ phong tục cổ sơ này, đã có vào thời các vua Hùng, mà con hổ được lý giải có tên gọi là Ông Ba Mươi cho đến ngày nay. Cuối đời Lê, còn có chuyện ma Trành (Trành cũng có âm là Xương) do Phạm Đình Hổ chép lại (Trành quỷ hiển linh) cũng nói Trành là tinh của người chết vì Hổ, thành Hổ về bắt người ăn thịt cũng đúng như chú giải của Thiều Chửu trong từ điển. Lĩnh Nam chích quái chép: "dân phải lập đền thờ, hàng năm đến ngày 30 tháng Chạp, theo lệ phải mang người sống đến nộp, mới được yên ổn. Dân thường gọi là Xương Cuồng" thì rõ ràng đây là tục thờ Hổ vào Ba mươi tết.

#### Ma trành

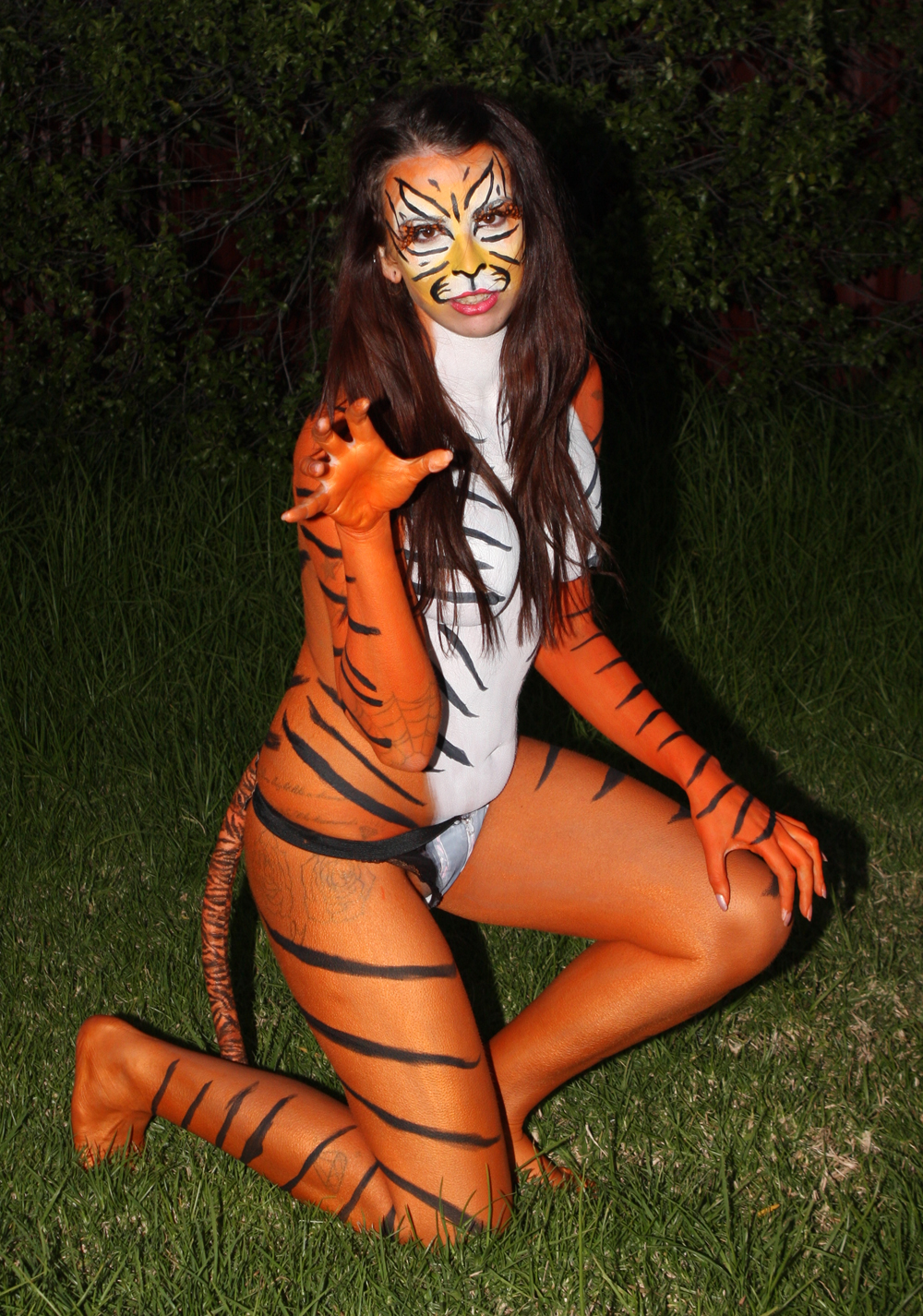
Một cô gái đang hóa trang thành hổ, tương truyền hổ hại người thì có thể sai khiến linh hồn con người nhập ma (quỷ nhập tràng) để phục vụ cho chúng

Cuối đời nhà Lê còn thêm truyện Trành Quỷ Hiển Linh về thần hổ có tính cách mê tín, tức là chuyện về Ma Trành là quỷ hiển linh, linh hồn người bị hổ ăn thịt biến thành tinh của hổ, thường dẫn đường cho hổ đi bắt người, khi có dịp lại hiện ra thành hình người. Trành là linh hồn người bị hổ ăn thịt biến thành tinh của hổ, thường dẫn đường cho hổ đi bắt người, khi có dịp lại hiện ra thành hình người, cọp khi đã ăn thịt người nào đó, thì vong hồn của nạn nhân ấy lại bị cọp khống chế để mách bảo những điều xấu tốt cho cọp, làm cho những con cọp này trở nên tinh quái đặc biệt. Chuyện Ma Trành được chuyển thể những tiểu thuyết đường rừng như Thần Hổ (1937), Ai hát giữa rừng khuya (1942) của Tchya hay Truyện Đường Rừng (1940) của Lan Khai.
Thần hổ có nơi gọi là ma khái, hoặc hùm tinh. Ở Trung Quốc có thành ngữ chữ Hán "vị hổ tác trành" nghĩa là làm ma cho cọp. Ngoài ra trong niềm tin của một số dân tộc miền núi thì ma trành cũng được ghi nhận. Người Mường vùng Thạch Thành tin rằng, khi ai đó bị hổ ăn thịt, sẽ biến thành ma trành vất vưởng ở nhân dân. Ma trành thường dẫn dụ người sống để hổ ăn thịt, thì mới được siêu thoát, vì nỗi sợ mơ hồ ấy, mà người dân không dám đến những nơi có người bị hổ vồ. Người Mông ở Sơn La lại có tục xếp chín lớp đá đè lên ngôi mộ của người đã khuất, bởi họ sợ con ma sẽ hóa thành hổ dữ, bắt hết người thân, trâu bò, lợn gà của bản làng, vì thực tế hổ cũng thường hay đào mộ, moi xác người chết.
Ma trành còn được thể hiện qua chuyện thần Bạch Hổ hiển linh trên núi Cấm ở An Giang. Trên núi Cấm xuất hiện bầy hổ trắng hung dữ đã làm hại hàng trăm người dân vào rừng kiếm củi, lấy gỗ, làm nương sinh sống. Một vị tu sĩ lập am thờ trên núi Cấm thì đàn hổ trắng chỉ còn một con hổ lớn sinh sống trên núi, được thu phục, vào con đường tu hành, mất hết thú tính, trở nên một con vật hiền lành. Nhưng những oan hồn bị đàn hổ trắng giết hại không được siêu thoát, cứ vất vưởng trên chốn trần gian biến thành lũ ma xó, ma trành. Bọn ma quỷ này giữ thù cũ, âm mưu hại Bạch Hổ. Một ngày, bên ngoài am xuất hiện hàng chục người lạ mặt từ bên kia biên giới sang, lăm lăm vũ khí gầm gào đòi giết Bạch Hổ
Từ trong hang, Bạch Hổ vụt xuất hiện trước mắt mọi người, chúng ào tới kẻ chém người bắn tên độc vào mình Bạch Hổ, con thú bị thương trở nên hung dữ giơ cao móng vuốt vồ tới tấp đám người lạ mặt, làm hàng chục người chết và bị thương nhưng con thú cũng đã bị thương nặng vì tên độc và chết ngay sau đó. Tuy vậy, những oan hồn ma quỷ đang trỗi dậy, kích động lòng hận thù giữa những gia đình bị hổ trắng giết hại từ xưa tới nay vùng lên, trút mối hận lên đầu Bạch Hổ, dù Bạch Hổ đã chết nhưng bọn ma quỷ kia còn mượn hồn nó để nhập vào những con thú khác mà tiếp tục quấy nhiễu mọi người
Sau đó, nhà sư đã tìm một đệ tử mà truyền cho cách trấn ếm các hồn ma, người đệ tử đang ngủ bỗng thấy một bầy cọp trắng, cọp vàng xuất hiện, đuôi chúng ngoe nguẩy đi quanh chỗ người này nằm, rồi sau đó năm bảy người từ ngoài đi vào, nắm tay nhảy nhót trước bàn thờ vong, hoan hỉ phục tùng, và đùa giỡn với gia đình Bạch Hổ. Người đệ tử thu dọn bàn thờ, đem chiếc đầu lâu Bạch Hổ, nanh cọp cùng mấy tấm bài vị trở về am của mình lập trang thờ. Dân chúng vùng Thất Sơn cho là Bạch Hổ đã đắc đạo thành thần, nên luôn luôn tôn kính và đặt tên nơi hang động trước đây Bạch Hổ sống là Điện Ông Hổ. Vùng Năm Non Bảy Núi từ đó yên tĩnh hẳn, không ai còn nghe nói đến những chuyện hồn ma bóng quế hay thú dữ xuất hiện, nhưng những chuyện về sự linh thiêng của Thần Bạch Hổ thì dân địa phương và người hành hương vẫn nhớ.

#### Thành tinh

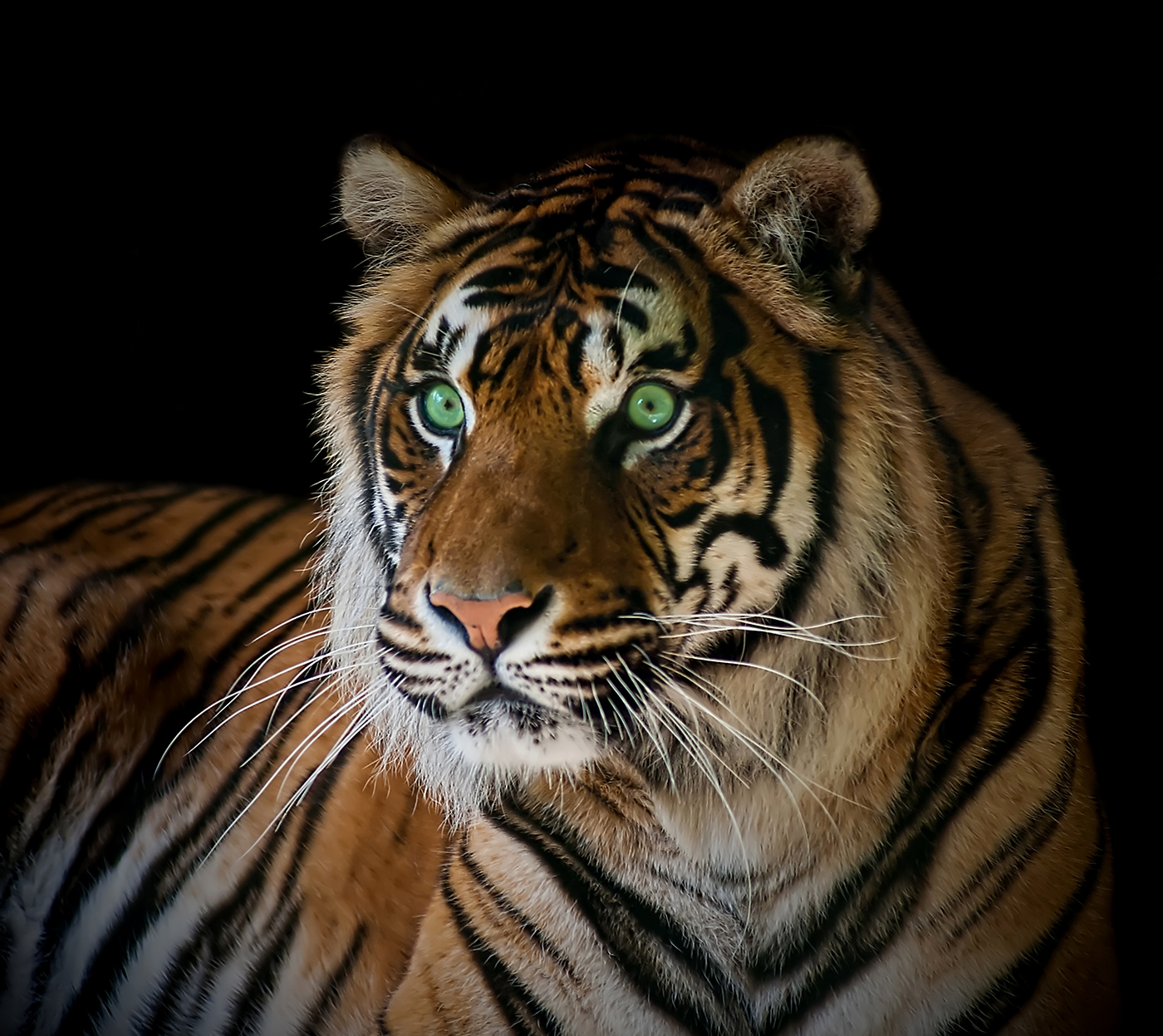
Một con hổ với cặp mắt xanh biếc, đối với những người mê tín, đây là dấu hiệu của một con hổ thành tinh chuyên hại người

Người Việt Nam còn có quan điểm rằng hay tín ngưỡng rằng những con mãnh thú quá hung hãn, mạnh khỏe khác thường là đã thành tinh, có linh hồn. Thông thường, loài người vẫn rất sợ những loài thú to lớn hung ác, nên thờ cúng cũng là một cách để tạ lỗi cùng mãnh thú, những ngôi miếu có thờ phượng thú linh sẽ giúp dân làng trừ tà, trấn yêu, diệt quỷ trong số đó, hổ là loài vật nguy hiểm nhất,hay trả thù con người, những con cọp ba chân cũng là hình tượng thường xuất hiện trong các giai thoại mãnh thú thành tinh lúc xa xưa, đặc biệt là những con hổ trắng khi đã ăn thịt người thì sẽ hung hãn và hung tợn hơn bất cứ loài thú nào.
Người dân Mường Mõ bao đời nay thờ hổ, tôn kính hổ như thần linh, ở đây núi cao vực sâu thêm huyền bí vì những truyền kỳ về hổ. Người Mông tuy là thợ săn lão luyện, nhưng họ lại rất sợ hổ và ma, kể từ khi hổ loanh quanh ở bản Tốc Tát thì chẳng mấy ai dám vào rừng nữa, thậm chí, họ không gọi là con hổ, mà kính cẩn gọi là "ông Hổ" Ở vùng Sơn La, đồng bào dân tộc ở đây họ rất sợ hổ và họ gọi là ông hổ, chứ không dám gọi là con hổ. Người dân ở bản Nà Tông đồn rằng, hổ là loài nhớ dai, biết trả thù, người Tày ở đây đều tin điều đó, nên phải lập ngôi đền thờ cúng sơn thần, thờ cúng cả loài hổ, để chúng không phá phách, trả thù, từ khi lập đền thờ, tuyệt nhiên không có con hổ nào về bắt người, giết thú nữa.
Tại vùng vùng núi Tiên Cảnh và các vùng xung quanh đó như Tiên Hiệp, Tiên Lộc, Tiên Châu, ngày xưa gọi chung là trấn Thăng Bình, tại đây, hổ không chỉ kiếm ăn trên rừng mà còn về tận thôn làng, gây nên bao tai họa và cả nỗi khiếp đảm. Nỗi sợ hổ từ đó trong dân chúng khắp vùng ngày càng tăng lên và vì ám ảnh bị hổ dữ giết hại, gọi là hổ chúa thành tinh nên nhiều gia đình đã phải lũ lượt kéo nhau bỏ xứ ra đi. Nỗi sợ hãi đã khiến người dân Tiên Cảnh tôn sùng loài ác thú này như thần thánh, họ có phong tục cúng thần rừng, vị thần họ tin rằng nắm giữ bổn mạng của cả vùng đất này, đại diện cho thần rừng, không phải loài nào khác mà chính là hổ dữ là vị chúa sơn lâm đầy quyền uy. Ở Kon Tum có thờ hổ vì khi bạch hổ đã ăn thịt người thì nó càng hung tợn, càng dữ hơn bất cứ loài thú ác nào.

#### Thần hổ xám

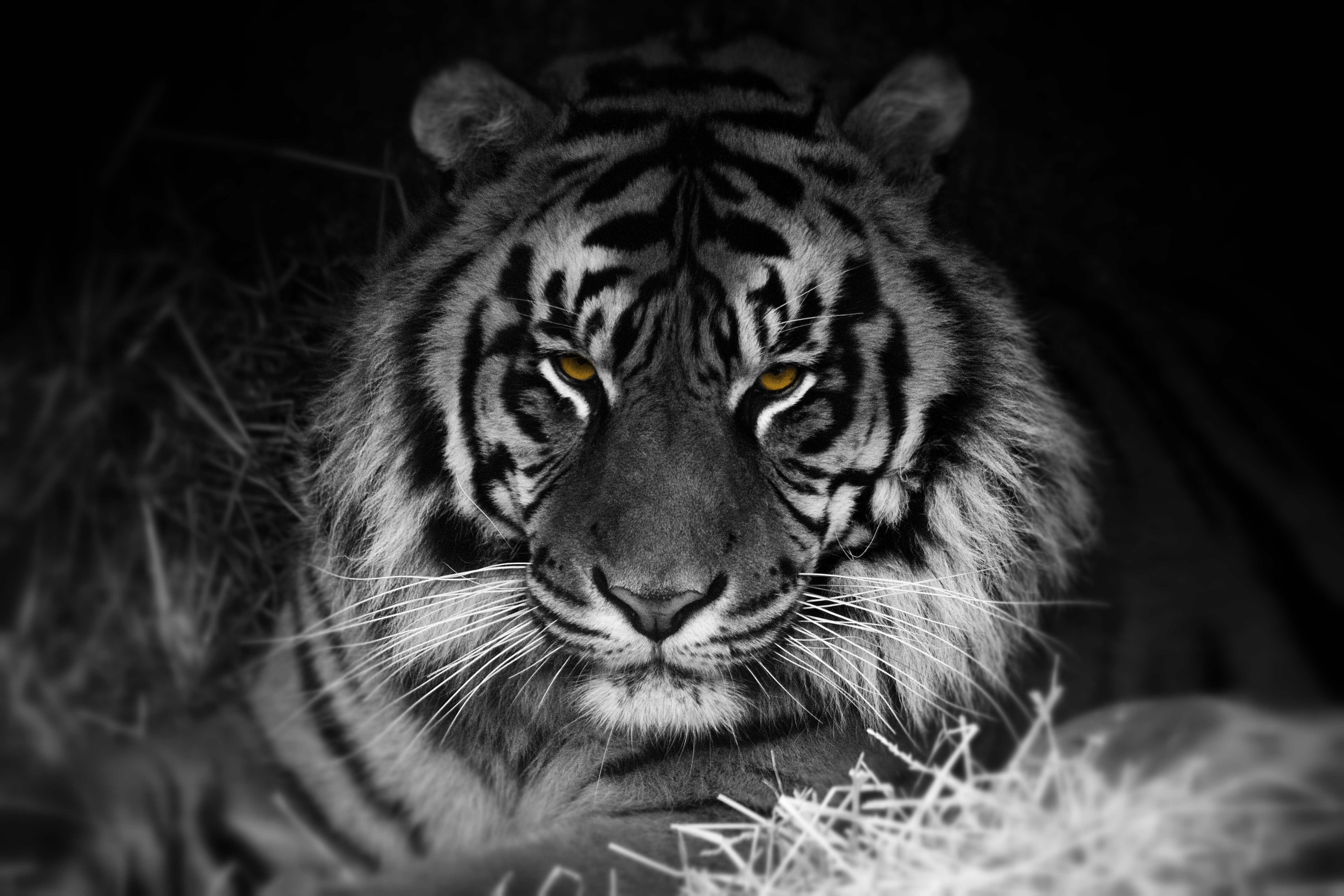
Ở một số nơi trên lãnh thổ Việt Nam, hùm xám được coi là Thần Hổ, là những con vật đã thành tinh do ăn thịt quá nhiều người, chúng là nỗi ám ảnh của cư dân bản địa

Ở vùng Thanh Hóa, người địa phương và người Mường còn lưu truyền câu chuyện Thần hổ xám ăn thịt người ở Thanh Hóa là một huyền thoại về oai linh thần hổ ở vùng vùng Thạch Thành Với người dân ở vùng đất này, thần hổ vẫn là một thứ gì đó ám ảnh khủng khiếp với cuộc sống của họ. Người dân Mường ở miền Tây Thanh Hóa ở Thạch Thành đặc biệt người dân còn lập miếu thờ một con hổ gọi là Thần hổ xám khổng lồ hung dữ, chuyên ăn thịt người, người dân còn đồn rằng, năm nào không cúng hổ thần, mùa màng sẽ thất bát, lúa trồng chẳng thành hạt, cây cối chẳng chịu trổ hoa.
Người Mường còn tin rằng nó sống lâu ngàn tuổi và có thể biến hóa khôn lường, hổ thành tinh có thể sống vài trăm tuổi, những con hổ đã ăn thịt trên 100 người, thì nó đã thành tinh và người Mường gọi nó là hổ thần. Hổ hễ ăn thịt một người, thì trên tai hổ sẽ có một vết đỏ, tượng trưng cho một linh hồn. Những linh hồn bị con hổ ăn thịt sẽ đi theo nó, chịu sự sai khiến của nó. Khi trên tai loài hổ đã có 100 vết đỏ, thì con hổ đó đã thành tinh. Khi hổ đã thành tinh, thì màu lông vàng sặc sỡ đặc trưng của loài hổ sẽ biến thành màu xám xịt, nhìn rất hung dữ, ghê rợn đó cũng chính là lúc nó trở thành chúa các loài hổ trong rừng Một thần hổ thường có số lượng nốt đỏ trên tai ứng với số người mà nó ăn thịt và màu lông của nó xám hơn, mắt đỏ hơn, thân thể lực lưỡng hơn.
Người ta cho rằng con cọp thành tinh ở cánh rừng Thạch Thành là loài "thiên lý nhĩ", tức là nó có thể nghe được ngàn dặm, nên cúng tế ở đâu nó cũng biết để tìm đến thưởng thức đồ dâng, vì sợ "thiên lý nhĩ" của con cọp thành tinh này, mà chẳng ai dám mạo phạm, nói xấu hổ thần, bởi người bản xứ tin rằng, hễ nói xấu, thì hổ thần ắt xuất hiện ăn thịt. Ở vùng rừng thẳm, người ta cho rằng con hổ bị thương sẽ biến thành con hổ dữ, hay bắt người. Hổ thương càng nặng thì càng dữ dằn. Đặc biệt, nếu hổ bị thương bởi con người, thì cả đời nó sẽ tìm cách ăn thịt người. Khi đã ăn thịt người quen mùi, nó không ăn thứ gì khác ngoài con người. Hổ là loài nhớ dai, thù lâu, nên nó sẽ trả thù đến tận cùng, đến tàn khốc.

#### Khái hạm
Khi lưu dân đến khai phá đất Nam Bộ, việc thờ hổ được xem như một nhu cầu thiết thực đối với đời sống tâm linh, nên thời bấy giờ ở Nam Bộ có rất nhiều miếu thờ hổ. Có nơi thì đúc thành tượng hổ uy nghi, có nơi thì thờ tranh ngũ hổ, quanh năm khói hương nghi ngút. Đối với người miền Tây thì những câu chuyện về hùm beo, rắn khổng lồ vẫn luôn là đề tài hấp dẫn, loài cọp dữ, loài vật hấp dẫn chỉ đứng sau rắn hổ mây khổng lồ trong những câu chuyện đường rừng, nhằm khắc họa lại một phần cuộc sống sông nước miền Tây thời xưa. 

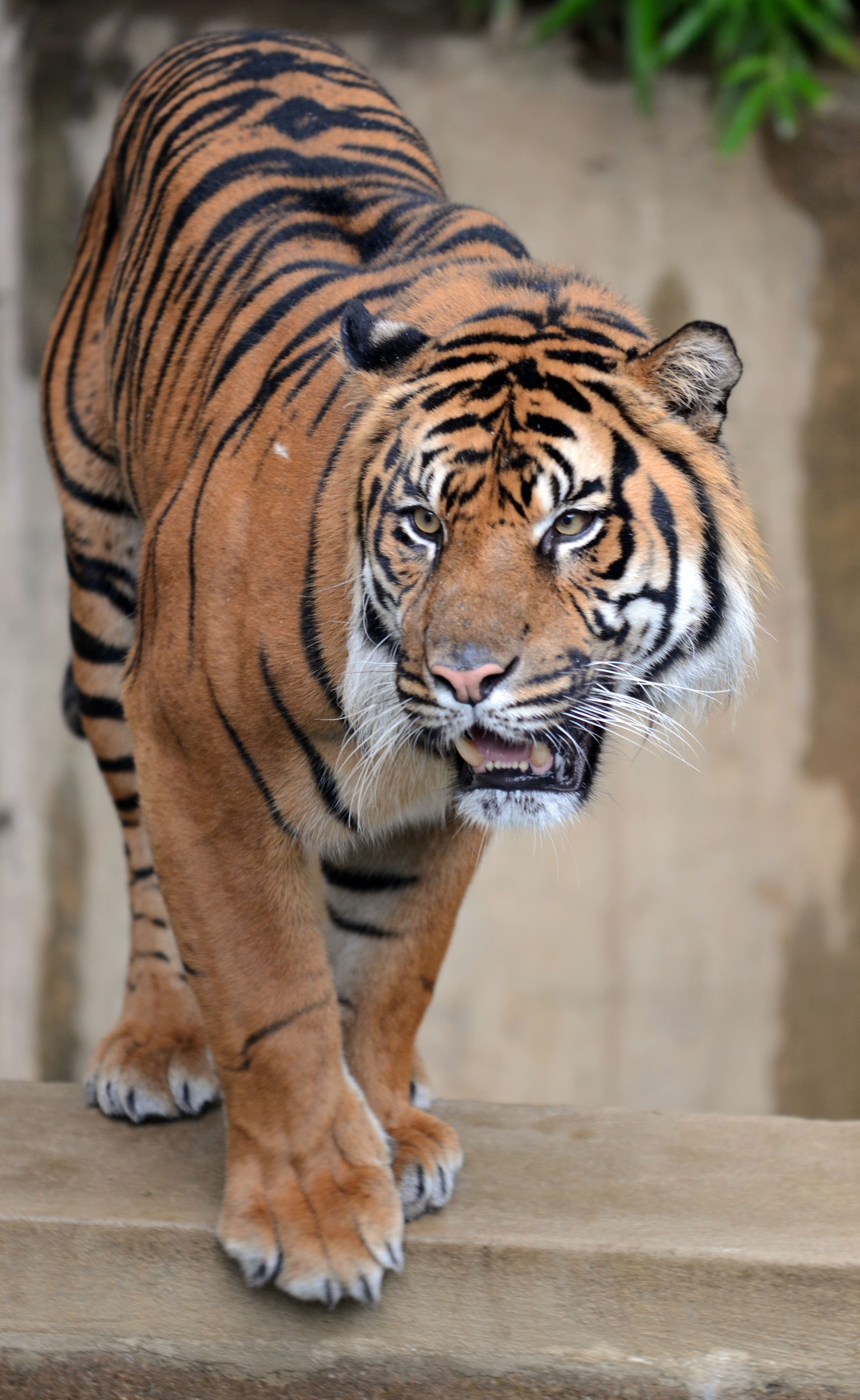
Ở miền Nam Việt Nam, người ta chia hổ thành hai hạng là cọp bạch (tức cọp hiền) và hạm hay khái là những con cọp dữ chuyên hại người

Một quan niệm phổ biến nơi dân gian Nam bộ là người ta phân biệt hổ ra hai loại "cọp" và "hạm". Cọp là loại hổ trên trán nó có chữ "Nhâm" đó là "hổ thần", không bao giờ ăn thịt người, hổ thần được thờ là bạch hổ (cọp trắng). Còn Hạm là từ dùng để chỉ những con hổ ăn thịt người, đó là thứ cọp đã thành ma quỷ, thành tinh. Trong tâm niệm người dân quá sợ cọp nên dân Cà Mau không khi nào dám gọi thẳng là con cọp hay con hổ mà phải cung kính gọi là "ông Thầy", "ông Hổ", hoặc "hai Cọp", "khái", hoặc "Hương quản cọp".
Người ta cũng cho rằng, cọp là chúa sơn lâm với khả năng nghe được tất cả những lời nói của dân chúng trong vùng, bất cứ ai nói lời xúc phạm đến cọp thì đều bị cọp trừng trị, dân gian đã gán cho cọp những thuộc tính "siêu đẳng" hoặc thần thánh, hoặc ma quỷ. Trong dân gian, nhiều nơi lập am, miếu thờ những con hổ hung dữ hại người hoặc những con hổ được truyền miệng là linh thiêng. Theo họ, nếu cung kính thì cọp sẽ để cho yên ổn làm ăn, còn nếu bất kính thì sẽ bị cọp trừng trị ngay.
Ở vùng sông nước miền Tây, lại có đình, đền, miếu thờ ông cọp hay ông cả cọp và thay vì thờ thần thánh, người ta lại khói hương nghi ngút, khấn vái thành kính loài vật được cho là thú dữ, sợ hãi và tôn kính cọp, nên người dân lập đình, miếu thờ cọp hằng năm làm heo cống nạp, cầu được bình an, không bị loài hổ trả thù một số dòng họ còn đổi cả họ vì kinh sợ hổ bắt người để trả thù mà lập miếu thờ phụng cầu an. Ở miền Tây Nam Bộ, việc phải "nhờ đến ông Hổ chọn Hương Cả" của Đình đã phản ánh một ký ức kinh hoàng về sự tác oai tác quái của hổ đối với đời sống những cư dân thời bấy giờ.
Cơ sở của tín ngưỡng thờ Hổ ở Nam bộ nói chung và miền Tây Nam bộ nói riêng gắn với buổi ban đầu đi mở đất, mở cõi của những cư dân người Việt đầu tiên trên vùng đất này, một trong những lực lượng thiên nhiên hoang dã, rùng rợn nhất là mà con người phải đối chọi là hổ. Với các đặc điểm về sinh học (bộ mặt hung dữ gớm guốc, lưỡi thè lè đỏ lòm, mắt tròn to sắc lạnh, móng vuốt sắc lại ăn thịt người), hổ trở thành một nổi ám ảnh của người dân mỗi khi phải đối mặt. Trong điều kiện thời bấy giờ con người gần như bất lực, bó tay trước sức mạnh của hổ. Họ sợ hãi, kiêng dè và phải gọi chúng bằng Ông và thờ cúng chúng trong các đình miếu.
Ở Cà Mau ngày trước Cọp nhiều, người dân chống cự không lại nên phải dùng lễ vật (gồm heo sống, bò sống nguyên con) để cúng tế cọp, cầu hòa để được yên ổn làm ăn. Tại vùng Thới Bình, tỉnh Cà Mau có câu chuyện dòng họ Huỳnh có hai người bị hổ moi tim, vì sự cố bị cọp ăn thịt năm xưa nên người dân đã đổi toàn bộ họ Huỳnh thành họ Phan và lập miếu thờ ông cả cọp (cọp ba chân) hằng năm làm heo cống nạp, cầu được bình an, con hổ huyền thoại này bị vướng bẫy heo rừng của thợ săn, và để thoát thân nó đã cắn bỏ một cái chân và sau đó về tấn công trả thù dân làng.
Vùng đất Bình Phước trước còn hoang vu, rừng rậm có nhiều thú dữ, đặc biệt là cọp. Chúng thường xuyên xâm phạm đến con người và phá hoại vật nuôi của cư dân trong xóm làng. Từ đó, tín ngưỡng thờ thần Hổ xuất hiện, nhằm tạo niềm tin bình an yên ổn cho cư dân buổi đầu khai hoang lập ấp và biểu hiện qua hình thức cúng hổ, nếu ai vi phạm lệ tục này thì bị cọp về móc họng chết. Ở vùng đất An Giang trước người ta kinh sợ vì cọp ở nhiều, cọp Hổ Cứ, Tòng Sơn luôn đe dọa và làm ảnh hưởng đến sinh hoạt của nhân dân, họ phải cất miễu thờ "Ông Hổ" trước đình và mỗi lần cúng đáo lệ Kỳ Yên, làng phải dành nguyên cái đầu heo sống để dâng cho ông Hổ. Đêm đến thì ông Hổ về nhận cái đầu heo, nếu không làm như thế thì dân làng phải bị nạn "hổ giảo".

## Hình thức thờ phượng
Hổ được cộng đồng hay cá nhân, hộ gia đình nhiều nơi thờ phượng thông qua nhiều hình thức đa dạng như: dành một không gian tín ngưỡng để thờ cúng như đền, miếu, đình, chùa, bàn thờ tại tư gia. Hổ còn được thờ thông qua hình thức cúng tế các lễ vật dâng lên cho hổ, được vẽ tranh để thờ; gắn liền với thờ Mẫu, cổ tục bầu Ông và người ta còn mê tín sử dụng các bộ phận của hổ làm bùa chú để hộ thể (bùa hộ mệnh). Những hình thức này biểu hiện như:

### Không gian thờ

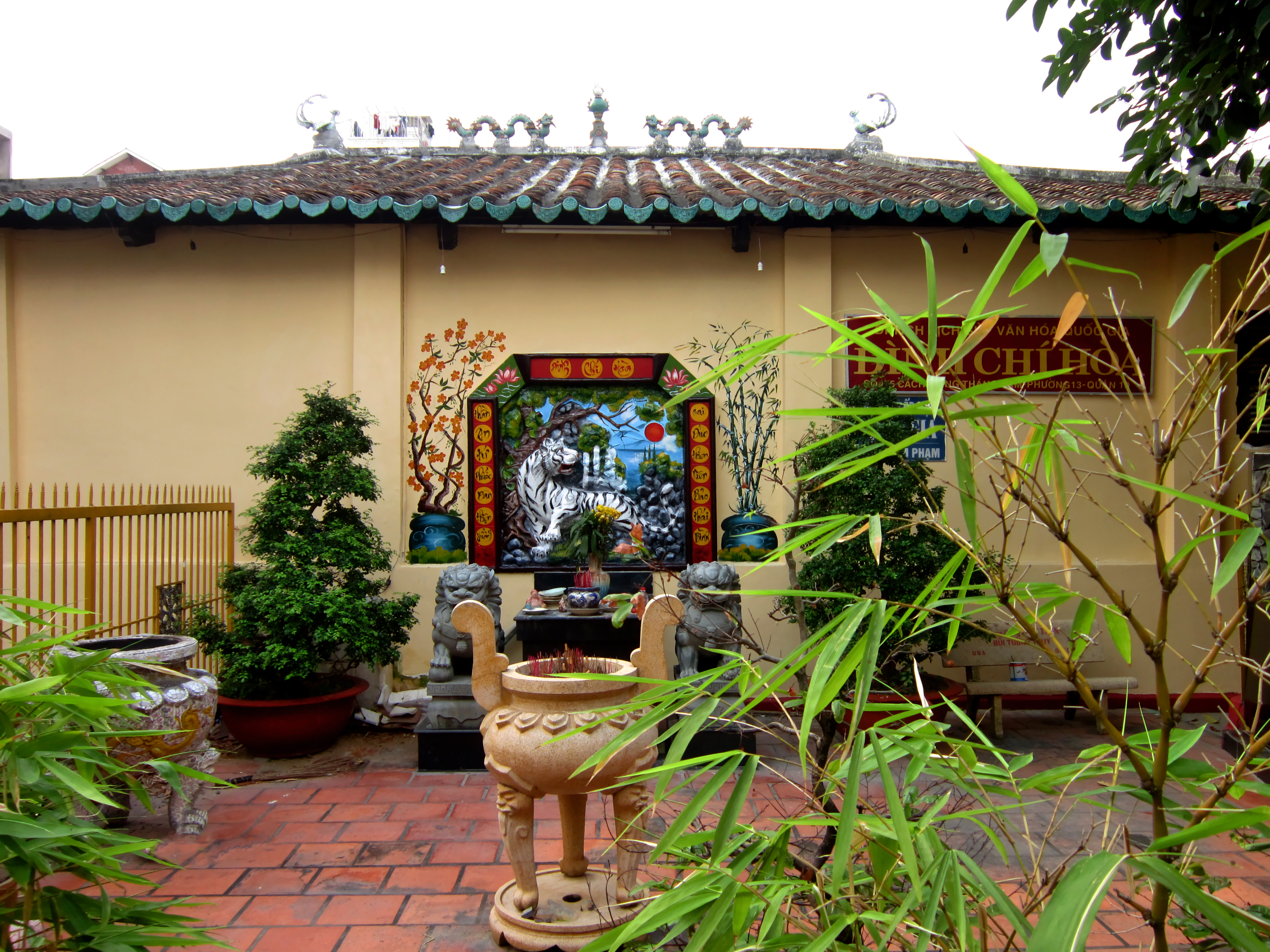
Bàn thờ Thần Hổ ở Đình Chí Hòa tại Thành phố Hồ Chí Minh

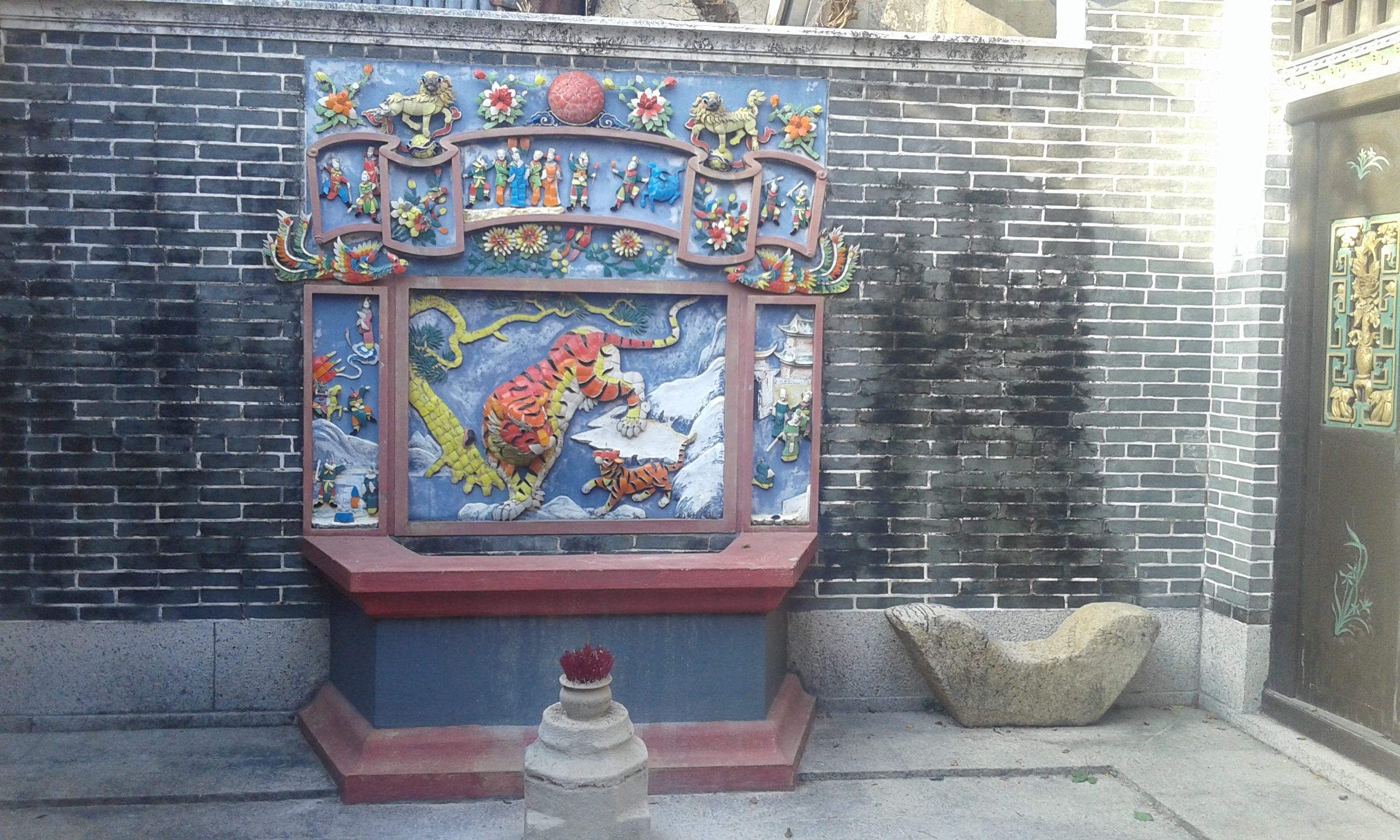
Bàn thờ hổ trong tư gia của người Hoa

Tín ngưỡng dân gian thờ cúng tự nhiên có một vị trí quan trọng trong đời sống tâm linh của người dân, trong đó, phải kể đến tín ngưỡng thờ động vật, cụ thể là tín ngưỡng thờ Hổ. Theo quan niệm dân gian, hổ là vị "chúa tể sơn lâm", cai quản vùng rừng núi. Rải rác trên khắp Việt Nam đều có bàn thờ hoặc miếu thờ thần Bạch Hổ, với các tên gọi: "Sơn quân chi thần", "Sơn quân mãnh hổ", "Sơn lâm chúa xứ" hay "Sơn lâm đại tướng quân". Trong tiềm thức dân gian, "ông ba mươi" là tên gọi đầy uy linh, quyền kính trong những gian thờ, đình, chùa, miếu mạo. Miếu Sơn quân là một mô thức nhất định trong cơ cấu kiến trúc cổ, được dựng lập ngay trong khuôn viên các ngôi đền, đình, miếu, mộ.
Thông thường, loài người vẫn rất sợ những loài thú to lớn hung ác, nên thờ cúng cũng là một cách để tạ lỗi cùng mãnh thú. Những ngôi miếu có thờ phượng thú linh sẽ giúp dân làng trừ tà, trấn yêu, diệt quỷ. Biểu hiện của tín ngưỡng thờ cọp thường thấy nhất là dưới dạng miếu nhỏ hoặc các bình phong ở đình làng. Một số nơi ông Hổ được thay thế bằng các phù điêu đắp nổi hình sư tử. Trên các bình phong này là hình đắp nổi chúa sơn lâm (thường màu vàng), từ trên núi bước xuống trông rất oai vệ, Một số đình thay vì là các bình phong ở trước đình là các tượng hổ. Ở Nam bộ còn có dạng tồn tại khác về cọp là miếu thờ cọp. Phần lớn các đình làng ở Nam bộ đều có miếu thờ, tượng thờ ông Hổ. Các đình làng, chùa, miếu ở Nam Bộ đều có ban thờ thần Hổ.
Ở những chốn tâm linh như đình, chùa, miếu mạo, lăng tẩm, nơi thờ tự có những đồ án trang trí với nhiều hình thù độc đáo, nổi bật nổi bật là hình các linh vật quen thuộc gồm nhóm Tứ linh gồm: Long (rồng), Lân, Quy (rùa), Phượng và thêm bốn con vật khác là Ngư (cá chép), Bức (con dơi), Hạc và Hổ (cọp), được gọi chung là "Bát vật", được thể hiện qua nghệ thuật trang trí sinh động và linh thiêng. Trong nhóm Bát vật thì hổ là con vật có thật, tượng trưng cho sức mạnh thiêng liêng, là vị thần bảo vệ trấn giữ các phương chống lại mọi tà ma, nên hổ đã trở thành một đề tài phổ biến trong tranh dân gian và là đồ án cần thiết ở bức bình phong, hai bên cổng đình, chùa, miếu, mạo, hình ảnh hổ nổi bật màu sắc và vết vằn của của lông hổ để cách điệu thành những hình trang trí.
Các đình làng ở Nam bộ phần lớn đều có miễu thờ thần hổ, ở về phía trái sân đình, với tước "Sơn Lâm chúa tể". Trên bức bình phong tại cổng các đền chùa, người ta thường đắp một con hổ đang bước xuống những bậc đá gập ghềnh. Với tư thế đó, hổ biểu hiện cho sức mạnh của thế giới Diêm Vương. Người ta còn thờ Ngũ hổ để tượng trưng cho năm phương: Hoàng hổ ở giữa gọi là Trung tâm, Xích hổ là phương Nam, Lục hổ là phương Đông, Bạch hổ là phương Tây và Hắc hổ là phương Bắc. Tất cả đều mang ý nghĩa cầu mưa và cầu cho mọi sự sinh sôi, phát triển.
Trong kiến trúc Đình làng Nam Bộ thì có Bình phong nằm chính giữa phía trước sân đình, mặt bình phong thường đắp nổi hoặc vẽ cảnh cọp vàng (hoàng hổ) đứng bên gộp đá lởm chởm, có một cây cổ thụ gie cành lá; hoặc cảnh long mã chở cái phù đồ, hoặc cảnh long hổ hội (cọp dưới đất ngước lên nhìn rồng đang bay ẩn trong mây nhìn xuống); cốt để biểu thị âm dương hòa hợp. Sân đình Hai bên đàn thường là các miễu thờ cọp (Chúa xứ Sơn quân). Hay còn có bàn thờ Hội đồng ngoại (gồm các vị thần sau: Mục đồng, Hậu thổ, Bà chúa Ngọc, chúa Ngung, Chúa Xứ, Ngũ hành nương nương, Táo quân, Cọp, Cá Voi).
Miếu thờ Cả Cọp thường ở gần đình, có nơi thờ cốt tượng hoặc hộp sọ cọp chết rũ. Có nơi thờ bài vị với các danh hiệu: Sơn Quân chi Thần, Lý Nhĩ Đại tướng Quân, Sơn Lâm Hổ lang chi Thần, Hội đồng Hương Thôn chi Thần, Mãnh Hổ Đại tướng Quân, Ngũ Hổ Đại tướng Quân, Hổ phụ húy Phạm Văn Thích, Hổ mẫu húy Trần Thị Hà Sơn Quân Chúa Tể Mãnh Hổ Lý Nhĩ chi Thần. Các đình làng ven rừng còn tòng tự thêm: Mộc Trụ Dương Thần (Thần gốc cây còn sót lại sau khi khai hoang), Thanh U Bạch Nha chi Thần (Thần rừng xanh răng trắng), Ác Lang chi Thần (Thần sói dữ), Tam đầu nhà lang, Tứ đầu nhà cầm (sói ba đầu, chim bốn đầu).
Tín ngưỡng thờ cúng thần hổ trong các ngôi đình, đền, miếu là một trong những nét đẹp văn hóa mang tính nhân văn của người Việt có mặt ở mọi nơi trên đất nước Việt Nam. Duy trì tín ngưỡng này không chỉ giữ nét tín ngưỡng có giá trị lịch sử và văn hóa mà còn là sản phẩm tinh thần gắn liền với sự phát triển của một vùng đất, từ quá trình định cư và cộng cư. Hình thức tín ngưỡng này còn thể hiện lòng biết ơn của cộng đồng cư dân trước việc thiên nhiên đã dung chứa con người từ những ngày đầu mở đất, đây cũng là một nét đẹp văn hóa truyền thống của các dân tộc sinh sống ở Việt Nam.
Ngoài ra, bên cạnh việc thờ phụng hổ trong những không gian công cộng của cộng đồng thì trong nhiều hộ gia đình (tư gia), người ta thường thờ thần Bạch Hổ, hoặc thần Ngũ Hổ tức là năm thần Hổ năm sắc. Bàn thờ thường lập một nơi riêng, nhiều khi là ở một chiếc bàn xây ngoài sân, hay chiếc miếu xây ở ngoài vườn đối với những gia đình ở gần chân núi. Cũng có những nơi vào tối 30 Tết, người ta thường dùng vôi trắng vẽ hình hổ phục ở 4 góc sân nhà nhằm trừ đuổi tà ma, quỷ quái, cầu cho mọi người được khỏe mạnh, bình an, chăn nuôi, trồng trọt đều hanh thông, phát đạt. Trường hợp khi thờ chung với thần Mễ (thần thóc gạo), người ta đã sắm một bức tranh thần hổ dán dưới chân bịch gạo, có khi thì chạm khắc thành một tấm phù điêu, chuyển thành hương án, khu thờ này vẫn đặt dưới gầm tranh thần hổ. Thần hổ có khi được thờ một con, theo ngũ hành mà tô màu hoặc là tranh ngũ hổ với năm ông ngồi theo phương vị trung tâm và bốn phía. Hình thức này đơn giản, khi chỉ là một gian thờ nhỏ, vẽ rồng phượng trên tường và một bát hương, khi là một cây hương nhỏ, bát hương ở trên và thần hổ đắp bằng phù điêu phía dưới.

### Cúng tế
Việc cúng tế thần Hổ được thể hiện qua việc dâng lên cho Hổ những lễ vật và thực hành các nghi lễ tôn nghiêm. Hình thức này diễn ra ở nhiều nơi, trong nhiều cộng đồng người. Việc thờ cúng thần hổ luôn được phối hưởng vật phẩm thờ tự mỗi khi có lễ là để nhớ đến công lao các bậc tiền nhân. Đây cũng là một nét đẹp văn hóa truyền thống góp phần bổ sung vào kho tàng văn hóa dân tộc Việt Nam.

#### Lễ vật

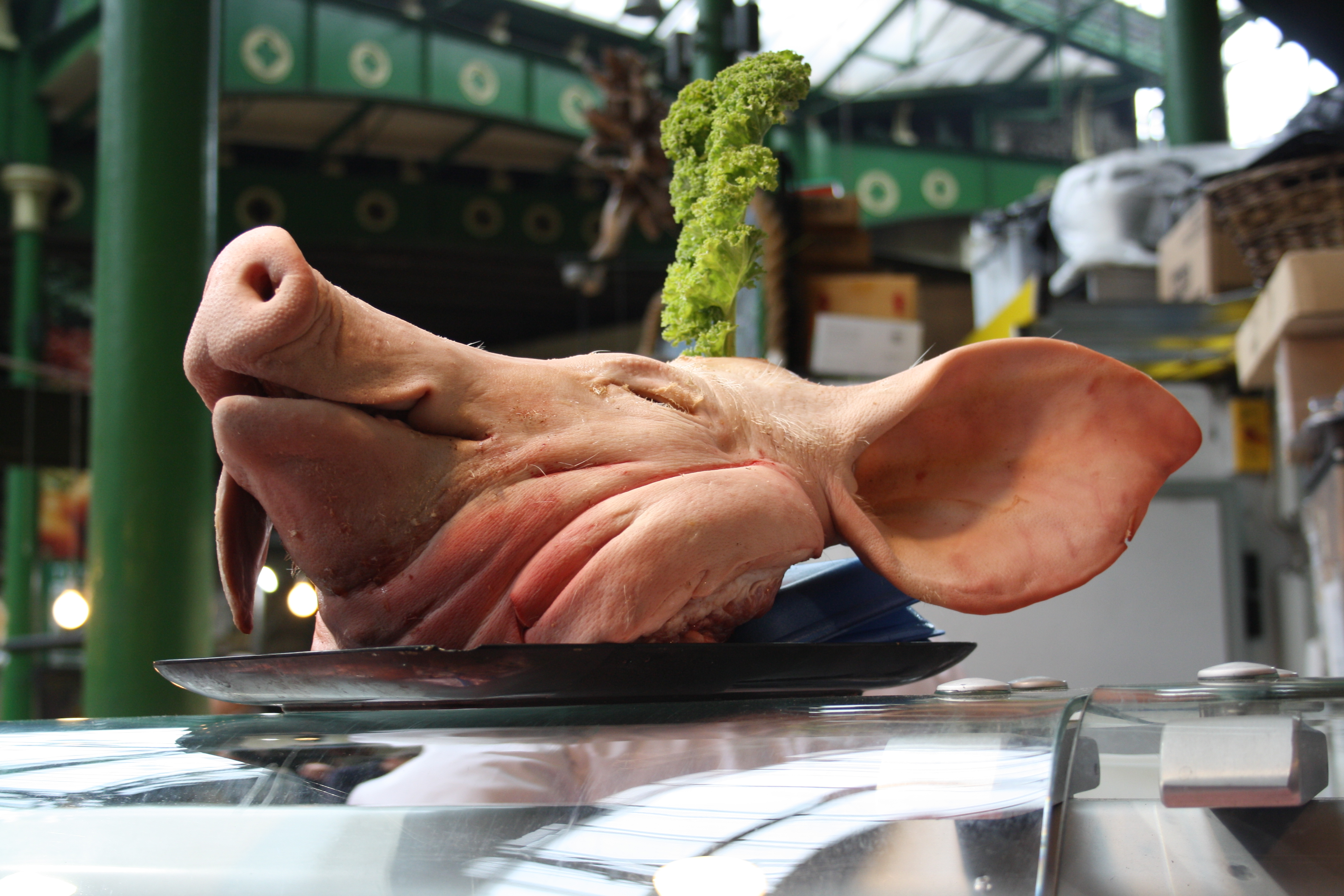
Lễ cúng hổ trong miền Nam còn dâng thủ vĩ (đầu heo) và phủ lên nhành lá

Với niềm tôn kính loài hổ, ngoài việc thờ cúng tổ tiên, nhiều gia đình người Việt còn thờ "Ông Ba mươi". Vào những ngày rằm, mùng một hoặc lễ chạp, ngoài hương hoa, còn cúng một miếng thịt heo sống trên bàn thờ "Ông hổ". Trong ngày Tất niên, người ta thường làm hai mâm cỗ, một mâm cúng gia tiên trong nhà và một mâm cúng thiên địa ở khoảng sân trước nhà trong đó, một số cộng đồng lấy con hổ là vật thờ thì gọi là cúng Ông Ba Mươi (cùng thời điểm với ngày 30 Tết). Cúng Thần Hổ cũng cúng vào những ngày sóc vọng hoặc trong nhà có công việc gì cáo với gia tiên. Việc thờ cúng thần Hổ ngoài trầu rượu phải cúng mặn phải dùng thịt sống hay trứng sống làm đồ lễ.
Trong việc thực hành thờ đạo Mẫu ở Miền Bắc. Lễ vật tiến cúng lên các vị thần linh, lễ vật này tuỳ theo tâm của mỗi người nhưng cũng phải theo một quy định chặt chẽ trong đó phải có trứng, thịt sống cho ban Ngũ Hổ. Hổ được nâng tầm thành con vật linh thiêng nhưng dù vậy trong ý thức dân dã thì hổ cũng được đồng nhất với chúa Sơn lâm, cho nên người ta đem thịt sống tới cúng như để thoả mãn một nhu cầu đời thường của cuộc sống tự nhiên của hổ. Khi cúng hổ trong đạo Mẫu nên đem trứng sống tới cúng ở ban này có nghĩa như đưa linh hồn của các kiếp đời đã qua đến đây để cầu sự bảo trợ của sức mạnh thiêng liêng này, trứng được coi là vật tụ linh hồn.
Đồ lễ dâng cúng trong thục thờ Mẫu để bài bản gồm thường gồm 5 lễ vật (Ngũ lễ): Một miếng thịt lợn sống (phần vai), thái vuông to, khía thành 5 phần mỏng không đứt; Năm quả trứng sống; muối; gạo; một chai rượu. Đến nay, việc sắm sửa lễ vật có thể đơn giản hay phức tạp, do quan niệm của mỗi người. Người thì cho rằng đi lễ thành tâm, có thể dâng hoa quả, trầu cau, bánh kẹo, rượu, chè thuốc. Người cầu kỳ thì chuẩn bị đồ lễ chu đáo, cẩn thận theo đúng sở thích của ngài Hổ. Một số khác có quan điểm thực dụng, dâng Ngài rất nhiều đồ lễ cao sang, đắt tiền nhưng tất cả đều tùy tâm, tùy lòng thành.
Tuy nhiên, trong các nghi lễ chính thức của đạo Mẫu, thủ nhang, thanh đồng hầu thánh vẫn giữ đúng quy luật dâng đồ lễ cho ngũ hổ gồm thịt khía năm miếng, trứng năm quả, gạo, muối, tiền vàng. Trong những đàn lễ lớn của tứ phủ, ngoài đồ lễ trên, thanh đồng, thủ nhang còn sắm sửa một mâm cơm canh khao ngũ hổ, năm chén rượu trắng. Họ tin rằng, các ngài (trong đó có thần Hổ) sẽ về chứng đàn lễ, phù hộ cho canh đàn khóa lễ được thập toàn viên mãn. Bên cạnh đồ lễ, đồ mã cũng được chuẩn bị cầu kỳ, cẩn thận, gồm năm hình ông hổ được đan từ những thanh nứa, với năm màu sắc. Đồ mã lễ xong được đem ra hóa (đốt) để các ngài chứng tâm cho chủ lễ.
Hổ trắng là biểu tượng của thần chữa bệnh và thần Tài, có một thời được các lương y và nhà buôn thờ và trong một số hoàn cảnh đặc biệt Thần Hổ trắng còn là biểu tượng của thần chữa bệnh và thần tài của một số gia đình hiện nay đang buôn bán phát lộc, thường tôn thờ ông Hổ. Hàng ngày đèn nhang, lễ vật bằng trứng sống đều đặn, coi đó như linh vật trong tâm thức, tín ngưỡng dân gian. Vào những ngày rằm, mùng một hoặc lễ chạp, ngoài hương hoa, những người lớn tuổi còn cúng một miếng thịt heo sống trên bàn thờ ông Hổ.
Người ta cũng thường cúng hổ bằng gạo vì hình ảnh thần Hổ và thần Mễ tiên sinh cũng gắn với nhau. Thần hổ tượng trưng cho thế lực dưới đất, đối lập với con rồng tượng trưng cho thế lực trên trời. Trời đất giao hòa, âm dương quân bình, tất mưa thuận gió hòa, mùa màng tươi tốt, tổ tiên thần Mễ (thóc gạo) và thần hổ được thờ cúng trong cùng một chỗ là thể hiện của một tín ngưỡng thiết thực, ngay từ khi làm bịch thóc người ta đã sắm một bức tranh thần hổ dán dưới chân bịch, có khi thì chạm khắc thành một tấm phù điêu với quan niệm "xưa bày, nay làm" mà cứ thế những tục thờ phụng cúng bái này được lưu truyền đi.
Ở Miền Nam, người xưa tin rằng "ông Ba Mươi" rất linh nghiệm nên có tục cúng đầu heo vào các dịp cúng đình. Thời trước, các ông hương chức cũ đều đem một cái đầu heo đến trước miếu thờ ông hổ trong các dịp cúng đình. Điều kỳ lạ là sau khi tàn nhang, người ta quay ra chỗ cúng thì không còn thấy cái đầu heo nữa. Sau này, hiện đại hơn, người dân vẫn giữ tục cúng heo nhưng không để nguyên nữa mà xẻ ra thành thịt, nhiều năm trở lại đây, chuyện mất đầu heo trong các lễ cúng không diễn ra. Ở miền Nam, về lễ cúng đầu heo thường có nhành cây che lên. Truyền thuyết về cọp ở địa phương trong miền Nam về một lão nông khi đem cơm ra ruộng cho công cấy, thấy một ông Cọp nấp ở bìa rừng, nó cầm lên để xuống nhiều lần một nhánh lá cây che mặt để nhìn ra đám công cấy ngoài ruộng.
Chờ Cọp bỏ vào rừng, ông lão nhặt cành lá ấy đưa lên nhìn xuyên qua đó ngó ra đám công cấy thì thấy trong đám thợ cấy có một người biến dạng thành con heo và đoán chắc người có dạng heo khi nhìn qua cành lá ấy sẽ bị cọp vồ, dù đã cố sức che chắn, bảo vệ nhưng đến một đoạn đường, ông Cọp nhanh như chớp không biết ẩn từ đâu phóng ra vồ đúng người ấy tha đi mất. Truyện kể này, xác tín rằng ông Trời không cho phép cọp bắt người ăn thịt, nó chỉ được bắt thú vật để sống. Riêng những người có số phận phải bị cọp ăn thì cọp nhìn qua cành lá sẽ thấy hình dáng họ biến thành heo. Kẻ ấy, cọp được phép ăn thịt. Từ đó, lệ cúng heo (hay đầu heo) cho cọp thường phải bẻ một nhánh lá cây đậy lên. Cọp đến thụ hưởng lễ vật cầm nhánh lá ấy, để nhìn và xác định đó đúng là heo thì cọp mới ăn. Đó là cổ tục từ xưa, nay không còn thực hành nữa, chỉ thấy tục lấy mỡ chài phủ kín đầu con heo cúng Bạch Hổ.
Đối với những người nấu cao hổ cốt hay làm thit hổ, xuất phát từ việc hổ là con vật được coi là chúa sơn lâm và được nhiều nơi người dân đưa vào đền, miếu để thờ, theo quan niệm khi dùng hổ làm thuốc trị bệnh cứu người thì cũng phải được sự đồng ý của vong hồn "Ông Hổ" vì vậy, trước khi mang xương hổ đi làm sạch, người chủ nấu cao phải để bộ xương của hổ xếp theo đúng hình hài trên một chiếc bàn phủ vải điều và bày ở giữa sân. Lễ vật dâng lên cho Hổ gồm có một chiếc thủ lợn, đuôi lợn để sống và có hương nến cẩn thận. Trước đó, người chủ phải trai giới ít nhất là bảy ngày, đồng thời không được sát sinh bất cứ con vật nào. Việc cúng lễ được tiến hành trước khi mặt trời mọc, trong thời gian hành lễ, đàn bà con gái không được tới gần, những người nấu cao hổ vẫn thường duy trì tập tục cúng bái trước mỗi lần hành sự (không như việc mổ trâu, bò, gà, lợn) vì sợ rằng vong linh hổ sẽ báo oán, ám bệnh tật, chết yểu, làm lụn bại, tán gia bại sản, vướng phải vòng lao lý.

#### Các vùng

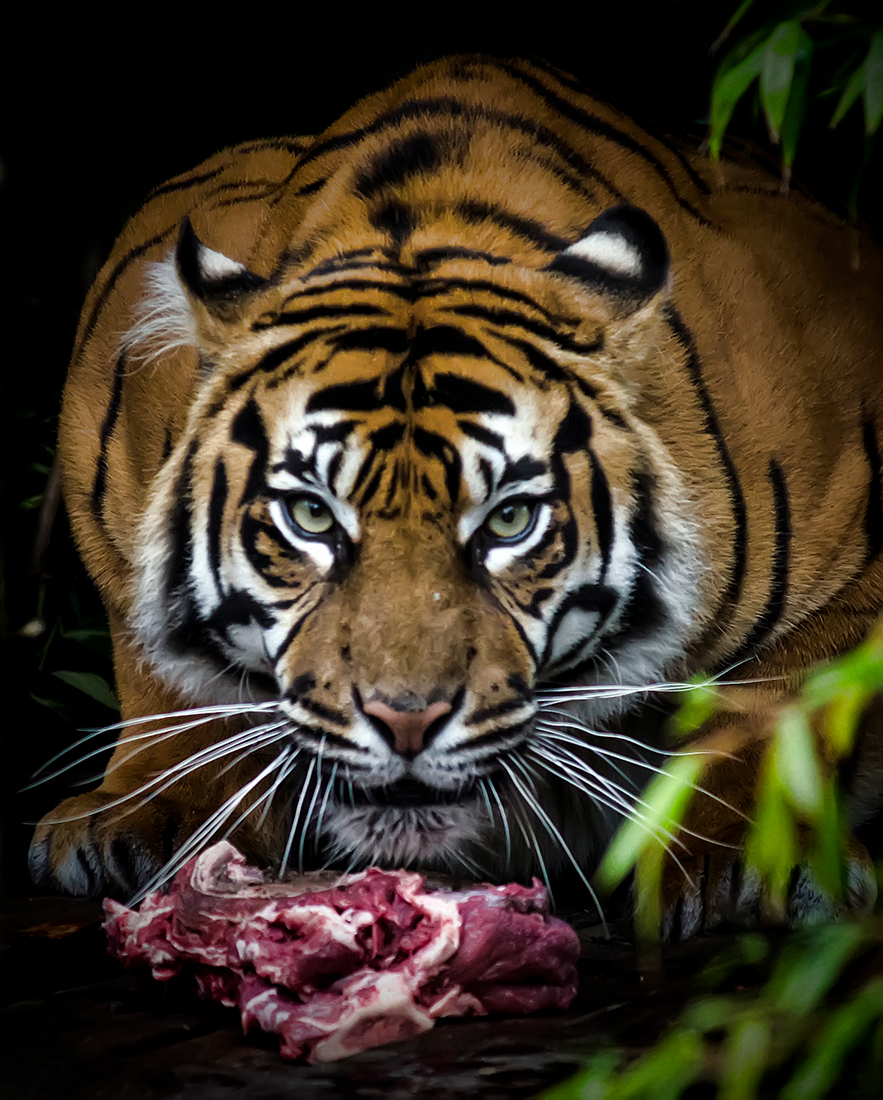
Nhiều người dân sơn tràng vào rừng thường xách theo cân thịt bèo nhèo để dâng cho hổ, thỏa cơn đói khát của chúng để chúng không vồ người

Ở Bình Phước trước đây, hàng năm vào các dịp lễ, người dân trong xã thuộc Bình Phước đều phải bày các vật phẩm cúng thần hổ, gồm trà rượu, nhang đèn, thịt heo sống, trứng gà, trứng vịt sống. Dân làng phải làm lễ bầu Ông rồi cúng cho ông Cả Cọp một cái thủ vị và dâng tờ cử chức Hương Cả. Đến cuối thế kỷ XIX, tục lệ này được bãi bỏ. Một số nơi, tục lệ này vẫn được duy trì, duy trì thường xuyên vào các tiết xuân, hạ, thu, đông, tại đền Trần Hưng Đạo thường tổ chức lễ cúng lớn vào mồng 3 tháng 3, ngày 20 tháng 8 và dành một khoảng không gian trước đền để cúng thần hổ, tạo niềm tin bình an cho nhân dân trong vùng.
Hằng năm, ở đình khi diễn ra lễ cúng tế, tại bàn thờ thần Hổ ở Biên Hòa-Đồng Nai thường được cúng bằng thịt heo. Có những nơi, người ta tin rằng, vào ban đêm, thần Hổ sẽ về hưởng và đem một tờ sớ khác cho làng xóm. Nhiều thế hệ tại miếu Cọp Bạch ở Phú Yên lần lượt trông coi và cúng tế miếu Ông Cọp vào những ngày rằm, mùng một và đặc biệt là hai lễ cúng lớn vào dịp tiết thanh minh tháng 3 với lễ vật đồ chay vào tiết lập thu tháng 8 với lễ vật heo, gà, vào tiết thanh minh (tháng 3 âm lịch) và lập thu (tháng 8 âm lịch), rất nhiều người dân địa phương và khách hành hương về miều Cọp Bạch ở Phú Yên dự cúng. Khi thì cúng chay, khi thì cúng heo, bò. Vào tiết thanh minh, (tháng 3 âm lịch), khách thập phương về viếng và cúng miếu rất đông. Những người lớn tuổi ở địa phương sẽ đảm trách việc cúng, tế lễ, cáo trờ đất.
Người dân Dùi Chiêng, Quảng Nam tổ chức lễ cúng "ông Trùm" (hổ) vào ngày mồng 7 tháng Giêng hằng năm, họ làm heo, gà để dâng lên ngài. Sau khi cúng xong, dân làng phải để lại nguyên cái đầu heo trên bàn thờ để hổ ra ăn phong tục này là do hổ có sức mạnh lớn và họ cũng rất tôn sùng con vật này. Còn phần thịt heo, thịt gà, cơm, rượu, mọi người cùng tề tựu ăn uống, vui chơi. Sau khi dân làng về, thường thì cái đầu heo đó được hổ ra tha về núi để ăn. Sau này khi hổ ít dần, đầu heo được để đây 3 ngày, nếu hổ không ra ăn thì người dân mới được mang về nhà. Do vậy mỗi tối người cai quản miếu thường mang đầu heo về nấu lại cho khỏi hỏng, sáng mai lại tiếp tục mang lên bàn thờ miếu. Do sống chủ yếu nhờ rừng nên mỗi khi đến tháng giêng, khu dinh thờ chật kín người đến thắp hương, hội làng để chuẩn bị vào năm làm rừng mới.
Chiều ba mươi Tết người dân ở Cần Thơ cũng bày lễ vật ra sân để cúng ông Hổ chung với lễ cúng Tất Niên. Lễ vật gồm chè, xôi, que, hột, tợ, thêm một con gà trống luộc nguyên con hai chân tréo ngược ra sau lưng, có cả một xấp giấy hồng đơn in hình ông Cọp trông dữ dằn. Chủ gia thành tâm cầu xin Sơn Lâm Chúa Tướng thương tình đi nơi khác làm ăn, đừng về làng gây tai họa. Còn ngày Mồng Bốn Tết sau khi cúng đốt giấy tiễn đưa ông bà, cúng Ông Hổ xong, thường dán trước cửa nhà tờ giấy hồng điều in hình cọp màu đen với lòng tin là Ông Ba Mươi sẽ trấn giữ nơi cửa, không cho tà ma đột nhập vào nhà hại người. Còn miếu thờ cọp được cúng bằng một con heo trắng và xôi bánh trong các dịp Kỳ Yên
Nghi thức cúng tế trong Lễ Thượng Điền đình Bình Thủy Cần Thơ có Lễ Tế Sơn Quân: Sau Lễ Tôn Vương là Lễ tế Sơn Quân tức lễ cúng ông Hổ được thực hiện ở miếu Sơn Quân bên phải chính điện. Đội nhạc lễ mở đầu buổi lễ tế bằng một chầu nhạc dâng Thần, tiếp theo là lễ bái của trưởng đình, phó đình và các vị chức sắc cao niên. Cuối cùng, vị Hương văn đọc sớ và đốt sớ, xem như kết thúc nghi thức Lễ tế Sơn Quân. Trong khi tế lễ có đoạn: "Cao nhai chủ tể lý lâm quân bách thú độc tôn chi vị. Sơn đầu tối dã thinh xuất thái bình quần cầm chủ tể phụng hoàng độc tôn chi vị. Tạm dịch: Trên sườn núi cáo chỉ có một mình ta làm chúa tể, sửa trị cả trăm ác thú trong rừng.Trên chót núi có tiếng kêu thái bình chỉ có chim phụng hoàng xuân làm chúa tể loài chim".

#### Dân tộc
Người Khơ mú là một dân tộc thiểu số sống ở miền Tây của Nghệ An thuộc Việt Nam, dân tộc này tự coi mình thuộc họ Rvai (hổ) và họ có nghi lễ cúng ma nhà (Hrôigang) Một tập quán ăn sâu vào tình cảm và tiềm thức của người Khơ mú. Trong các hội hè, các nghi lễ người hóa trang giống như hổ. Họ diễn lại các động tác của vật tổ của dòng họ vào dịp tết Nguyên đán, hội hè với ý thức tự nhắc nhở và giáo dục những người trong cộng đồng rằng mình là người họ hổ.
Với quan niệm hổ là tổ tiên của mình, người Khơ mú thuộc họ Rvai kiêng không động tay vào hổ, không săn bắt, giết, ăn thịt hổ. Khi gặp hổ chết, người Khơ mú khóc than thật sự như tổ tiên mình qua đời. Khi còn sống, người ta kiêng đắp chăn sặc sỡ như lông hổ, khi chết, người ta đặt bên cạnh người chết một chiếc chăn giống màu lông hổ, để hồn được siêu thoát, trở về với hổ, có nghĩa là về với tổ tiên. Người ta tin rằng khi chết đi, họ sẽ hóa thành kiếp hổ.
Người Tà Ôi có tục thờ đầu hổ xuất phát từ niềm tin rằng hổ sẽ báo mộng cho người ta biết làng sắp gặp chuyện chiến tranh, mất mùa, có dịch bệnh. Các điềm báo xấu đó thông qua giấc mộng đến với người trong làng. Hàng năm, người ta vẫn đến tiến hành thăm nhà mồ có đầu hổ. Trong các thôn của xã Nhâm chỉ có làng Nhâm I còn có tục thờ thần hổ, làng Ka Linh, Tà Kêu trước đây ở Lào cũng có tục này.
Hàng năm khi người Tà Ôi tiến hành tổ chức ăn năm mới, hay cúng khánh thành nhà rông, thần hổ đều được chia phần, khi tuốt lúa mới phải thổi cơm dành phần cho thần hổ ăn. Người Chu Ru ở Lâm Đồng cũng cúng cho hổ vào tháng hai hàng năm, người Chu Ru còn cúng Yang Wer. Đó là một cây cổ thụ gần làng và được coi là một nơi ngự trị của một vị thần có nhiều quyền phép. Họ thường làm những hình nộm như đầu voi, đầu cọp, đầu dê, đầu trâu bằng gỗ hoặc bằng củ chuối, với đồ ăn, thức uống mang tới gốc cây Yang Wer để cúng.
Còn có tập quán đi săn Hổ của người Sán Dìu, thường tổ chức đi săn vào dịp nông nhàn, dịp đầu xuân mới hoặc khi phát hiện được con thú lớn là Hổ đi kiếm ăn. Nếu bắn được con Hổ to thì đem về nhà người trực tiếp bắn trúng để làm thịt, và cúng báo mời tổ tiên về ăn mừng để cầu xin tổ tiên phù hộ độ trì cho lần sau đi săn bắn được nhiều con Hổ và an toàn hơn. Sau khi cúng xong, họ lấy thịt Hổ ra để chia phần cho người trực tiếp bắn trúng được riêng một vai, đầu và bốn chân. Số thịt còn lại chia đều cho những người đi săn, nếu ai có chó săn đi cùng thì được thêm nửa phần của người đi săn. Nếu bắn được Hổ nhỏ thì họ sẽ không chia phần, mà chỉ mang về nhà người trực tiếp bắn trúng, làm thịt, không phải cúng tổ tiên rồi liên hoan một bữa vui vẻ, chúc mừng nhau lần sau sẽ săn được một con Hổ to hơn. Nếu săn được con Hổ và dịp dầu xuân thì người ta tin rằng năm ấy sẽ có sức khoẻ như Hổ, và luôn gặt hái được nhiều thành công, may mắn.
Truyền thuyết người Mường kể rằng, người Mường đến định cư ở vùng Thạch Thành này đã mấy trăm năm. Khi đó, vùng đất này chỉ có rừng già, khỉ vượn và là lãnh địa của cọp, người Mường nơi đây đã xâm phạm đến lãnh địa tôn nghiêm của cọp, nên cọp mới báo thù mà giết hại nhiều người, từ xưa đến nay, một số họ tộc người Mường ở vùng đất này vẫn thờ một con cọp, mà trong suy nghĩ của họ, nó là con cọp đã thành tinh. Nhiều gia đình xưa kia còn kinh sợ đến nỗi đặt hương án để thờ con hổ đó với niềm tin rằng, hễ thờ nó, nó sẽ không làm hại, thậm chí còn phù hộ cho làm ăn, cày cấy được phát đạt, dễ dàng.
Trước kia mỗi năm bốn lần, đủ bốn mùa, các bản làng người Mường đều phải sắm trâu, bò, hoặc ít nhất cũng phải là dê, lợn, đem vào rừng cúng tế. Họ dựng ban thờ bằng tre, cắt tiết mổ gà, bày cả xôi thịt, rượu ngon cúng bái. Thầy cúng làm xong phận sự, thì lễ vật là trâu, bò, dê, lợn sẽ được cột vào gốc cây, rồi mọi người kéo về làng. Từ cánh rừng nơi bày lễ cúng bái, tiếng gầm vang lên từ cánh rừng hoang thẳm, tĩnh mịch, khiến tất thảy đều sợ hãi. Tiếng trâu, bò rống thảm thiết rồi tắt lịm sau một cú đớp rung chuyển núi rừng. Sớm hôm sau, dân bản kéo vào rừng, chỉ thấy còn cặp sừng trâu, bò, hoặc vài mẩu xương lợn, họ cho rằng Hổ thành tinh đã về thưởng thức lễ vật. Năm nào dân bản cúng bái đầy đủ, thì không có ai mất mạng, còn không cúng thần hổ, thì mạng người phải thế cho lễ vật.

### Tranh thờ

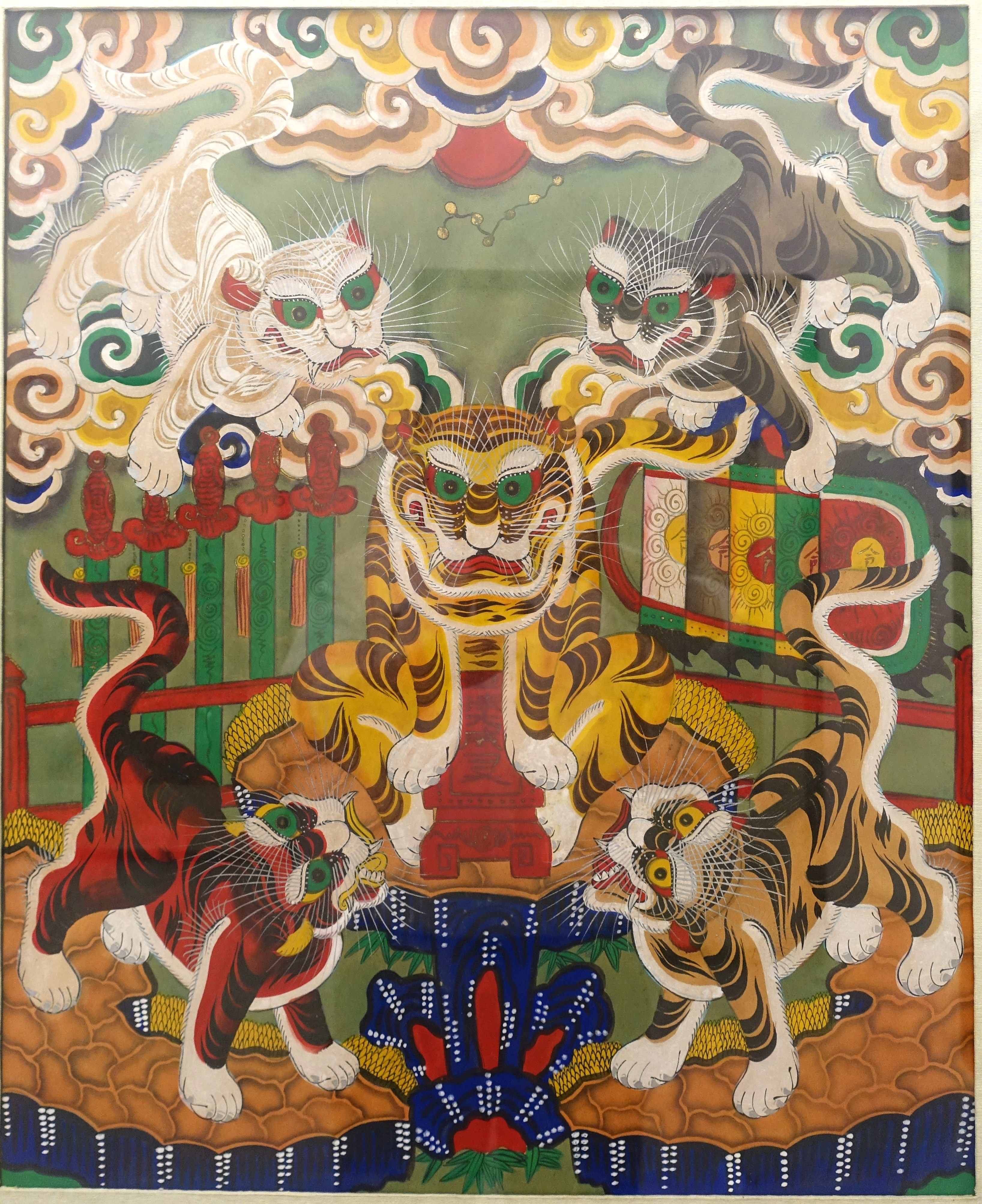
Tranh Ngũ hổ hàng trống

Không phải đền phủ nào cũng có tượng các vị thần linh để thờ, mà thường được thay thế bằng các bức tranh thờ dân gian, đó là những bức tranh được vẽ đơn giản, bằng chất liệu tự nhiên. Bố cục của tranh thờ không tuân theo luật viễn cận mà thường tuỳ theo chủ đề, hay địa vị của nhân vật mà người nghệ nhân sẽ thể hiện mức độ to nhỏ khác nhau, nhằm gây ấn tượng cho người xem tranh. Năm màu sắc chính: xanh, vàng, đỏ, trắng, đen, là ngũ sắc theo quan niệm ngũ hành, ngũ phương. Với bố cục chặt chẽ, đường nét, màu sắc sinh động, đã làm cho "Ngũ Hổ" trở thành một trong những bức tranh dân gian đạt giá trị nghệ thuật cao Bên cạnh những đồ thờ được bày ra.
Xuất phát từ tục thờ hổ, thần thánh hóa loài vật này, các nghệ nhân dân gian cũng xây dựng biểu tượng hổ qua nhiều chất liệu, trong đó hình thức tranh thờ đóng vai trò quan trọng, đặc biệt là ở Việt Nam. Nhưng mẫu tranh được biết đến nhiều nhất là tranh Ngũ hổ của phố Hàng Trống (Hà Nội), ngoài ra còn tranh Đông Hồ. Trong tín ngưỡng dân gian có nhiều tranh để thờ hổ như Hắc hổ, Bạch hổ, Độc hổ, Ngũ hổ. Tranh Ngũ hổ còn gọi là tranh Ông Năm Dinh, tượng trưng cho năm vị thần tướng ngự trị ngũ phương (năm phương trời), được vẽ thành năm màu:
- Hoàng hổ tướng quân (màu vàng) trấn nhậm trung tâm/Trung khu (hành Thổ): Một con hổ màu vàng trấn nhậm chính giữa trung tâm
- Hắc hổ tướng quân (màu đen) trấn nhậm phương Bắc/Bắc khu (hành Thủy): Một con hổ màu đen trấn nhậm phương Bắc
- Bạch hổ tướng quân (màu trắng) trấn nhậm phương Tây/Tây khu (hành Kim): Một con hổ màu trắng nằm trấn nhậm hướng Tây
- Xích hổ tướng quân (màu đỏ) trấn nhậm phương Nam/Nam khu (hành Hỏa): Một hổ màu đỏ sậm nằm trấn nhậm phía Nam
- Thanh hổ tướng quân (màu xanh) trấn nhậm phương Đông/Đông khu (hành Mộc): Một con hổ mày xanh nằm trấn giữ hướng Đông

Trong Đạo giáo Việt Nam thì các pháp sư Việt Nam từ Bắc chí Nam còn thường hay thờ các thần Ngũ Hổ bằng bức tranh con hổ hay Quan Lớn Tuần Tranh và hai con rắn Thanh Xà và Bạch Xà quấn trên xà nhà trước bàn thờ. Tranh dân gian Đông Hồ còn có bức vẽ Huyền Đàn Trấn Môn, vẽ hình một vị Thần mặc áo xanh, cưỡi trên lưng một con cọp màu đen, cũng được gọi là Hắc Hổ Huyền Đàn hay Huyền Đàn Nguyên Soái. Trong hệ thống Đạo giáo được phong là "Như ý Chánh nhất Long hổ Huyền Đàn Chân quân", cai quản các Cát thần lo việc giúp người lương thiện. Ngày xưa tranh được dán nơi cửa chính ra vào của ngôi nhà. Huyền Đàn Trấn Môn thực chất được sử dụng như một lá bùa (linh phù), có công năng trấn giữ cửa nẻo, ngăn ngừa tà ma.

#### Quan niệm

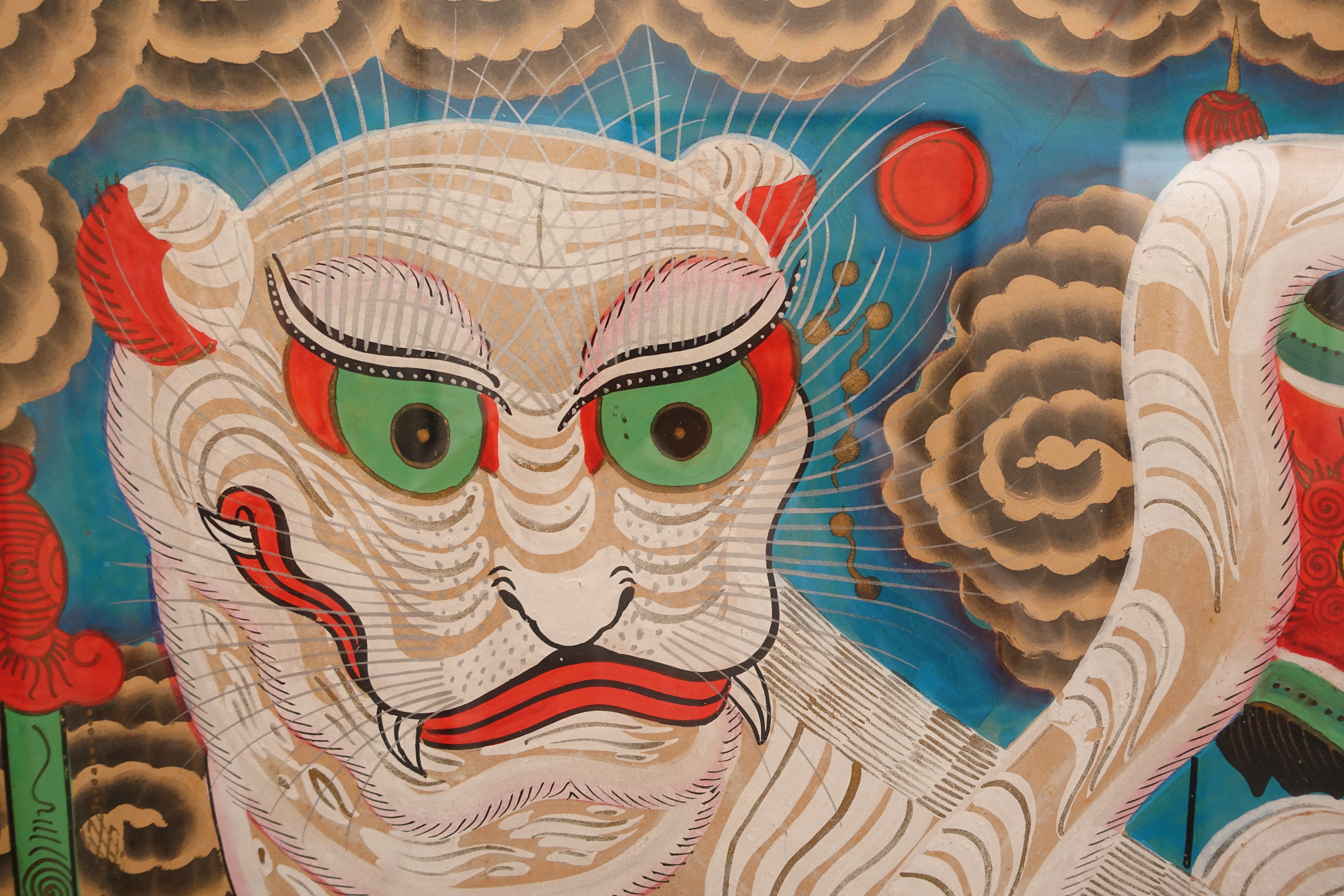
Tranh Ngũ hổ

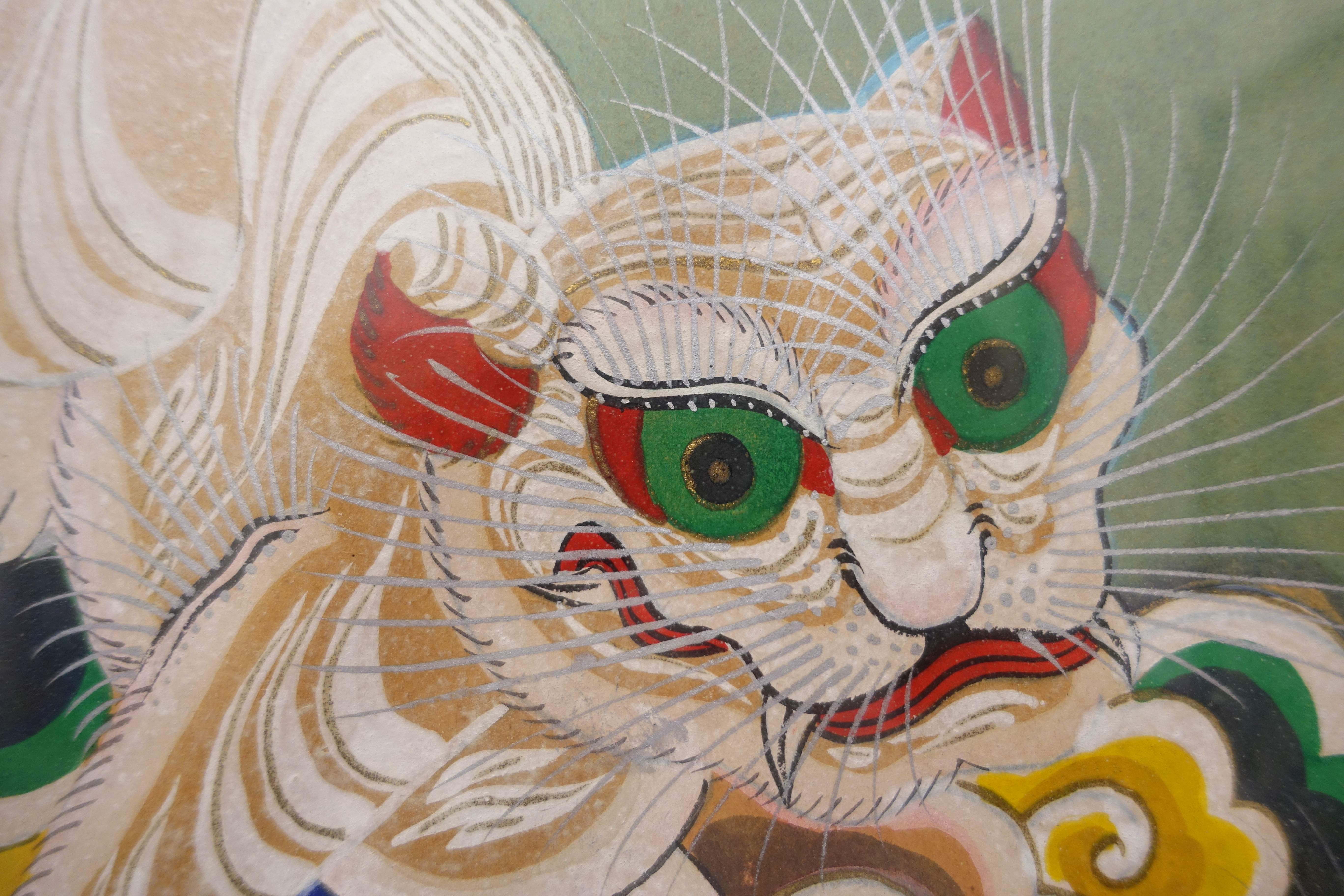
Tranh Ngũ hổ

Trong quan niệm dân gian Việt Nam, hổ cũng tượng trưng cho sức mạnh. Dân gian đã thần thánh hóa hổ, cho nó một sức mạnh linh thiêng diệt trừ được ma quỷ. Bởi vậy, hình tượng con hổ đã trở thành phổ biến trong nghệ thuật dân gian Việt Nam, được vẽ thành tranh thờ cúng ở các đền, điện, đình, miếu. Theo truyền thống có từ xa xưa, tranh ngũ hổ là bộ tranh dân gian thường được treo ở gian thờ chính diện của ngôi nhà. Không trưng trên bàn thờ gia tiên như những bức tranh ngũ quả, tranh ngũ hổ thường treo ở bàn thờ dành riêng cho "ông Ba mươi", dưới bàn thờ thần thánh hoặc thờ Phật.
Trong tục thờ, có gia đình thờ tranh ngũ hổ; có gia đình chỉ thờ một ông. Những người thờ phụng "ông" hổ đều tin rằng có một sức mạnh siêu nhiên phù hộ cho gia trạch bình an, loại trừ tai nạn. Tục thờ này bắt nguồn từ một cuộc sống nguyên thủy, khi con người còn sống trong điều kiện săn bắt, hái lượm hoặc giai đoạn đầu của cuộc sống nông nghiệp, thì hổ chính là sức mạnh thiên nhiên gần gũi và là tai họa đối với con người, do đó phải thờ hổ Ở nhiều gia đình người Việt ngày nay vẫn treo tranh thờ ngũ hổ như một lá bùa trấn tà ma. Tranh hổ thường được treo chính giữa gian thờ hoặc dưới ban thờ thần thổ công. Khi treo tranh luôn phải chú ý đến địa điểm, tránh treo gần nơi ăn ngủ, tốt nhất là thẳng gian chính điện. Một số gia đình kỵ treo tranh thờ riêng một thần hổ, đó phải là Hoàng hổ mới an thịnh, nếu không phải thờ ngũ hổ.
Theo quan niệm dân gian, ngũ hổ có thuật biến hóa khôn lường. Ngoài việc thờ hổ để cầu sức khỏe, bình an, trong tín ngưỡng tâm linh, người ta còn cầu cho vạn vật sinh sôi nảy nở theo quy luật trời đất. Từ xưa dân ta đã cho rằng thần hổ trấn bốn phương, bốn cõi, có uy quyền trong tay, vạn vật có sinh tồn được hay không là do ngài phán quyết. Việc thờ thần hổ còn ngụ ý mong cho gia đình sung túc, mạnh khỏe, tai qua nạn khỏi, hưng thịnh, vật nuôi trong nhà được vỗ béo, có thể thấy, hổ có vị trí, vai trò rất đặc biệt trong mọi mặt đời sống xã hội.
Tác phẩm hội họa dân gian tiêu biểu nhất vẽ về hổ mang tính cộng đồng thuộc về dòng tranh dân gian Hàng Trống. Tranh Hàng Trống khắc họa hình tượng ngũ hổ, còn được gọi là tranh ông Năm Dinh. Hình tượng ông Năm Dinh sau được kết hợp độc đáo trong bản điện thờ tín ngưỡng tam, tứ phủ với đủ phong cách thể hiện, tranh ẩn chứa nhiều thông điệp của nền văn hóa cổ phương Đông, "Ngũ hổ" là đặc sản của dòng tranh này Năm 1971, bộ tranh dân gian Ngũ Hổ được công ty tem Việt Nam, thuộc tổng công ty bưu chính, chọn in và cho cho phát hành rộng rãi. Kể từ đó, bộ tranh Ngũ Hổ trở thành bộ tem quý đối với các nhà chơi tem.
Bức tranh hội đủ 5 sắc màu tượng trưng của ngũ hành, tương ứng với từng thế, dáng của hổ. Theo tín ngưỡng xưa, trong nhà treo tranh ngũ hổ vì năm con hổ tượng trưng cho các vị thần trấn giữ 5 hướng: Đông, Tây, Nam, Bắc và Trung tâm. Theo thuyết Âm dương Ngũ hành thì hành thổ là sự quy tàng của bốn hành kia trong chu kỳ vận động của Ngũ hành. Đó là nguyên nhân cho việc tạo màu trong tranh thờ ngũ hổ, là nguyên nhân để hổ vàng đứng giữa và lớn hơn cả. Việc bố trí màu sắc của từng con hổ xung quanh hổ vàng cũng có lý, khác với tranh ngũ hổ của làng tranh Đông Hồ, màu sắc của năm con hổ được bố trí theo quan hệ tương khắc, thì ngũ hổ của Hàng Trống lại thể hiện sự tương sinh giữa các hành Kim, Mộc, Thủy, Hỏa, Thổ. Năm con hổ với các tư thế khác nhau theo màu ngũ hành tiêu biểu cho tính minh triết của dòng tranh gian gian, có xuất xứ từ học thuyết về vũ trụ quan, âm dương ngũ hành.
Hổ không chỉ loài vật hung dữ, là chúa tể sơn lâm, xua đuổi tà ma, quỷ quái với ý nghĩa trấn trạch, đem lại bình yên mà còn là biểu tượng thể hiện cho sự vận động của ngũ hành, nguyên lý tương sinh, tương khắc, vốn là bản nguyên của muôn vật. Trong tranh Ngũ hổ Hàng Trống có chiều Ngũ hành tương sinh như trong cửu cung Hà đồ, chân hổ vàng trấn lên một miếng phù ghi dòng chữ: "Pháp đại uy nỗ", trên đầu Hổ vàng dưới mặt trời đỏ rực rỡ có bảy chấm tròn trên đầu Hổ vàng chính là chòm sao Tiểu Hùng tinh, là chòm sao Thiên cực Bắc trên bầu trời. Hai bên hổ vàng: bên phải có 5 thanh kiếm, bên trái có 5 lá cờ lệnh. Hình ảnh của cờ lệnh và kiếm trong tranh ngũ hổ thể hiện sức mạnh của thiên nhiên trong quy luật vận động của vũ trụ và sự tương tác với trái đất. Hỗ trợ cho khí phách của ngũ hổ là những đám mây vần vũ huyền ảo được vẽ ở phía trên và phía dưới là 2 tảng núi cách điệu đối xứng cho 2 ngài hổ đứng, gợi cảm giác về một lá bùa chú vì thế treo tranh ngũ hổ cảm thấy yên tâm vì được che chở.

#### Bố cục
Bộ tranh tượng Ngũ hổ có màu sắc tương hợp với ngũ sắc (theo quan niệm Ngũ hành) trấn giữ ngũ phương phổ biến trong các dinh phủ, đền thờ thuộc tín ngưỡng thờ Mẫu ở Bắc bộ cũng là biện sự từ tính năng dũng mãnh và hung dữ của hổ, chúng không chỉ bắt nguồn từ tín niệm "Tứ phương tứ thần" của Đạo giáo nói trên mà tuồng như là phiên bản của tổ chức quân đội là ngũ đội hay năm đội/toán quân thiện chiến gọi là Ngũ hổ. Chỉnh thể "ngũ phương" gồm tứ phương và trung tâm/trung ương: Tâm điểm trung ương này là thiên đỉnh, hàm nghĩa là trục vũ trụ nên nó có tầm quan trọng vượt trội. 
Tranh Ngũ hổ Hàng Trống vẽ năm con hổ được bố cục đông đầy, cân đối trên mặt giấy. Mỗi con một dáng vẻ, con thì đứng, con thì ngồi, con cưỡi mây lướt gió, từ dáng dấp đến ánh mắt, chòm râu, vẻ mặt cùng khí thế toàn thân đều toát lên sức sống mãnh liệt của loài chúa sơn lâm, làm bật lên sức sống nội tại của nhân vật, thể hiện sức mạnh của loài mãnh chúa với khối thân chắc khỏe, dáng ngồi, thế đứng đường bệ, oai phong, đặc biệt những chiếc đuôi như đang ve vẩy, uốn vồng lên để đập xuống đất hoặc bật chồm lên. Mắt hổ như hừng hực nội lực của loài mãnh chúa, lột tả rõ nét sự oai hùng, lẫm liệt. Từ tư thế, dáng dấp, nét mặt, ánh mắt, màu lông, chòm râu của hổ đều được ước lệ, cách điệu hóa nên đã tạo cho các bức tranh ngũ hổ có bố cục hài hòa, vững chải.
Tranh thờ hổ được thể hiện bằng những nét vẽ mang phong cách ước lệ, ẩn chưa những thông ti huyền bí của tín ngưỡng dân gian, từ ánh mắt, thế đứng, cách đặt chân. Bức tranh hội đủ năm sắc màu tượng trưng của ngũ hành mà "ông" hổ màu vàng uy nghi ở giữa tượng trưng cho Thổ, còn xung quanh là bốn ông với bốn màu khác nhau mà theo thuyết âm dương thì Thổ là sự quy tàng của bốn hành kia trong chu kỳ vận động của ngũ hành. Nếu so sánh với nghệ thuật vẽ tranh ngũ hổ của Trung Quốc là hình ngũ hổ có màu xanh lá cây và màu vàng, trán có hình bát quái, đứng thành vòng vây quanh đồng tiền, thì tranh ngũ hổ Việt Nam vẽ năm con hổ với năm màu tượng trưng cho trung tâm và bốn hướng với bố cục cân đối.

#### Màu sắc

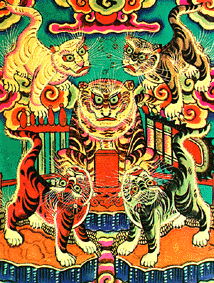
Tranh Ngũ Hổ được thờ trong nhiều gia đình ở Việt Nam

Ngoài hình dáng oai phong đường bệ, năm con hổ này có với năm màu nhất định tượng trưng cho ngũ hành. Màu sắc trong tranh Ngũ hổ là một thế giới hòa sắc, lộng lẫy, uy linh. Nhưng nó vẫn được khu biệt với năm màu: xanh, đỏ, trắng, vàng, đen trên năm nhân vật. Ở phương trung ương này thuộc hành Thổ, biểu thị là Hoàng hổ. Đồng thời, từ các màu ngũ sắc, các nghệ nhân còn trang trí thêm màu kim nhũ, ngân nhũ nên các tranh Ngũ Hổ tạo huyền bí, lóng lánh và trang nghiêm, tranh Ngũ Hổ vừa đậm chất dân gian, vừa huyền ảo, độc đáo. Ngoài 5 màu chính (ngũ sắc), nghệ sĩ dân gian còn điểm thêm bạch kim hoặc hoàng kim, làm cho các bức tranh thêm rực rỡ.
Theo thuyết ngũ phương, ngũ hành của Trung Hoa, người xưa quan niệm, tranh Thanh Hổ tướng quân thuộc Mộc khu, Bạch hổ tướng quân thuộc Thủy khu và Hoàng hổ tướng quân thuộc Địa khu. Cũng theo quan niệm "ngũ phương", "ngũ hành", người nghệ sĩ dân gian Việt Nam đã sử dụng bảng màu ngũ sắc để thể hiện từng vị thần hổ. Con hổ ngồi chính giữa bức tranh được vẽ vờn bằng màu vàng, tượng trưng cho hành Thổ; thanh hổ, con hổ được vẽ bằng màu xanh là tượng trưng cho hành Mộc, ứng với phương Đông; bạch hổ được vẽ bằng màu trắng, là hành Kim ứng với phương Tây; xích hổ được vẽ bằng màu đỏ, là hành Hỏa ứng với phương Nam; hắc hổ được vẽ bằng màu đen, là hành Thủy ứng với phương Bắc.
Bộ tranh dân gian "Ngũ hổ tướng" tuy hư cấu nhưng cũng dựa một phần vào sự kiện có thật. Ngoài hổ vàng hay hổ khoang vàng là màu đặc trưng, trong thiên nhiên, đôi khi con người cũng gặp những cá thể hổ màu trắng hay hổ đen. Đây là hiện tượng "bạch biến" hay "hắc biến" của nhiều loài thú rừng. Màu đen do sắc tố đen (hắc tố) trong lông hình thành. Nếu toàn bộ lông bị sắc tố này chi phối, hổ sẽ có màu đen tuyền. Nếu toàn bộ sắc tố này bị hủy, lông sẽ có màu trắng. Còn hổ xanh hay hổ xám cũng được cho là có thật, hổ đỏ (là màu vàng sậm đỏ) là do người ta thêm thắt vào cho hoàn chỉnh bộ ngũ hổ, sắc tố màu xanh hay màu đỏ rất hiếm ở các loài thú, hiện mới chỉ thấy ở loài khỉ.

### Thờ Mẫu
Tục thờ hổ còn gắn liền với các tín ngưỡng khác, đặc biệt là tín ngưỡng thờ Mẫu. Tranh hổ được phổ biến nơi các đền điện thờ Thánh Mẫu hay Đạo Mẫu gọi là Đồng Cốt. Ở Miền Bắc, có tục thờ Bà Chúa Thượng Ngàn nơi rừng núi, Mẫu Thoại nơi sông nước, Bà Liễu Hạnh ở đồng bằng, thần Thiên Y A Na ở Huế, Bà Đen, Bà Chúa Sam ở Nam Bộ tất cả đều chung gốc gác là tục thờ Thánh Mẫu thời nguyên thủy. Rải rác phía Bắc có nhiều đền thờ Thánh Mẫu. Nơi bàn thờ thứ ba thừơng thờ Hổ gọi là "hạ ban" vì thờ dưới đất (người Huế gọi hổ là ông Hạ ban), trong tín ngưỡng nguyên thủy, không riêng gì ở Việt Nam, tục thờ cọp như một phúc thần, và thờ Thánh Mẫu có thể phát triển song hành rồi gặp nhau qua hình tượng con hổ trong các chi nhánh của Đạo Mẫu.
Việc phụng thờ thần hổ trong điện thờ đạo Mẫu Việt Nam được thể hiện rõ nét Ban thờ thần hổ trong điện thờ mẫu. Trong điện thờ đạo Mẫu Việt Nam, thần hổ được thờ cúng với tư cách là một sơn thần, có ban thờ riêng với một số nghi thức, nghi lễ đặc trưng. Việc thờ Thần Hổ gắn với việc thờ Mẫu trong dân gian là một lệ tục tín ngưỡng văn hoá tâm linh đã trải qua nhiều mốc thời gian cho đến ngày nay vẫn đang tồn tại bóng dáng ở những ban thờ Mẫu, ở chùa, đền và miếu.

#### Ý nghĩa

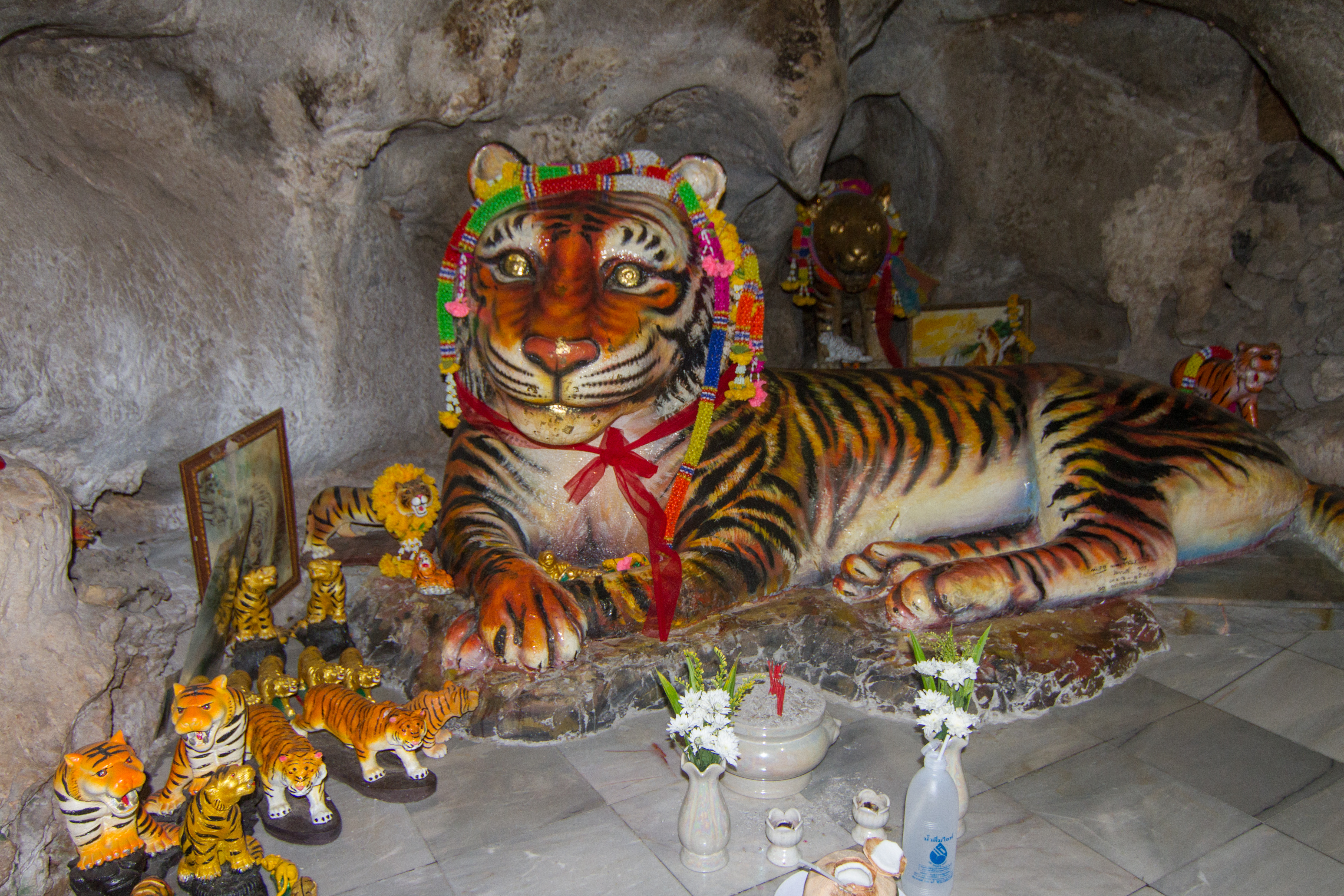
Tượng Hổ mẫu và hổ nhi được thờ ở Thái Lan ở Wat Tham Suea

Ý nghĩa của việc phụng thờ thần hổ trong điện thờ đạo Mẫu Việt Nam được thể hiện qua việc phụng thờ thần hổ không phát triển độc lập mà tồn tại song hành cùng với các tôn giáo, tín ngưỡng khác, đặc biệt là tín ngưỡng thờ mẫu. Sự hiện diện của ngài hổ trong điện mẫu đã khẳng định uy quyền, sức mạnh của các vị thần tự nhiên trong hệ thống bách thần của người Việt. Hổ đã đi vào tâm thức dân gian với sự cung kính, tôn sùng bởi quyền năng trừ tà, ban phát tài lộc, công danh cho mọi người.
Tín ngưỡng thờ mẫu tam, tứ phủ về bản chất là sự tôn sùng quyền uy nữ thần, vai trò người phụ nữ, người mẹ. Tượng pháp trong điện thờ miền Bắc sắp xếp theo trật tự không gian từ cao xuống thấp. Trong đó, trung điện thờ các chư vị thiên thần, nhân thần. Hạ điện thờ ngũ hổ. Thanh xà, bạch xà cuốn trên xà ngang thuộc tầng cao nhất của điện. Có thể thấy, thần hổ giữ vị trí nhất định trong điện thờ đạo Mẫu, thể hiện sự cân bằng giữa hai miền thiên phủ, địa phủ, góp phần trấn an cho cửa điện.
Sự phối thờ độc đáo trong điện thờ mẫu là kết quả của tín ngưỡng đa thần của người Việt, khẳng định vai trò, sức mạnh và sự khuất phục của muôn thú trước quyền uy của thánh mẫu. Hình tượng ngũ hổ tiêu biểu cho sức mạnh toàn năng, có thể cứu độ, giúp đời, trấn yên bản điện. Ngũ hổ được coi là bộ hạ đắc lực của thánh mẫu trong việc trừ tà ma, ngoại đạo. Việc phụng thờ ngũ hổ đã thể hiện đầy đủ yếu tố hoà hợp trong quy luật vận động của thuyết âm dương. Năm ông hổ biểu thị cho sức mạnh của dòng nam thần.

#### Bài trí

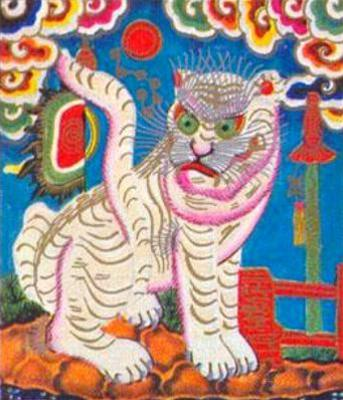
Bạch hổ (hổ trắng) trong tranh Hàng Trống

Phủ Chúa Sơn Trang được đặt bên phải phủ chính. Chính giữa phủ Chúa là ban thờ Đệ Nhị Thượng Ngàn, hai bên là ban thờ Chầu Bé, Chầu Lục. Hạ ban Chúa Đệ Nhị là sự hiện diện của Ngũ Hổ-năm dinh quan lớn. Ngũ Hổ cai quản bốn phương và trung tâm, là linh vật quyền uy, là thần chiến trận, cứu giúp các chiến tướng trong trận mạc. Việc thờ Ngũ Hổ nhằm tạo thêm uy lực cho thế giới Mẫu hay đúng hơn đó là một biểu hiện của xu hướng hội nhập các thần linh dân dã vào hệ thống tín ngưỡng dân gian nổi trội này.
Trong điện thờ đạo Mẫu, ban thờ ngũ hổ đặt dưới điện thờ công đồng. Một số nơi tách riêng ban ngũ hổ như đền Mẫu Ba Cây (Sơn Tây), đền Mơ Táo (Hà Nội), đền Cửa Ông (Quảng Ninh). Một số đền, phủ thờ mẫu khác lại đặt ban ngũ hổ phía dưới động sơn trang như phủ Tây Hồ (Hà Nội), đền Cô bé Tân An (Lào Cai), đền Đồng Bằng (Thái Bình). Ban ngũ hổ thường được bài trí giống như một hang động lớn, có những phiến đá nhấp nhô, tạo thế của hang núi, mang dáng dấp huyền bí. Đây chính là nơi ngự trị của thần hổ, thường thờ tranh hoặc tượng. Nếu thờ một ngài, người phụng thờ phải xem bản mệnh, tìm hiểu căn mệnh hợp ngài hổ nào mới thờ riêng.
Trong ban thờ, cần sắp xếp vị trí theo hướng mà các ngài trấn giữ, tuân theo quy luật ngũ hành: hoàng hổ (màu vàng-hành thổ) ở vị trí chính giữa ứng với trung ương chính điện, thanh hổ (màu xanh-hành mộc) ứng với phương Đông, bạch hổ (màu trắng-hành kim) ứng với phương Tây, xích hổ (màu đỏ-hành hỏa) ứng với phương Nam, hắc hổ (màu xám đen-hành thủy) ứng với phương Bắc. Hình tượng ngũ hổ không chỉ tượng trưng cho ngũ hành với mối quan hệ tương sinh, tương khắc trong vũ trụ mà còn để thể hiện quyền uy của mỗi vị thần trong phép nhà thánh. Trong đó, hoàng hổ tướng quân giữ vai trò trưởng trung cung, có nhiều quyền phép, trấn giữ điều lệnh các phương là vị lãnh chúa cao nhất, thâu tóm mọi uy quyền, quyết định âm phù dương trợ cho dân gian.
Không có lịch cúng lễ riêng biệt đối với việc phụng thờ thần hổ, mà đan xen trong các ngày lễ lớn của tín ngưỡng thờ mẫu: ngày sóc, vọng, tết âm lịch, lễ hội. Ở các điện thờ tư nhân, việc thờ thần ngũ hổ có quy luật rất chặt chẽ. Đối với những người căn cao số nặng, khi mở phủ, mở điện, cần bố trí giống như trên cửa điện mẫu, bắt buộc phải có ban ngũ hổ. Những gia đình khá giả có thể thờ tượng, gia đình điều kiện chưa cho phép có thể bốc bát hương, treo ảnh thờ an vị. Ngũ hổ thờ trong điện có thể là tranh thờ, tượng thờ, hoặc vẽ trực tiếp trên hạ ban của điện thờ.

#### Hầu đồng

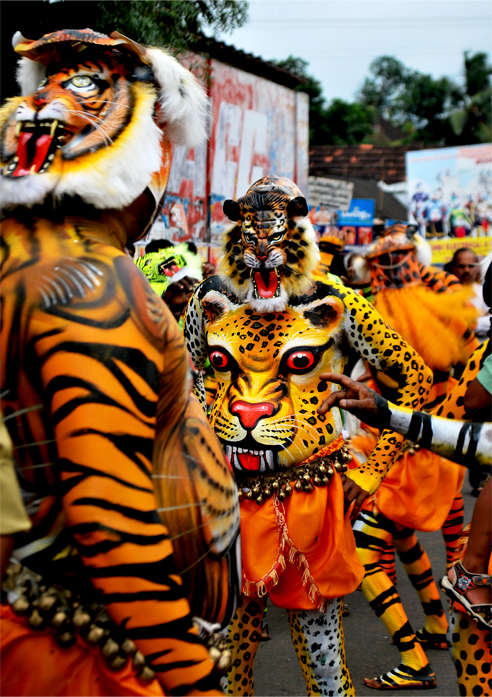
Một nghi lễ hóa trang hổ ở Pulikkali của Ấn Độ

Trong thờ Mẫu, nghi lễ đặc trưng và quan trọng nhất là lên đồng (hầu đồng). Hầu đồng là một trong nghi lễ thờ tam, tứ phủ cũng có giá đồng hầu ngũ hổ. Nghệ thuật miêu tả lại sức mạnh thần hổ thể hiện rất rõ trong nghi lễ này. Rất ít người hầu được quan hổ, khi hầu thường làm động tác như phun lửa, nhai bó hương đang cháy, quỳ ngậm hương gật đầu lễ, làm động tác hổ ngồi, hổ vồ mồi, nhai đĩa sống, đập vỡ đĩa, dấu mặn rạch lưỡi, phun rượu thánh trừ tà, đập trứng sống, ăn thịt sống, ngậm dầu phun lửa. Hầu ông Hổ thường không thay khăn áo, chủ yếu là khăn phủ diện che mình, ngài về không sang tai. Người ta thường ít hầu ông Hổ, vì hầu ông rất nặng ít người hầu được.
Trong nghi lễ, thần linh giáng bóng nhiều lần vào các ông đồng, bà đồng, theo thứ tự từ cao xuống thấp. Giá hầu ngũ hổ được xếp vào giá cuối cùng. Rất hiếm người hầu giá ngũ hổ, đó phải là người chịu căn cao bóng nặng của ngài mới được phép hầu. Người có căn mệnh hầu ngũ hổ là người hay nằm mơ bị hổ vồ, ăn thịt, hoặc bị ngã xuống núi, thấy nhiều cảnh chém giết, cảm giác trong người mệt mỏi khi khám bác sĩ không phát hiện ra bệnh. Hoặc khi về các nơi thiêng làm lễ tại ban thờ thần hổ mặt đỏ bừng, có biểu hiện kỳ lạ như vồ thịt sống, trứng sống để ăn, chui vào ban thờ hổ ngồi trong trạng thái mất kiểm soát.
Khi đến giá ngũ hổ ghế đồng, hợp vị thần hổ nào sẽ hầu vị đó, mặc sắc phục phù hợp, phía sau có thêu hình thần hổ cai mệnh. Con đồng phải vật lộn trên điện mất khoảng 10-20 phút chỉ để làm các động tác như gầm gừ, khuôn mặt hết sức dữ tợn, tay chân tạo dáng như thế hổ vồ, thường nhai đĩa sành. Chỉ người có căn mệnh mới thực hiện được động tác cào xuống đất, bọt mép tràn ra, đôi mắt mở to, miệng há rộng, hai hàm răng nghiến chặt. Ông hổ khi lên nhập vào giá con đồng ban phát lộc cho dân, thường lấy răng để cắp lộc phát cho từng người. Có những giá hầu, ông hổ ăn luôn cả trứng sống, thịt sống, cắn vỡ vụn chén rượu, đĩa để thị uy sức mạnh.
Xác Đồng lên vai hổ là một màn khó khăn, căng thẳng. Trong nghi lễ thờ mẫu có Động tác lên vai hổ "Trùm khăn đỏ (phủ diện) lên đầu, rồi tập trung, lấy tay che mắt, bỗng nhiên thấy hai vai chĩu nặng; con đồng lấy tay xoa mặt, xong chống tay xuống đất trong tư thế hổ ngồi, rồi gầm thét. Người tham dự biết rằng Thần Hổ đã giáng. Lập tức họ rót rượu vào bát rồi đốt. Con đồng nhúng tay vào, xoa mặt với rượu nóng. Nhìn lên điện thờ, đồng lại gầm thét. Người dự mang đến bó hương, đồng đốt hương và cắn vào ngọn lửa đang cháy. Sau đó có người mang đến đĩa dầu lửa và đốt lên. Con đồng cắn vỡ đĩa sành, mồm miệng đầy dầu lửa, và cứ thế lập lại nhiều lần.
Cho đến khi cử tọa yêu cầu ngưng, để biểu diễn việc trừ tà và cho thuốc. Cuối cùng "Thần Hổ thăng". Tạo không khí cho vai Thần Hổ, có nhạc đệm sênh phách, đờn ca bài hát chầu văn đặc biệt Ngũ Hổ luyện văn liên quan đến hổ gồm: "Trên thượng thiên có năm tướng hổ, luyện người về để độ vạn dân. Phật ban cho phép đại uy linh. Có phen hống động thiên đình, Giương nanh ra vuốt quỷ tinh bạt hồn. Có phen tướng xuống Diêm môn, Tà ma cũng phục, Phạm Nhan thu hình. Xuống Thủy Tinh các tòa cũng phục,Năm ông đều lại tót lên non. Khi thời biến ra hổ thần,Hiện ra hổ tướng nhãn tinh sáng lòe".

### Bùa chú
Việc tôn sùng hổ còn được thể hiện thông qua các hình thức mê tín là bùa chú, ở đây vị thế tâm linh của con hổ được thể hiện khá rõ nét qua hai loại bùa chú, đó là bùa hộ mệnh là các loại bùa chú bảo vệ cho con người, xua đuổi ta mà, ở loại bùa này, hổ hiện thân là phúc thần chuyên bảo vệ cho con người. Ở loại thứ hai là bùa ngải, là những loại bùa hại người, được sử dụng từ thành phần có nguồn gốc từ hổ, ở góc độ này hổ hiện thân là ác thú hại người bằng việc bùa ám.

#### Bùa hộ thể

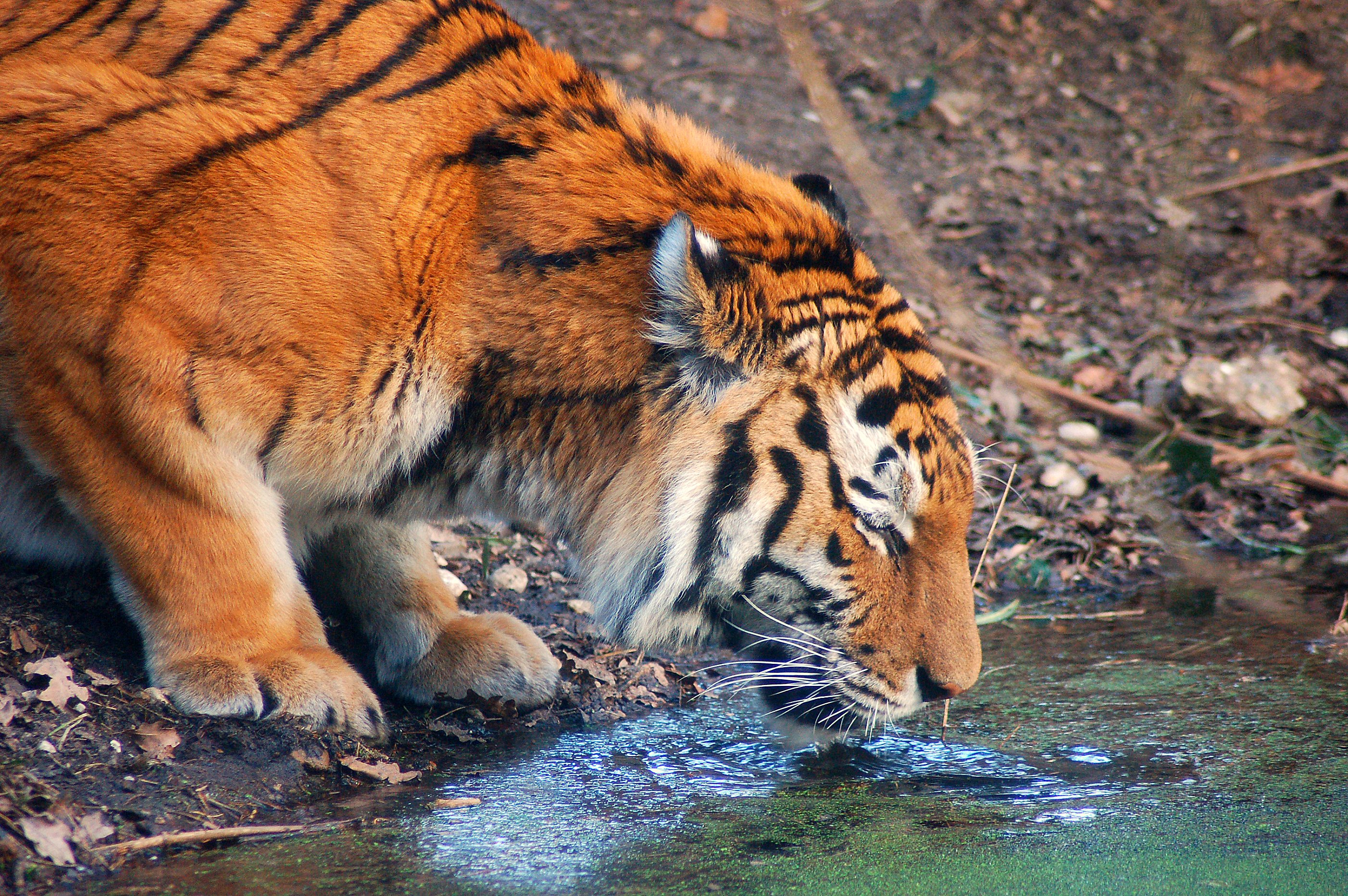
Nhiều người mê tín cho rằng hổ là biểu trưng cho sức mạnh của đại ngàn, sống nơi rừng già, ăn thức quý, uống nước rừng, sống trong rừng sâu nên hấp thụ được linh khí của đất trời, bất cứ cái gì trên thân thể con hổ đều được cho là có khả năng trừ tà.

Hổ là mãnh thú, biểu tượng cho sự dũng mạnh và tính hung dữ, ngoài biểu tượng tính ác, hổ còn được sử dụng như biểu tượng của thế lực thiện chống lại thế lực xấu độc, tà ma, nên việc treo tranh Ngũ hổ là biểu tượng cho sự trấn giữ khắp mọi phương, ở Nam Bộ, nhiều nhà dùng "Bùa nêu ông cọp" dán trước cửa nhà, ở cửa chuồng trâu bò để bảo vệ gia súc. Ở miền Bắc, đồ hình bát quái và thần hổ là đồ án chính của "Linh phù trấn trạch" là một loại bùa trấn trạch phổ biến, cả hai loại bùa là hình in mộc bản trên nền giấy đỏ, chi tiết tùy vùng miền. Trong L’art à Húe, Léopold Michel Cadière mô tả một hình hổ trên lá bùa theo Hình vẽ của một thầy pháp trên áo quần người bệnh để giải thoát cho người này những căn bệnh nhiễm phải nơi rừng rú, lá bùa ghi dòng chữ Hắc hổ đại tướng sát quỷ nguồn cơn của bệnh tật: "Hắc hổ đại tướng quân diệt trừ ma quỷ".
Sự sùng bái đến mức mê tín dị đoan thông qua việc sử dụng các bộ phận của hổ đem theo bên mình để tạo niềm tin như bùa hộ thân, bất cứ cái gì trên thân thể con hổ đều được cho là có khả năng trừ tà, đắt giá nhất là những cái vuốt hay răng nanh hổ. Người ta thường làm chiếc nanh hoặc vuốt hổ, hoặc răng hổ bịt vàng bạc hoặc chiếc vuốt làm bằng sứ, kim loại cho trẻ con đeo để trừ tà ma, ngay từ lúc lọt lòng, trẻ con đã được đeo cái buà hộ mệnh ấy hoặc người lớn cũng đeo cho đẹp và tỏ ra oai vệ, nhu cầu săn lùng và đeo nanh vuốt hổ để thỏa nguyện mọi ước mong tiền tài, danh vọng, sức khỏe đã trở thành niềm tin, nhu cầu của nhiều người.
Người Campuchia khi giết hổ thường lấy nanh hổ đánh bóng bán làm vật trừ tà. Người Hoa ở Bắc Giang thường đeo vòng đeo tay bằng kim khí có đính móng hổ để hộ mệnh, trừ đuổi vía độc hay làm hại trẻ em. Người Sán Dìu đem bộ da Hổ đem phơi khô, nhồi trấu vừa làm vật trang trí trong nhà, vừa làm bùa hộ mệnh vì bộ da là dáng hình và linh hồn con Hổ còn quanh quẩn, vừa để bảo vệ mọi người may mắn về sức khoẻ và an toàn cho các thành viên trong gia đình, ít khi gặp ốm đau và bệnh tật Xương hổ hay còn gọi là cao hổ cốt (khi được điều chế) nếu được dùng để gối đầu thì ngủ yên không chiêm bao thấy những sự ghê sợ, hoặc treo lên giữa cửa nhà sẽ trừ được ma quỷ., nhiều người Nam Bộ còn tin rằng ông cọp bảo vệ trẻ con, khi trẻ bị bệnh chỉ cần vuốt râu ông Cọp thì sẽ khỏi.
Theo quan niệm của những người dân sơn tràng thì trong rừng con hổ là loài vật hùng mạnh và rừng thiêng nhờ có hổ dữ, nó là loài vật có linh tính và có linh khí nên trong bán kính gần 1 km, không có con vật nào dám bén mảnh đến, kể cả giống chó săn cũng không có con nào dám đến gần. Nhiều thợ săn tin rằng hổ là loài vật có tánh linh hay có linh tính có thể nhận biết hơi người, tránh các loại bẫy Trong rừng có cọp thì ma người, ma trâu, voi phải sợ hổ sống, mà nó không sợ ai khác vì nó có giác quan nên am hiểu và giao du với cõi âm. Nó gầm ghè, trấn áp được ma quỷ. Người trần không thấy được ma quỷ nên nhiều lúc bị chúng tấn công. Còn hổ dường như thấy rõ, nên ma quỷ phải khúm núm.

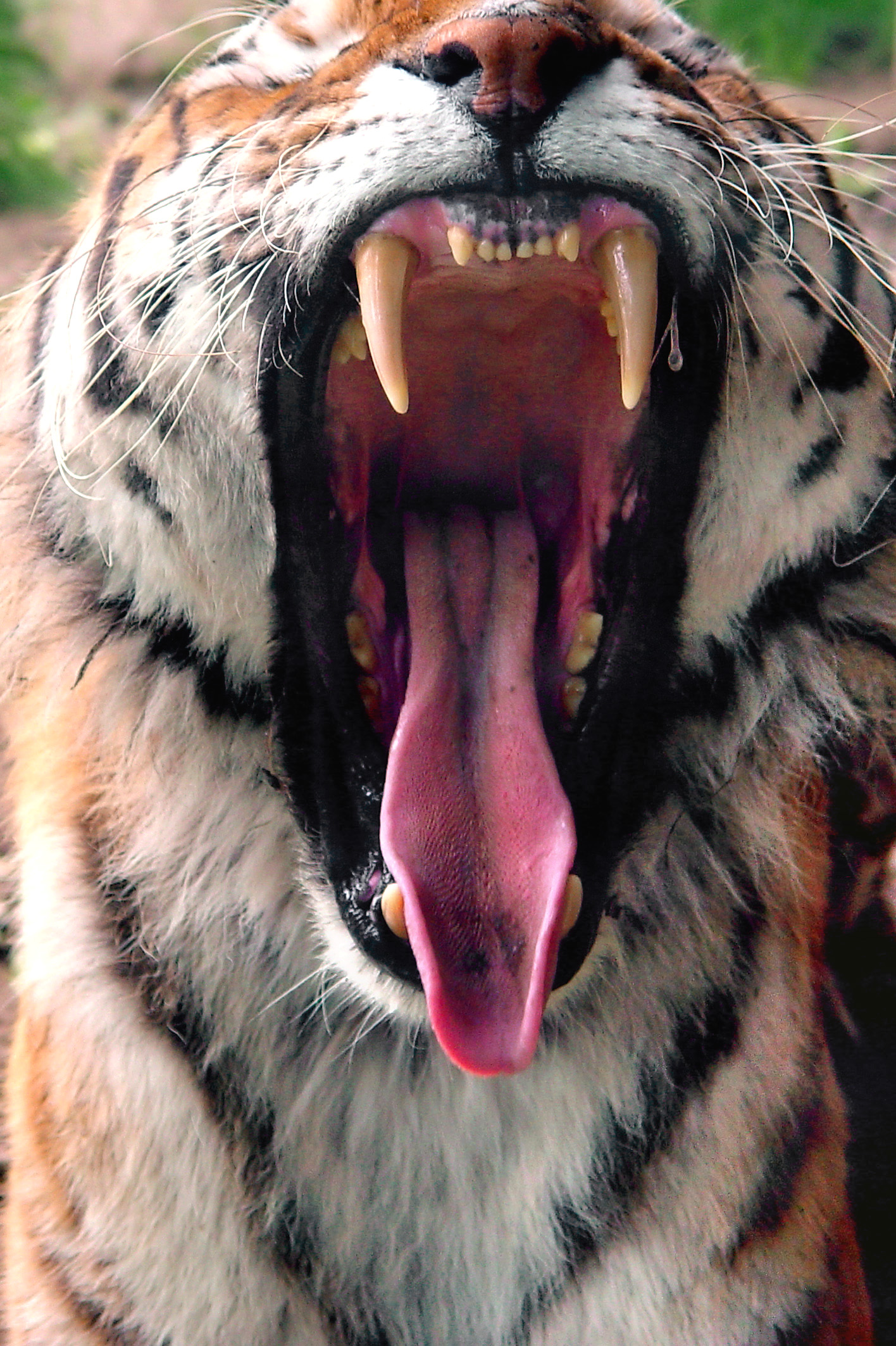
Nhiều người tin rằng sở hữu nanh vuốt hổ sẽ trừ tà ma, quy phục được thú dữ, xua đuổi được quỷ ám

Người ta quan niệm rằng, hổ là chúa tể của rừng xanh nên hội tụ đủ sức mạnh thiên nhiên, hổ là biểu trưng cho sức mạnh của đại ngàn, sống nơi rừng già, ăn thức quý, uống nước rừng, sống trong rừng sâu nên hấp thụ được linh khí của đất trời, đeo nanh vuốt hổ thì càng hưởng nhiều đặc ân của thần linh, trời đất. Hổ càng già thì nanh càng lớn và uy lực của nó càng mạnh, sở hữu được chiếc nanh hổ tinh đã ăn thịt nhiều người sẽ không sợ con vật hung dữ nào, các loài chó sói, gấu, rắn hổ chúa khi nhìn thấy bóng vía là chúng sẽ quỳ xuống, việc đeo móng hổ còn giúp chủ nhân tránh bị tà đạo, ma quỷ làm hại, đạn bắn không trúng, tạo phong cách ngầu.
Móng vuốt của hổ cũng là vật bùa là vì con hổ trước khi giết con mồi bằng bộ hàm thép thì nó cần những chiếc vuốt chụp và bấu chắc vào không cho nó trốn thoát. Trẻ con hay người lớn đeo nanh cọp trước ngực sẽ tránh được phong hàn, gió độc, nanh cọp tên bắn không thủng, đạn ghim không chết, đi rừng gặp thú dữ nào cũng không sợ chúng tấn công. Ở Đà Lạt trước đây, binh lính, sĩ quan cả người Kinh lẫn người Thượng thường đeo móng cọp để tránh bị tà ma hãm hại và khi ra trận tiền tên bắn không trúng, đạn ghim không thủng, chỉ cần chơi cái nanh cọp này thì ma trêu quỷ ghẹo gì cũng hết.
Nhiều người thường đi tìm nanh cọp để phòng thân, và tạo nó thành món hàng trang sức độc đáo. Nhiều thư tịch cổ và từ tự sự, ngoài tác dụng trấn trừ tà ma, khu phong bài chướng khí, ngày trước nhờ nanh vuốt mà các chiến binh rừng xanh tránh được họa đao thương. Những chiến binh người Chơro kể chuyện nhờ chùm nanh hổ bảy cái đeo cổ mà khi lâm trận, mũi tên, hòn đạn của kẻ thù không bao giờ chạm được vào người. Nanh vuốt hổ có tác dụng khu phong, trấn quỷ trừ tà, mang lại nguyên khí, tài lực cho người đeo nó
Tục đeo nanh thú xuất phát từ các bộ tộc xa. Cũng có nhiều dân tộc dùng nanh vuốt thú này để thờ cúng, cầu mong những lần săn bắn tiếp theo sẽ thu hoạch được nhiều chiến lợi phẩm hơn. Khi giết được con thú, thợ săn sẽ bẻ nanh của nó xỏ dây đeo cổ để đánh dấu chiến tích của anh ta Tục đeo nanh vuốt thú rừng xuất phát từ một số người dân tộc thiểu số ở Việt Nam ngày xưa, họ coi đó là bùa hộ mệnh giúp tránh thú dữ, gặp may mắn trong săn bắn và tôn thêm vẻ uy nghiêm, mạnh mẽ của con người trước thiên nhiên hoang dã. Việc đeo hay sở hữu nanh thú rừng chủ yếu xuất phát từ niềm tin tâm linh và tín ngưỡng dân gian. Việc sở hữu những chiếc răng nanh, móng vuốt như để thể hiện đẳng cấp và họ coi đó là một món đồ đem lại may mắn, có thể hóa giải những tai ương trong cuộc sống.
Theo quan niệm này thì đeo nanh vuốt sẽ đem lại may mắn, nắm bắt thời cơ, tránh được những điềm gở, giải trừ ma quái, bệnh tật, bảo vệ linh khí, trừ tà, tránh được tà ma, bệnh tật và may mắn trong kinh doanh, buôn may, bán đắt, đeo những món đồ trang sức từ nanh vuốt thú rừng sẽ gặp thời vận, thịnh vượng, đem lại may mắn, chủ nhân có khả năng nhìn thấu suy nghĩ người khác, hay khi đeo chúng trên người sẽ giúp chủ nhân thâu tóm thời vận, may mắn, thịnh vượng, tránh được tà ma, bệnh tật. Mỗi người tìm mua nanh vuốt thú rừng với những mục đích khác nhau nhưng đa phần họ đều gắn cho nó những quyền năng vô song như đạn bắn không trúng, tránh được tai họa, buôn may bán đắt, thuốc chữa bệnh nan y. Trẻ con tránh được phong, kẻ trộm không lo bị chó sủa cản đường hay gia chủ phát giác, tên bắn không ghim, đạn găm không thủng và không bị các loài thú dữ khác tấn công bởi người ta nói rằng, nanh vuốt thú rừng đã được "yểm bùa". Vì niềm tin tâm linh ấy mà nhiều người săn lùng cho được để vừa làm "bùa hộ mạng" vừa làm vật đeo trang trí.

#### Bùa ngải

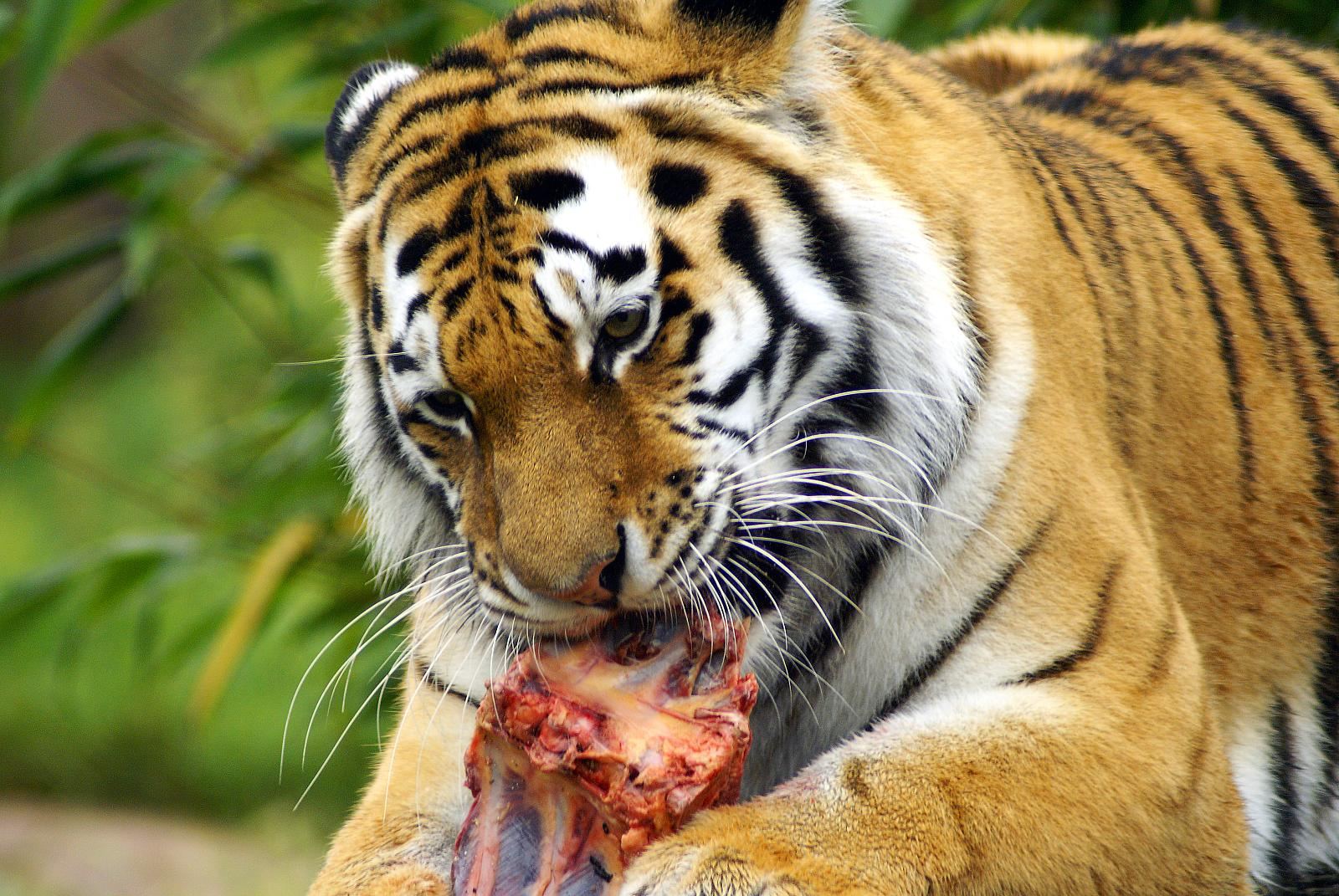
Râu cọp (hổ tu) cũng được nhiều người mê tín xem như bùa

Râu cọp (hổ tu) là thành phần của trò chơi ngải của các thầy phù thủy ma giáo, râu hổ cắm vào búp măng tre có thể chế thành ma thuốc độc hại người như bùa chú của những người Mường ở Thanh Hóa. Những thầy cúng bùa chú thường thờ thần ếm, thần bùa trong nhà, mỗi thầy ếm bùa phía ngoài vườn thường có một gian thờ nhỏ, trong đó có thờ một con sâu to như cái cán dao, không hóa bướm, thức ăn chủ yếu là xác động vật. Phân của con sâu này rất độc, được kết hợp với nhựa cây sui lấy trên rừng trộn lẫn, hỗn hợp chất độc đó được tẩm vào khăn, áo, mũ, ai ngấm phải chất độc trên sẽ ốm, yếu mà không thấy nguyên nhân gây bệnh, lâu dần sẽ chết, không có thuốc chữa. Con sâu đó được sinh ra từ râu của con cọp, nên mỗi khi đi săn được cọp, các thợ săn lập tức phải đốt ngay bộ râu cọp đi kẻo nó lại rơi vào tay thầy bùa.
Nèm bùa có nhiều loại, nèm cá không ảnh hưởng đến người đi nèm, còn nèm thú sẽ có ảnh hưởng không tốt đến bản thân người săn được thú, khi nèm được bất cứ loại thú rừng nào cũng đều phải chia đều cho cả bản ăn xem như san sẻ nghiệp chướng của mình cho mỗi người gánh một ít. Nếu nèm được thú rừng có linh khí thuộc loại trung bình như hươu, nai tương ứng với nó sẽ có một con vật nuôi trong nhà như chó, mèo sẽ phải chết theo, nếu nèm được những con vật có linh khí mạnh như hổ, báo thì vật hy sinh "mạng đổi mạng" có khi lại chính là người trong gia đình thầy nèm thú do vậy nèm săn thú ít được người Mường sử dụng. Người Mường dùng bùa ác luyện từ được luyện từ sừng trâu trắng nhưng cách chống lại là trấn yểm bằng nanh hổ và niệm chú vì bùa này có sức mạnh gấp mấy lần bùa ác bằng sừng trâu trắng.
Một loại ngải khác có tên khá kinh dị là Huyết nhân ngải, loại ngải này mọc trong các khu rừng có thú dữ. Muốn tìm được Huyết nhân ngải, phải đợi vào đêm, khi ngải ửng lên màu đỏ như máu mới có thể nhìn thấy và nhổ được vì ban ngày lá cây màu xanh như bình thường. Hoa của loài ngải này nhỏ li ti và có màu đỏ như những giọt máu. Tương truyền, loài hổ báo sau khi ăn thịt những người tuổi Dần sẽ bỏ lại quả tim của nạn nhân, từ quả tim bỏ lại đó sẽ mọc lên Huyết nhân ngải. Khi nhổ loài ngải này, phải đọc thần chú, luyện để nó hội đủ khí âm dương trong hàng năm trời. Củ của Huyết nhân ngải nếu đem ngậm một lát nhỏ sẽ giúp nhịn đói 1 tuần mà sức lực không suy giảm. Ngải này giúp người dùng có thần giao cách cảm, đoán biết được những sự kiện nghìn trùng xa cách.
Loại Huyết ngải độc thần tướng tại chùa Angkor Vat (Đế Thiên) theo truyền thuyết có một con cọp trắng đã tu luyện thành tinh thường xuyên vào làng chùa Đế Thiên bắt người ăn thịt. Thợ săn đánh bẫy nhưng tất cả đều bị cọp vồ chết. Vào một đêm sư cả nằm mộng gặp một vị thần cho biết, ở một địa danh có tên T'ruong Cua Lo ở phía đông bắc, một tiều phu bị cọp vồ ăn thịt nhưng chừa lại trái tim, dân làng chôn trái tim nơi cửa làng, sau đó sau nơi ngôi mộ trái tim mọc lên một cây chỉ có hoa màu máu chuyên ăn thịt người đó là Neap Pen nếu tìm cây đó về luyện thành thuốc độc để diệt trừ cọp dữ, kể cả những thế lực khác gây họa cho dân làng.
Có một chàng trai mồ côi cha mẹ do cọp trắng vồ tin lời nguyền giết cọp trả thù cho cha mẹ, tìm đến một địa danh có tên là Bor Trak gặp dân làng chỉ cho anh tìm đến ngôi mộ có cây hoa máu. Bor Trak là một địa danh thuộc miền Trung Việt Nam tương truyền là Bố Trạch, Quảng Bình. Anh ta đem cây Neap Pen về chùa Đế Thiên luyện vị thuốc độc trị cọp (gọi là Khalamay). Sau đó, anh đứng trên chảng 3 cây trước đầu gió dụ cọp. Khi con cọp đánh hơi người tiến tới, thanh niên dùng móng tay búng chất bột xuống mặt cọp, vừa thét to những lời nguyền rủa con cọp (lời nguyền rủa ấy trở thành một phần câu chú độc sát của các pháp sư hiện nay khi sử dụng Khalamay). Cọp bị say thuốc chạy quáng quàng vào rừng cắn nát nhiều gốc cây to rồi chết. Anh này không đốt chết cây mà lén đem về một vùng núi sâu ở Campuchia trồng.

### Lễ bầu Ông

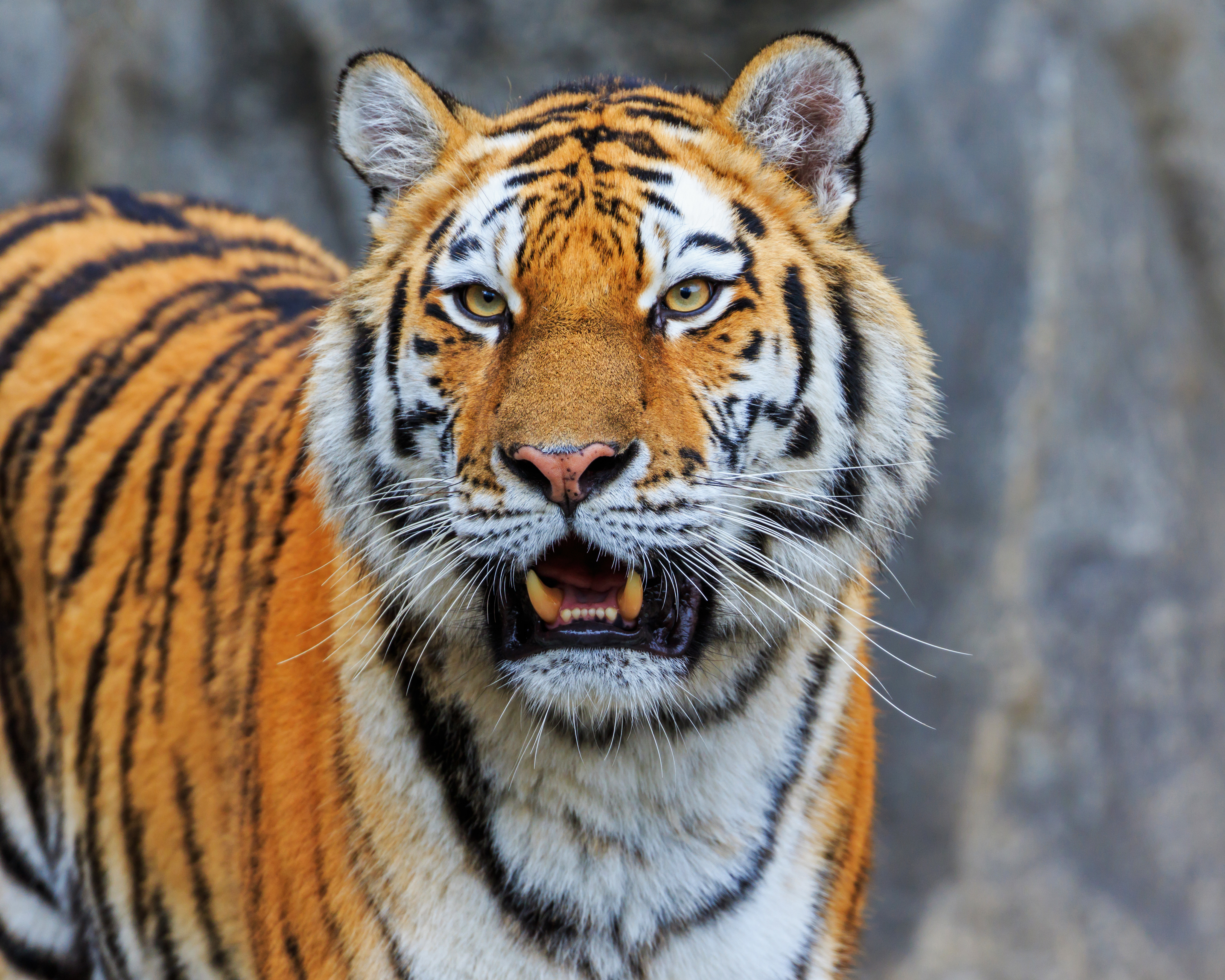
Hổ được suy tôn làm chủ của làng thông qua tục lệ bầu ông

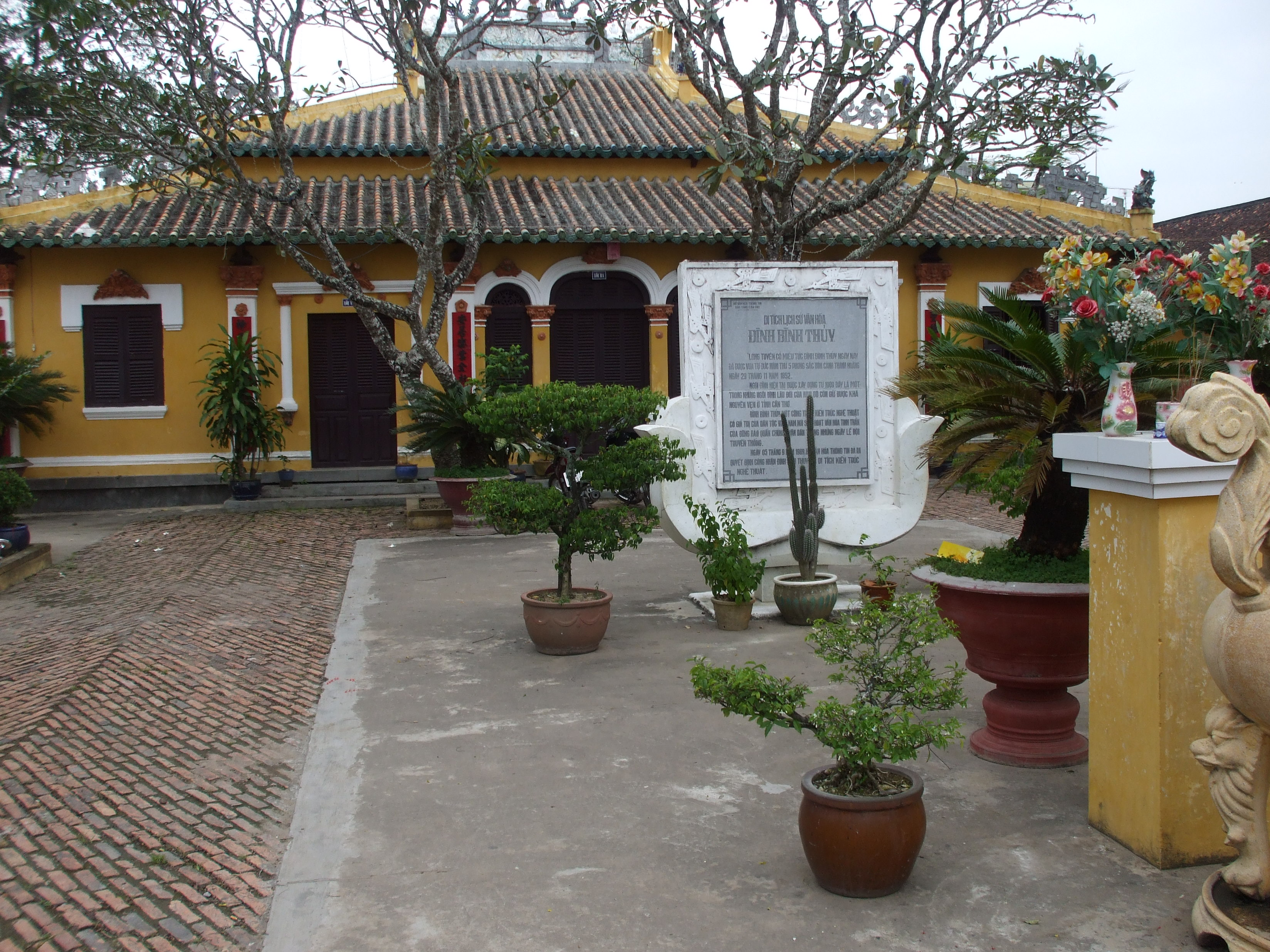
Đình thần Bình Thủy ở Cần Thơ là nơi diễn ra lễ Tế giang sơn và cúng hổ

Các tỉnh Nam Bộ nhiều nơi kể về cổ tục Bầu Ông Cọp làm Hương cả của làng (gọi là tục Bầu Ông) theo đó, từ thời khai hoang đến tận cuối thế kỷ XIX, các làng ấy không ai dám đứng ra nhận chức Hương cả, bởi theo sự xác tín rằng kẻ nào cả gan như vậy tức thì bị cọp ăn thịt ngay. Chuyện cử cọp làm Hương Cả là một cách biểu hiện của việc thờ cọp. Đây là tín ngưỡng thờ cọp như vị thần bảo hộ cộng đồng, một tín lý bắt nguồn từ thực tế của lưu dân thời khẩn hoang ở vùng đất mới, do sợ cọp mà họ lập miếu thờ sơn quân chi thần, thờ Chúa xứ sơn lâm, thờ Thần Hổ và bầu cọp làm Hương Cả của thôn làng và "mô típ "Ông Cả Cọp" là một mẫu đề dân gian được hình thành từ tâm thức tôn trọng lề luật đã có từ trước, một giao ước của con người với thiên nhiên để cùng tồn tại.
Nam Bộ ngày trước nhiều người sợ cọp nên mỗi làng chỉ cử đến Hương chủ, vì chức Hương cả phải nhường cho cọp (tục lệ này có ghi trong Minh điều hương ước ban hành năm 1852), các làng quê Nam Bộ thường có tập tục cử cọp giữ chức Hương cả của làng, không ai trong các thôn làng được giữ chức vụ này cả, chỉ giữ chức vụ thứ nhì, tức chức Hương chủ Đến nay tập tục Bầu Ông vẫn còn duy trì trong chương trình lễ cúng Kỳ Yên ở đình làng tại một số thôn xã, mặc dù, ở các làng từng có tập tục bầu cọp làm Hương Cả đã bỏ điều kiêng kỵ này từ đầu thế kỷ 20. Nay, tục cúng Cả cọp vẫn còn nhưng chỉ nhằm cầu an cho bá tánh.
Tục lệ này xuất phát từ những câu chuyện huyền kỳ theo Mộtip Ông Cả Cọp, là một môtip rất phổ biến trong nhiều truyện kể ở Nam Bộ từ miền Đông đến miền tây Nam bộ như: Ông Cả cọp (Bà Rịa-Vũng Tàu, Đồng Nai), Ông Cả cọp Mỹ Điền (Tiền Giang), Ông cả cọp (Bến Tre) để giải thích một tập tục thờ cọp phổ biến trong buổi đầu đi khai phá khi con người phải thừa nhận những sức mạnh của tự nhiên, mà cọp là một đại diện tiêu biểu Truyện giải thích tập tục tôn cọp làm chức Hương Cả và lệ cấm kỵ không bầu cử bất cứ một người nào trong thôn làng nắm giữ chức vụ này.
Vì Cọp là hương chức đứng đầu, nên hàng năm, tùy theo đình chọn ra một ngày để làm lễ "Bầu ông", thường là vào dịp cuối năm hay trước khi tổ chức lễ Kỳ yên đình lang, dân chúng tổ chức lễ Bầu Ông với lễ gồm cúng một con heo trắng, kèm theo một tờ cử hương chức. Tờ cử có nội dung cả làng cử cọp làm chức Hương Cả (với nhiệm kỳ một năm), được đặt trong một cái ống tre ở một địa điểm cố định, đêm ấy, cọp về ăn sạch cái đầu heo và đổi "tờ cử" cũ, nhận "tờ cử" mới đem vào rừng. Nếu thôn làng có người nào cả gan đứng ra làm chức Hương Cả thì sẽ bị cọp vồ chết ngay. Cổ tục này được ghi nhận rộng rãi trên khắp miền Nam Việt Nam.

## Trên thế giới
Tín ngưỡng thờ Hổ được ghi nhận ở nhiều vùng lãnh thổ ở châu Á, trong đó tục thờ hổ chủ yếu được tìm thấy ở vùng Viễn Đông của Nga (tập trung ở Siberia), ở bán đảo Triều Tiên (nhất là ở Hàn Quốc), ở một số vùng thuộc Trung Quốc, nhiều nơi của Ấn Độ, nhiều quốc gia Đông Nam Á đặc biệt là ở Việt Nam.

### Trung Quốc
Tại Trung Quốc, tập tục sùng bái và thờ cúng hổ cũng bắt nguồn từ khu vực hổ thường xuyên hoạt động, sau đó lan rộng trong phạm vi đại lục Trung Hoa. Một số dân tộc thiểu số vùng Hắc Long Giang đều có tín ngưỡng thờ thần hổ. Tín ngưỡng này khởi nguyên từ rất nhiều truyền thuyết hay về hổ như truyền thống của dân tộc A Khắc Đằng Bộ, hay dân tộc Hách Triết đều cho rằng khai tổ của họ là hổ vì vậy họ phải thờ cúng hổ, tôn sùng hổ như là một vị thần tối cao, mà không được săn bắt hổ lấy thịt, lấy da như các dân tộc khác, đây cũng có thể là tập tục sùng bái vật tổ xuất hiện rất sớm ở thời kỳ viễn cổ.

### Triều Tiên

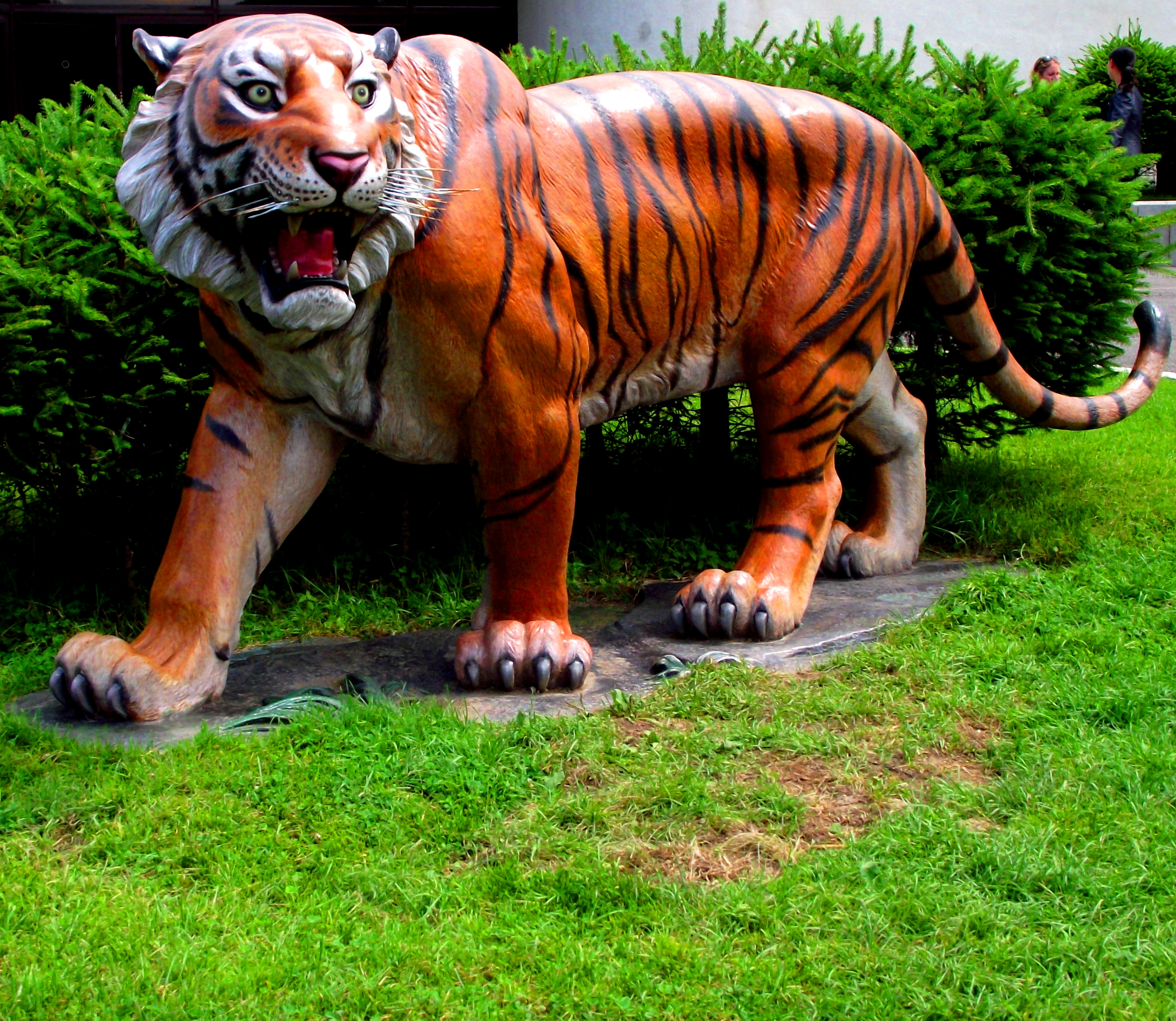
Một tượng hổ được thờ ở Bắc Triều Tiên

Hổ, con vật to lớn, có sức mạnh khủng khiếp trong số 12 con giáp và cũng được người dân Triều Tiên sùng bái tôn thờ. Dân cư ở bán đảo Triều Tiên cũng coi hổ là con vật linh thiêng, oai phong, có sức mạnh to lớn, vì vậy họ cũng thờ cúng hổ để cầu mong sự phù hộ và bảo trợ cho cả gia đình trong công việc làm ăn và sức khỏe .Trong thần thoại và văn hóa Triều Tiên, con Hổ được coi là người bảo vệ xua đuổi tà ma và một sinh vật linh thiêng mang lại may mắn là biểu tượng của lòng dũng cảm và sức mạnh tuyệt đối. Đối với những người sống trong và xung quanh các khu rừng của Triều Tiên, Hổ được coi là biểu tượng của Thần núi hoặc Vua của các loài động vật trên núi.
Trong lịch sử và văn hóa Hàn Quốc, hổ vừa được dân gian xứ Hàn tôn làm thần giám hộ, hổ được người ta tôn lên vị trí Chúa tể của rừng núi và người Hàn Quốc còn gọi hổ là "San Gun (산군/Sơn quân) có nghĩa là Chúa tể núi hay Sơn thần. Hổ vừa là biểu tượng của uy dũng và quyền lực, giúp con người tránh được vận hạn và đem đến cho họ nhiều phúc lộc. Hổ là loài động vật được xuất hiện rất nhiều trong các giai thoại, chuyện cổ tích và các bức vẽ dân gian của người dân Hàn Quốc, như một niềm tự hào dân tộc. Đối với người dân Hàn Quốc, hình ảnh con Hổ gợi lên những liên tưởng về sức mạnh, sự thanh thế. Ngày nay, hổ chính là biểu tượng quốc gia của Hàn Quốc.
Ở Hàn Quốc con hổ còn là giống vật thiêng biểu tượng cho điềm lành và là loài vật gần gũi, có nghĩa. Hình tượng con hổ ảnh hưởng rất sâu đậm trong văn hóa Hàn Quốc, nó mang hơi hướng thần thoại vẫn tồn tại trong cuộc sống con người Hàn Quốc cho đến ngày nay với tư cách là Thần giám hộ của đất nước này, Hổ là giống vật nhân từ bảo vệ con người khỏi tai ương, tượng trưng cho lòng dũng cảm và sức mạnh. Tuy là loài dũng mãnh, hung tợn trong thế giới động vật hoang dã nhưng trong quan niệm dân gian Hàn Quốc, hổ vẫn là loài vật thân thiết với con người. Hình tượng hổ được đưa vào đời sống hàng ngày và tôn là linh vật bảo vệ cho loài người.
Tấm bùa ở Hàn Quốc thường mang hình hổ vì đây là con vật biểu trưng của tinh thần dũng mãnh tạo cho người ta niềm tin tâm linh về sự an lành, được bảo vệ khỏi mọi điềm gở trong đời sống. Ngày xưa, người ta thường treo chuỗi xương hổ trước cửa hay cổng nhà để xua đuổi khí xấu. Khu lăng mộ của vua cũng là nơi người ta nhận ra sự hiện hữu của hổ, linh vật hộ vệ, che chở cho con người khỏi mọi tai ương. Tượng hổ tạc bằng đá nằm ngay phía trước mộ xuất phát từ quan niệm xưa cho rằng hổ có thể bảo vệ lăng mộ, chốn yên nghỉ cho linh hồn vua chúa, cũng như chọn hình thế xây cất chẳng hạn như đền Samhwasa ở tỉnh Gangwon tọa lạc ở đỉnh phía tây của núi Dutasan, trông đỉnh phía đông có hình dạng của một con hổ và một con rồng.
Tính chất linh thiêng của hổ còn được thể hiện trong lễ cầu mưa. vừa là ác thú, vừa là thần hộ mệnh. Có hình hổ trấn giữ ở ngưỡng cửa là tà ma không dám xâm nhập. Người Hàn Quốc đặc biệt thần phục loài hổ trắng, Người dân tin rằng khi cầm theo bùa bạch hổ thì được bảo vệ khỏi mọi rủi ro, và dân gian cho rằng hổ là loài vật át được khí vận xấu nên họ hay mặc áo in hình hổ để có được sự khởi đầu tốt đẹp cho năm. Choi Nam-seon khẳng định linh vật của dân tộc Hàn là con hổ. Ngày nay, Hổ còn là biểu tượng quốc gia của Hàn Quốc. Sự tôn sùng hổ được phản ánh qua phim ảnh, rõ nét nhất là bộ phim Hổ chúa (năm 2015), qua bộ phim này khắc họa con hổ cuối cùng ở Triều Tiên vừa tràn đầy sức mạnh nhưng cũng có tình nghĩa và được người dân sợ hãi, tôn kính dù phải săn bắt nó theo lệnh của chính quyền Nhật Bản.

### Ấn Độ

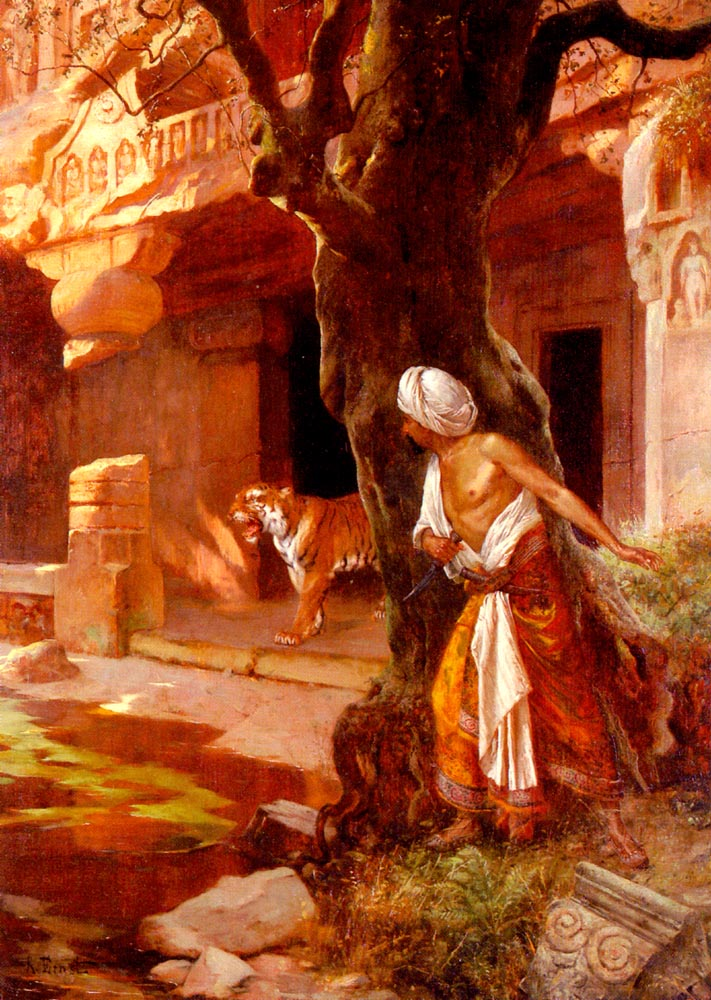
Ở Ấn Độ, hổ còn đóng vai trò là kẻ gác đền trong rừng già, canh giữ châu báu

Tại Ấn Độ, hổ cũng là một con vật được tượng trưng cho sức mạnh, có thể trấn áp được ma tà quỷ quái, vì vậy, để biểu tượng cho quyền lực, các vị lãnh chúa thường trang trí một tấm da hổ trong phòng hoặc ngồi trên một tấm da hổ khi tiếp khách. Trẻ em con nhà giàu có thường hay đeo một chiếc răng hổ như một loại bùa phép để lấy khước tránh ma tà và tăng thêm sức mạnh. Đàn ông đeo thêm răng hổ trên cổ như sự biểu tượng của nam tính, sức khỏe và lòng dũng cảm Dân địa phương ở Sundarbans (một nơi nằm giữa miền Nam Bangladesh và bang Tây Bengal của Ấn Độ) sùng kính chúa sơn lâm hơn nỗi kinh hoàng về loài động vật giết người này.
Hổ là mối đe dọa tiềm tàng cho người dân sống ở Sundarbans, mỗi năm, có chừng 30 người bị đoạt mạng bởi hổ. Ở đây, họ vẫn đang thờ cúng Dakshin Rai, Dakshin Rai được tôn sùng là Hổ Thần, là một vị thần linh được sùng kính ở Sundarbans. Hổ thần cùng với lâm thần Bon Bibi được cho là người bảo vệ rừng già - nơi nương náu của cư dân bản địa. Trước khi vào rừng săn các sản vật, những người đi khai thác mật ("ăn ong") và ngư dân phải làm lễ dâng cúng tại một trong nhiều ngôi miếu thần, nhằm hy vọng ra khỏi rừng bình an. Mặc dù sự sùng kính loài hổ có gốc gác từ một sự mê tín, nhưng nó không quá lung linh mà chỉ để tạo ra niềm tin bình an.
Bất chấp các vụ tấn công, người Sundarbans vẫn sùng kính loài hổ, tôn chúng làm thần linh Vì tôn sùng hổ thần thế nên mặc dù thấy bạn bè và người thân bị lâm nguy trước mắt mình, nhưng người Sundarbans vẫn không mảy may có tư tưởng ghét hổ. Họ biết định mệnh của mình cột chặt với loài mèo lớn: hổ bảo vệ rừng già, rừng già lại bảo vệ con người. Sau nhiều thế hệ sống chung với "chúa sơn lâm", người dân Sundarbans hình thành niềm tin rằng không có nỗi e sợ nào trong cộng đồng vững mạnh của họ. Bức tượng hổ thần Dakshin Rai được điêu khắc đầy oai vệ. Sau tất cả, rốt cuộc loài hổ Sundarbans dù rất hung dữ, song vẫn là người bảo vệ cho dân cư chốn này.
Hổ cũng được bộ tộc thổ dân Soliga tôn thờ, người Soliga xem loài thú này như vị thần đáng tôn thờ của họ, họ sùng bái hổ như thần thánh. Ở địa phương này, không hề xảy ra vụ xung đột nào giữa người Soliga với hổ hay bất cứ vụ săn bắt hổ nào. Họ còn là những người chăm sóc và bảo vệ hổ, người dân địa phương này rất ưu ái loài hổ. Ngoài ra, những người sống ở Khu Bảo tồn Hoang dã Bor là những người địa phương theo đạo Hindu do đó tin rằng hổ là con vật chở Durga là một trong những nữ thần quan trọng nhất trong đạo Hindu vì thế dù thường gặp rắc rối với hổ như đã có vài người, và một số thú nuôi, đã bị hổ vồ chết nhưng những vụ việc như thế vẫn không khiến cho người dân có thái độ thù địch loài hổ.

### Việt Nam
Trong tâm thức văn hóa dân gian Việt Nam, hình ảnh con hổ trước hết mang ý nghĩa là biểu tượng được tôn sùng, hổ là chúa sơn lâm, biểu tượng sức mạnh rừng thiêng, nên được dân gian thờ phụng để mong muốn bình an, mỗi khi nhắc đến hổ sẽ có ngay cảm giác về sự sùng kính và tính thiêng liêng. Ở vùng rừng hoặc chân núi nhiều nơi thường có miếu thờ ông ba mươi, cứ vào đêm ba mươi, người ta lại thắp hương khấn ông hổ, mong ông không làm hại dân. Vì hổ là biểu tượng cho sức mạnh, vũ dũng nên người ta thường đắp tượng hổ để trấn giữ những nơi thiêng liêng. Nhiều đình, đền, miếu đều đắp hổ để trấn giữ. Hổ còn đi vào cả nhiều loại hình nghệ thuật như kiến trúc, điêu khắc, hội họa. Trên các bức bình phong tại cổng đền chùa, người ta thường đắp hình con hổ đang bước xuống những bậc đá gập ghềnh, với tư thế đó, hổ là hiện thân của âm giới, đại diện cho khả năng kiểm soát linh hồn khách hành hương. Tín ngưỡng thờ cọp là tín ngưỡng dân gian thờ loài vật phổ biến nhất ở Nam Bộ, cùng với tục thờ cá Ông. Hầu như đình làng nào cũng có miếu Sơn Quân tức miếu thờ Thần Hổ.